# Bibliothèque nationale de France
Vous lisez un « article de qualité » labellisé en 2006.
Pour les articles homonymes, voir BNF.
La Bibliothèque nationale de France (BnF), ainsi dénommée depuis 1994, est la bibliothèque nationale de la République française, inaugurée sous cette nouvelle appellation le 30 mars 1995 par le président de la République, François Mitterrand. Héritière des collections royales constituées depuis le Moyen Âge, elle possède l'un des fonds les plus riches du monde.
La BnF a une mission de collecte, d’archivage et d’entretien (conservation, restauration), en particulier de tout ce qui se publie ou s'édite en France, ainsi que du patrimoine hérité des collections antérieures et reçu par d'autres voies (dons, legs, achats), mais aussi des activités de recherche et de diffusion de la connaissance, grâce notamment à l’organisation régulière d’expositions à destination du grand public et de multiples manifestations culturelles, conférences, colloques, concerts, dans ses locaux et sur son site Internet. Elle anime un réseau de coopération avec d'autres services documentaires en France et participe à différentes formes de coopération internationale en la matière.
Première institution chargée de la collecte du dépôt légal, à partir de 1537, elle est la plus importante bibliothèque de France et l’une des plus importantes au monde. Elle a le statut d’établissement public à caractère administratif. Ses activités sont réparties sur sept sites, dont le principal est la bibliothèque du site François-Mitterrand, située dans le 13e arrondissement de Paris, sur la rive gauche de la Seine. Le site historique, datant du XVIIe siècle, qui occupe désormais un îlot entier, se trouve dans le 2e arrondissement de Paris, sur le lieu du palais Mazarin et de l'hôtel Tubeuf, qui hébergeait également la Bourse de Paris au XVIIIe siècle. On a coutume de le nommer « quadrilatère Richelieu », du nom de la rue de son entrée principale.
La Bibliothèque nationale de France comporte quatorze départements et plusieurs collections principalement conservées sur ses quatre sites parisiens, y compris le Département des monnaies, médailles et antiques, héritier du Cabinet des Médailles. L'ensemble des collections représente environ 150 millions de documents imprimés et spécialisés.
Hors de Paris, elle comprend la maison Jean-Vilar à Avignon et deux centres techniques de conservation à Bussy-Saint-Georges et Sablé-sur-Sarthe. Ses collections s'élèvent à un nombre total de 15 millions de livres et d’imprimés ainsi que plusieurs millions de périodiques, comptés pour 390 000 titres. Avec 10 000 manuscrits enluminés médiévaux, elle est la première bibliothèque au monde dans ce domaine, mais elle compte plus largement environ 250 000 manuscrits, des cartes, estampes, photographies, partitions, monnaies, médailles, documents sonores, vidéos, multimédias, numériques ou informatiques (16,5 milliards d'adresses URL), des objets et objets d’art, décors et costumes, etc.
Chaque année, la bibliothèque reçoit plus de 70 000 livres par dépôt légal ainsi que plus de 250 000 numéros de périodiques et des milliers de documents spécialisés, mais elle procède aussi à des achats et reçoit des dons. Le dépôt légal du Web a quant à lui préservé près d'un pétaoctet (Po) de données. Une grande partie des références est consultable en ligne sur le catalogue général de la BnF et ses catalogues spécialisés. La BnF est également connue pour sa bibliothèque numérique, Gallica, qui permet de consulter directement la reproduction de plus de 7 600 000 documents sous format texte, image ou son. Le site François-Mitterrand accueille également l'Inathèque de France, chargée du dépôt légal de la radiotélévision et comportant aussi un fonds de cinéma.
La dénomination « Bibliothèque nationale de France » est celle de l'établissement public, qui regroupe sept sites. L'appellation officielle du site de Tolbiac est « site François-Mitterrand ». Elle a été donnée à la demande du président de la République, Jacques Chirac, et ne fut pas toujours celle employée dans le langage courant. Certains disaient parfois, au moins jusqu'en 1999 : la « Très Grande Bibliothèque » (TGB).

## Historique

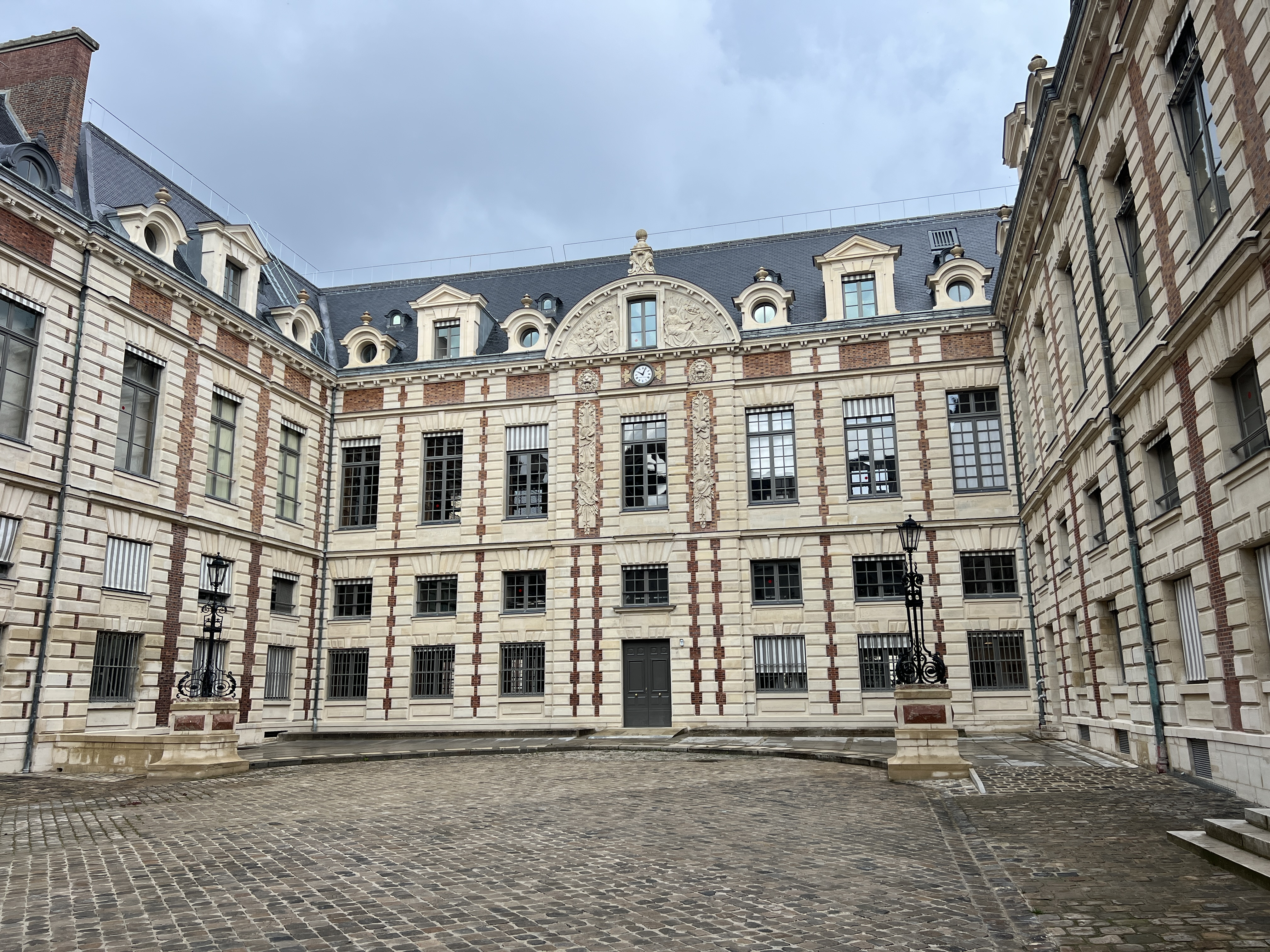
L'hôtel Tubeuf, bâti en 1635, sur le site Richelieu de la BnF.

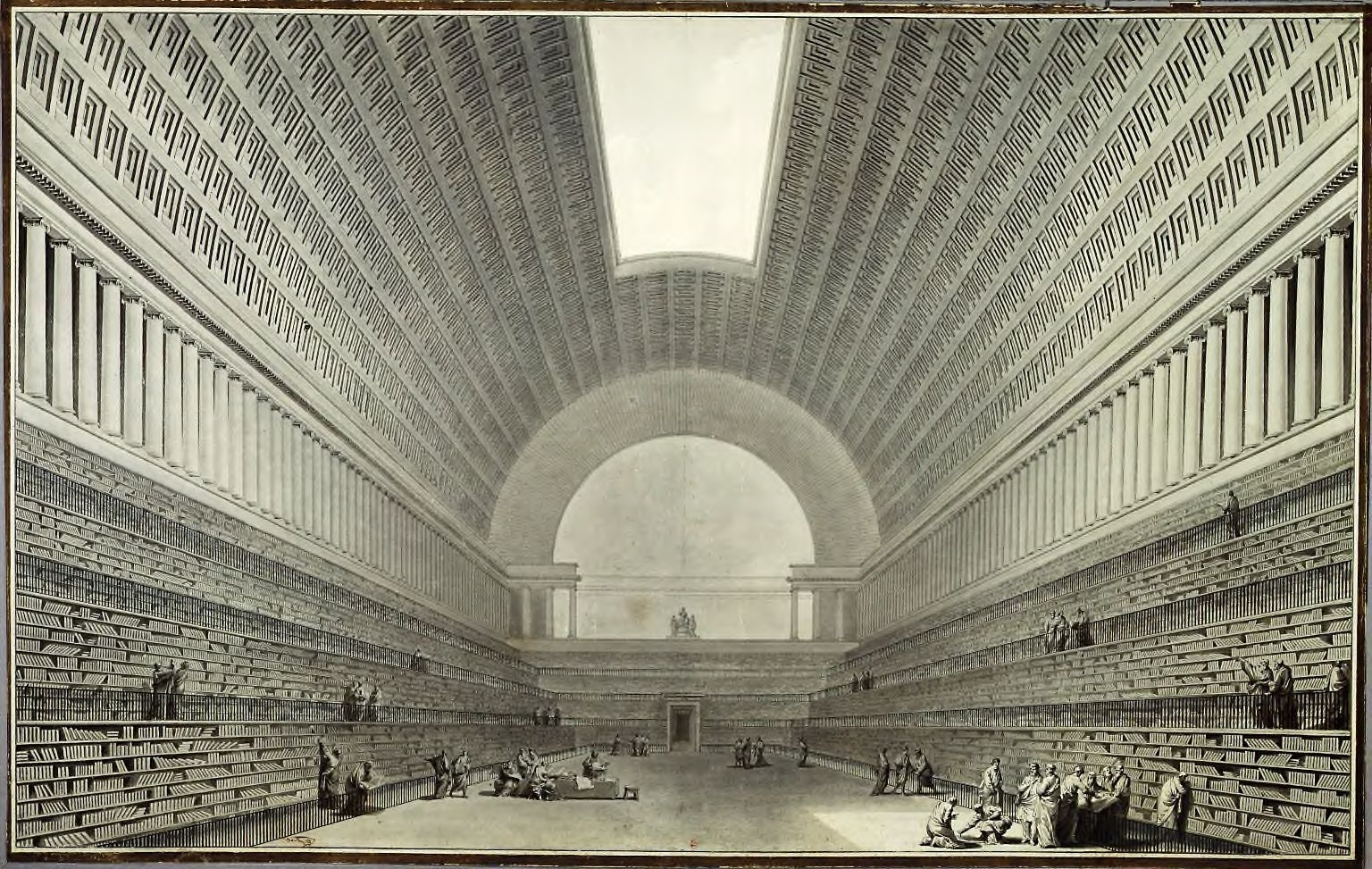
Étienne-Louis Boullée, deuxième projet pour la Bibliothèque du Roi (1785).

Les tours de la bibliothèque François-Mitterrand, construites au sein du nouveau quartier Paris Rive Gauche.

La Bibliothèque nationale de France tire son origine de la bibliothèque (librairie) du roi, installée en 1368 au Louvre par Charles V (1364-1380), dans la tour de la Fauconnerie, et dont l'inventaire, dressé par Gilles Mallet en 1373, premier libraire du roi, comprenait 917 manuscrits. Conçue pour la première fois comme une véritable institution transmissible à son successeur, elle est privée de quelques belles pièces par les oncles de Charles VI (1380-1422) profitant de sa folie, puis disparaît sous l'occupation anglaise, après la mort du roi. Alors que Charles VII (1422-1461) est réfugié à Bourges, ce qu'il en reste est en effet prisé en bloc en 1424 pour 1 220 livres par le duc de Bedford, régent du royaume, qui l'emporte ensuite en Angleterre, où elle est dispersée à sa mort en 1435. Sur les 120 volumes retrouvés, 69 sont conservés au département des manuscrits.
C'est donc seulement à partir du règne de Louis XI (1461-1483) que la bibliothèque du roi connaît une certaine continuité, sans dispersion des collections. La bibliothèque, un temps transférée à Amboise par Charles VIII (1483-1498), puis à Blois par Louis XII (1498-1515), qui lui donne une véritable importance, est respectivement augmentée par ces derniers d'une partie de la bibliothèque des rois d'Aragon, rapportée de Naples, puis de manuscrits de la bibliothèque milanaise des Visconti et des Sforza. En 1544, elle est réunie à celle de Fontainebleau, fondée en 1522 par François Ier (1515-1547), qui en confie la garde à Guillaume Budé et qui institue le dépôt légal en 1536. En 1568, elle est de nouveau installée à Paris par Charles IX (1560-1574), créateur de l'office de garde du Cabinet des Médailles, où elle subit les vicissitudes des guerres de religion. Après plusieurs déménagements sous le règne d'Henri IV (1589-1610) dans le quartier de l'Université, du collège de Clermont en 1595 au couvent des Cordeliers en 1604, puis, en 1622 sous Louis XIII (1610-1643), au collège Saint-Côme, elle est confiée par Colbert à son bibliothécaire Pierre de Carcavy et installée en 1666 rue Vivienne, dans deux maisons voisines de l'hôtel du ministre. Sous la protection de ce dernier, elle connaît pendant le règne de Louis XIV (1643-1715) un important développement et est ouverte au public en 1692. Une fois nommé garde de la Bibliothèque du roi, l'abbé Bignon obtient en 1720 du Régent (1715-1722), son déplacement à proximité, dans la partie du palais Mazarin de la rue de Richelieu devenue l'hôtel de Nevers, où il l'organise en cinq départements, ce qui correspond au « site Richelieu » actuel. En 1733, sous Louis XV (1715-1774), Robert de Cotte et son fils, puis Jacques V Gabriel, entreprennent la fermeture par deux ailes de la cour d'honneur.
Avec la Révolution française, la Bibliothèque devient Bibliothèque nationale puis impériale ou royale au fil des changements de régime que connaît la France jusqu'à la stabilisation en 1870. Malgré une interruption du dépôt légal de 1790 à 1793, la Bibliothèque nationale s'enrichit fortement par l'entrée de fonds entiers, en provenance surtout d'abbayes, de collèges et d'universités supprimés, notamment parisiens, mais aussi de province. Elle a aussi reçu des documents confisqués à des notables émigrés ou des documents provenant de pays voisins occupés par les troupes de la République puis de l'Empire. En 1833, elle réunit à nouveau l'hôtel Tubeuf, bâti en 1635, au palais Mazarin. Puis en 1868, elle s'agrandit dans les bâtiments reconstruits par Henri Labrouste, comprenant la salle de lecture, avant d'occuper la totalité de l'îlot, après l'inauguration, en 1936, de la salle ovale conçue par Jean-Louis Pascal et achevée par Alfred Recoura. Les redéploiements et rattachements de sites effectués à Paris en dehors du « quadrilatère Richelieu », à l'Arsenal en 1934, à l'Opéra en 1935 et dans le bâtiment Louvois édifié à proximité en 1964, n'empêchent pas la saturation du site historique. En 1979, les collections se déploient en province avec la maison Jean-Vilar ouverte à Avignon.
En plusieurs siècles, la bibliothèque a rencontré plusieurs évolutions techniques, dont elle a tenu compte, parfois avec retard, dans l'accueil de nouveaux types de documents et de supports. Différentes techniques et pratiques ont également été mises en œuvre dans la constitution de catalogues de plus en plus complexes (catalogues manuscrits et imprimés, fichiers et, depuis 1987, catalogues informatisés). Le statut de la bibliothèque a beaucoup évolué aussi, de la bibliothèque du souverain à un service de l'État jusqu’à un établissement public à caractère administratif. La Bibliothèque a aussi diversifié son activité, notamment par l'organisation d'expositions, à partir des années 1930 puis, plus récemment, d'autres événements culturels tels que colloques et conférences.
À partir de 1988, la Bibliothèque nationale entre dans une phase d'importantes mutations, lorsque le 14 juillet, François Mitterrand, conseillé notamment par Jacques Attali, annonce « la construction et l'aménagement de l'une ou de la plus grande et la plus moderne bibliothèque du monde… (qui) devra couvrir tous les champs de la connaissance, être à la disposition de tous, utiliser les technologies les plus modernes de transmission de données, pouvoir être consultée à distance et entrer en relation avec d'autres bibliothèques européennes ».
La coordination de ce projet, qui est inclus dans les Grands travaux de François Mitterrand, est confiée au journaliste et écrivain Dominique Jamet, qui devient président de l'établissement public de la Bibliothèque de France. Le site choisi se situe dans le nouveau quartier de Tolbiac (13e arrondissement de Paris), à l'emplacement d'une ancienne verrerie, au cœur de la ZAC Rive-Gauche, alors le principal secteur de renouvellement urbain de la ville. Le projet architectural de Dominique Perrault est retenu par le concours international d'idées de la bibliothèque avec un jury d'architectes et de personnalités culturelles. La nouvelle Bibliothèque nationale de France, achevée en 1995, ouvre au public le 20 décembre 1996 et, après le déménagement de la majeure partie des collections de la rue Richelieu, accueille les chercheurs au Rez-de-jardin le 8 octobre 1998.
Le nouveau statut de l'établissement et le développement des technologies numériques conduisent la BnF à développer des actions de coopération avec d'autres bibliothèques, d'abord dans le cadre d'un réseau français, ensuite avec l'étranger. En 2008, le Centre national du livre pour enfants La Joie par les livres est rattaché à la BnF, tandis que s'engage un vaste chantier de rénovation de bâtiments et de redéploiements de collections sur les sites historiques de « Richelieu », situé rue de Richelieu à Paris, et, dans une moindre mesure, de l'Arsenal.
En mars 2024, Laurence Engel, à la tête de la BNF depuis 2016, annonce qu'elle va quitter ses fonctions le 6 avril à la suite du non-renouvellement de son mandat par l'Élysée.

## Statut et organisation
La Bibliothèque nationale de France est depuis 1994 un établissement public à caractère administratif sous tutelle du ministère de la Culture. Son statut, qui faisait l'objet du décret du 3 janvier 1994, est fixé par le chapitre Ier du titre IV du livre III de la partie réglementaire du code du patrimoine. Selon son statut, la BnF a pour missions :
1. de collecter, cataloguer, conserver et enrichir dans tous les champs de la connaissance, le patrimoine national dont elle a la garde, en particulier le patrimoine de langue française ou relatif à la civilisation française (…) ;
2. d’assurer l'accès du plus grand nombre aux collections, sous réserve des secrets protégés par la loi, dans des conditions conformes à la législation sur la propriété intellectuelle et compatibles avec la conservation de ces collections (…) ;
3. d'assurer la gestion des immeubles (…) nécessaires à sa mission[15] ».

### Conseil d'administration et instances consultatives
La Bibliothèque nationale de France est administrée par un conseil d'administration comprenant des représentants de différents ministères : le ministère de la Culture au titre de la tutelle, mais aussi ceux chargés de l’enseignement supérieur, de la recherche, du budget et des affaires étrangères (en raison de son activité internationale). Siègent également quatre personnalités du monde culturel, scientifique et économique, de quatre représentants élus du personnel et deux représentants des usagers élus par ces derniers en binôme avec un suppléant, chaque binôme devant comprendre un titulaire du pass recherche et un titulaire du pass étude ou grand public.
Le conseil d'administration est assisté d'un conseil scientifique dont le rôle est consultatif. En outre, la BnF dispose d’un comité social d'administration et d’une formation spécialisée en matière de santé, de sécurité et de conditions de travail, chaque formation comprenant 10 représentants du personnel titulaire.

### Présidence et direction générale

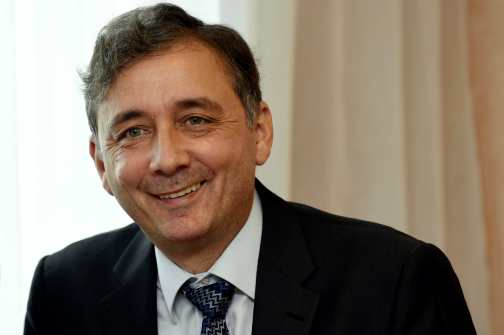
Gilles Pécout, président de la BnF depuis 2024.

Le président de la BnF, nommé par décret en conseil des ministres pour cinq ans, puis éventuellement pour un ou deux mandats de trois ans, dirige l'établissement, assisté d'un directeur général et de directeurs généraux adjoints.
L'actuel président est Gilles Pécout, depuis 2024. Il succède à Laurence Engel, nommée en 2016 et reconduite à ce poste en 2021 ; elle est la première femme à occuper cette fonction.
Philippe Lonné est directeur général depuis le 30 octobre 2024.

### Organisation interne
Les services de la BnF sont répartis en cinq directions, dont les trois premières sont dirigées par l'un des directeurs généraux adjoints, et quatre délégations.
La direction des collections (DCO) traite les collections et assure les services au public. Elle est divisée en quatorze départements documentaires, six sur le site de Tolbiac, six sur le site Richelieu, un réparti sur les deux sites et le dernier correspondant à la bibliothèque de l'Arsenal.
La direction des services et des réseaux (DSR) est chargée de fonctions transversales intéressant tous les départements documentaires et d'autres actions engageant toute la bibliothèque. Elle est divisée en six départements :
- Le département des métadonnées établit la bibliographie nationale française, enrichit le catalogue, maintient le vocabulaire contrôlé RAMEAU, et s'intéresse à l'archivage des données numériques ;
- Le département de la conservation assure la conservation et la restauration des documents ; c'est ce département qui gère les services techniques de Bussy-Saint-Georges et de Sablé-sur-Sarthe ; il assure également la numérisation des collections, en particulier pour Gallica et Europeana (bibliothèque numérique européenne) ;
- Le département de la coopération est chargé des relations avec les autres bibliothèques françaises, gère le Catalogue collectif de France, le prêt entre bibliothèques et Gallica ;
- Les départements du dépôt légal reçoivent les imprimés en provenance des éditeurs et imprimeurs, les supports particuliers étant reçus et traités directement par les départements spécialisés (c'est ainsi que le département de la musique reçoit le dépôt légal des partitions, etc.) ; il assure le dépôt légal des documents numériques en ligne dont relève l'archivage du Web ;
- Le département Images et prestations numériques est chargé du service de numérisation à la demande de la BnF ainsi que de la commercialisation d'autres prestations payantes comme l'archivage numérique pour le compte de tiers ; il gère également la redevance d'utilisation commerciale des documents ;
- Le département des systèmes d'information s'occupe de l'aspect technique des catalogues, de l'intranet de la BnF, des postes publics et des services à distance.

La direction de l'administration et du personnel (DAP) regroupe les services d'appui sans caractère bibliothéconomique : ressources humaines, finances, moyens matériels, affaires juridiques et commande publique.
La direction des publics, dont la préfiguration a été engagée en 2015, a été créée en novembre 2018. Confrontée, comme de nombreuses bibliothèques, à une dissociation croissante entre la fréquentation de ses salles de lecture et celle de ses collections, la BnF crée cette direction pour faire évoluer ses services en tenant mieux compte des attentes de ses publics. L'assouplissement des conditions d'accréditation pour les usagers dits « de droit » (étudiants du M1 au doctorat, chercheurs, journalistes) est une illustration de cette nouvelle politique. La direction des publics a également pour objectifs de développer et diversifier les publics culturels en s’appuyant sur des partenariats avec des territoires identifiés, et de réaliser des actions d’éducation artistique et culturelle.
La direction du développement culturel et du musée regroupe le département des expositions et des manifestations ainsi que le département des éditions. Elle gère aussi les espaces muséographiques.
Les délégations sont des structures plus légères rattachées au directeur général :
- délégation à la stratégie et à la recherche ;
- délégation aux relations internationales ;
- délégation à la communication ;
- délégation au mécénat.

## Activités de l'établissement

### Constitution des collections
Depuis 2005, la BnF s'est dotée d'une charte documentaire décennale qui décrit sa politique documentaire (stratégie de constitution et de développement des collections) pour les dix années à venir. Cette charte couvre tous les modes d’enrichissement quels que soient les modes d’entrées (dépôt légal, acquisition, don, dation, legs, échange) et les typologies de documents concernés (physiques ou numériques). Elle intègre également les ressources en ligne hébergées en dehors de l’institution que la BnF souscrit pour ses publics.
La deuxième édition de cette charte est publiée en 2015. Une troisième édition voit le jour en 2025.

#### Dépôt légal
La BnF assure la gestion du dépôt légal institué sous François Ier par l'ordonnance de Montpellier du 28 décembre 1537 et actuellement régi par le Code du patrimoine (articles L. 131-1 à L. 133-1 et R. 131-1 à R. 133-1), complété par des arrêtés de 1995, 1996, 2006 et 2014. Dans l'organisation en vigueur sont concernés tous les documents imprimés déposés par leurs éditeurs, imprimeurs ou importateurs, les estampes et photographies, les monnaies, les documents audiovisuels et multimédias et l'Internet. Depuis 2011, l'établissement reçoit chaque année plus de 70 000 livres imprimés. Le nombre de fascicules de périodiques imprimés, en baisse sensible, dépassait encore les 250 000 en 2017, mais est descendu en dessous de 220 000 en 2018. Le nombre des documents spécialisés varie d'une dizaine de milliers (pour les vidéos) à une centaine pour les photographies. Le dépôt légal est également assuré par l'Institut national de l'audiovisuel, le Centre national du cinéma et de l'image animée et les pôles régionaux du dépôt légal.

#### Autres sources
Les collections sont également constituées à l'aide d'autres sources que le dépôt légal : les achats (sur marchés, en vente publique ou de gré à gré), les dations en paiement, les dons et legs, les dépôts, les échanges. Ainsi, en 2018, quelque 59 500 ouvrages ont été acquis par d'autres sources que le dépôt légal. La Bibliothèque nationale fait également appel au mécénat populaire sous forme d'appel à souscription pour l’acquisition de documents exceptionnels, souvent des manuscrits enluminés, qui sont parfois classés trésor national et qui peuvent, par un achat grâce à la souscription, rester en France. En cela, la Bibliothèque nationale adopte une démarche similaire à celle du musée du Louvre par exemple. Deux récents achats sur souscription ont été réalisés :
- Livre d'heures de Jeanne de France, manuscrit commandé par Charles VII en 1452 pour le mariage de sa fille et dont les miniatures sont attribuées pour la plupart au Maître de Jouvenel, acquis en 2012[Site 6].
- Description des douze Césars avec leurs figures, manuscrit enluminé de Jean Bourdichon acquis en novembre 2014. Plus de 300 000 € ont été collectés auprès de souscripteurs[Site 7].

### Conservation et catalogage
La conservation des collections est une des missions essentielles de la BnF. Entre autres, elle relie et restaure des documents anciens. Plus généralement, il s'agit de sauvegarder les collections, d'organiser la conservation préventive et de participer au progrès de la science en matière de restauration et de conservation. En 1978, le rapport Caillet fait prendre conscience des difficultés de conservation ; l'administration de la Bibliothèque nationale aidée du gouvernement met alors en place des mesures de sauvegarde de son patrimoine écrit.
La production de catalogues fait partie des missions de la BnF. Ces catalogues permettent d'organiser les collections, et donc de les diffuser auprès du public. La BnF entretient ainsi un catalogue général et continue d'utiliser d'autres catalogues.
Le catalogage méticuleux d'ouvrages permet aujourd'hui d'améliorer les notices d'autorité, notamment en identifiant les doublons. Les catalogueurs d'autres bibliothèques peuvent aussi les signaler, faciliter les corrections et les diffuser aux bibliothèques concernées.

### Diffusion auprès du public

#### Communication des collections et renseignement des usagers

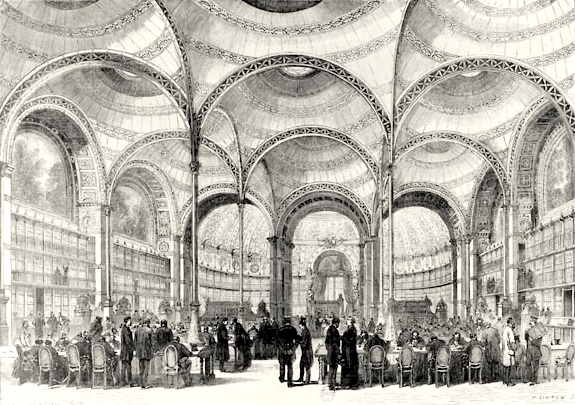
Salle Labrouste, site Richelieu, inauguration de la nouvelle salle de lecture en juin 1868. Dans Le Monde illustré.

Outre la constitution et la conservation des collections, la BnF doit les communiquer au public, tout en respectant les impératifs de ses premières missions, notamment ceux de conservation. Dans cette perspective, la BnF organise cette communication en sélectionnant le public par le biais de règles d'accréditation, mais aussi en ne communiquant parfois que la reproduction des documents les plus fragiles, de plus en plus nombreux à être numérisés et accessibles sur Gallica.
Depuis novembre 2005, en complément des renseignements proposés sur place, la Bibliothèque nationale de France assure un service de référence virtuel dénommé Sindbad. Outre l'interrogation en différé, il est possible, depuis septembre 2012, de chatter directement avec un bibliothécaire via Sindbad.
Depuis 2017, la Bibliothèque nationale de France propose l'application mobile Affluences à ses lecteurs, leur permettant ainsi de vérifier l'affluence des salles de lecture avant de se déplacer (celles-ci étant souvent saturées en périodes d'examens) et de réserver des salles de travail en groupe, des formations,…

#### Activités culturelles
La BnF a une longue tradition d'expositions centrées sur ses collections, souvent complétées d'apports extérieurs avec une fonction de médiateur entre le patrimoine de la bibliothèque et le grand public.
Depuis la constitution du nouvel établissement public, elle a renforcé son activité d'accueil de manifestations scientifiques et culturelles, telles que colloques, conférences, ou plus rarement projections et concerts. Tout au début, les manifestations culturelles ont été conçues pour assister les expositions, mais rapidement elles se sont forgé une autonomie dans le cadre de l’offre culturelle de la bibliothèque. Avec vingt mille auditeurs par an (vers 2000), elles contribuent à la notoriété de l'établissement et de ses collections.
Depuis 2009, elle décerne aussi un prix littéraire annuel, le prix de la BnF.
La BnF a aussi une activité d'éditeur. Elle publie principalement, seule ou en coédition, des catalogues imprimés de ses collections, des catalogues d'expositions, des beaux-livres et des documents inédits. Avec 25 à 30 livres par an, elles se situent au rang d'un éditeur public français de taille moyenne.
La BnF assure aussi la publication de quatre périodiques. Les Chroniques de la Bibliothèque nationale de France, disponibles sous forme imprimée et en ligne, informent le public de la vie et de l'actualité culturelle de l'établissement. La Revue de la Bibliothèque nationale de France, revue scientifique, comprend des articles sur l'histoire de la bibliothèque et de ses collections, ainsi que sur l'histoire des médias et des bibliothèques en général. Au titre de La Joie par les livres, la BnF édite deux revues, La revue des livres pour enfants et Takam Tikou. La première offre depuis 1965 des critiques de nouveautés de l'édition pour la jeunesse, ainsi que des dossiers thématiques. L'autre revue, créée en 1989 et entièrement en ligne depuis 2010, est conçue dans le même esprit, mais est consacrée à la littérature de jeunesse et à la lecture en Afrique francophone, espace élargi désormais au monde arabe et aux Caraïbes.

### Coopération

#### Nationale
La coopération avec les autres bibliothèques françaises est une des missions de la BnF. Elle a ainsi noué des relations privilégiées avec d'autres bibliothèques appelées « pôles associés » de la BnF. Ces pôles associés sont de deux sortes :
- les pôles régionaux du dépôt légal imprimeur, situés dans chaque région métropolitaine et d'outre-mer et dans les collectivités d'outre-mer, reçoivent les livres déposés par les imprimeurs ;
- les pôles documentaires, au nombre de 50, qui peuvent être régionaux ou thématiques.

Les conventions de pôle associé régional sont généralement conclues avec la structure régionale pour le livre membre de la Fédération interrégionale pour le livre et la lecture et le ministère de la Culture. La structure régionale organise ensuite la participation de différents partenaires au sein de la région. Les pôles thématiques regroupent une ou plusieurs bibliothèques. À titre d'exemple, le pôle associé « Mer », à Brest, regroupe la bibliothèque municipale, le SCD de l'université de Bretagne-Occidentale, le Service historique de la Défense et le centre de documentation de l'IFREMER.
De 1996 à 2015, la BnF pouvait attribuer l'un des exemplaires du dépôt légal à l'un de ces pôles associés. L'envoi était même systématique pour des partenaires comme la Cité internationale de la bande dessinée et de l'image (CIBDI) à Angoulême pour les bandes dessinées, de même pour les manuels scolaires et le parascolaire à la bibliothèque Diderot de Lyon (héritière de l'ex-bibliothèque de l'INRP), pôle associé pour l'éducation. Ces exemplaires demeurent des collections de référence bien qu'elles ne soient plus alimentées ainsi depuis la réforme du dépôt légal.
Le partage documentaire, qui portait sur l'acquisition de collections complémentaires avec l'aide de la BnF, a laissé la place à une coopération principalement numérique.
En tout, une centaine de partenaires (des bibliothèques, mais aussi d'autres organismes détenant un patrimoine documentaire) rendent certaines de leurs collections ou de leurs publications numérisées visibles dans Gallica.
La BnF assure par ailleurs la fourniture de données bibliographiques ou d'autorités à des bibliothèques et d'autres organismes publics ou privés. En retour, la BnF assure la gestion du catalogue collectif de France (CCFr), qui permet de consulter plusieurs catalogues de collections éditées et de manuscrits.
Elle exerce aussi un rôle de formation professionnelle, qui se traduit par l'accueil de stagiaires, l'organisation de journées professionnelles et la diffusion de normes bibliographiques.

#### Internationale
La BnF entretient des relations avec d'autres bibliothèques et institutions à l'étranger, dans un cadre bilatéral ou multilatéral. Elle est ainsi membre de quelque 65 organisations internationales comme la Conférence européenne des bibliothèques nationales (CENL) dont Bruno Racine, président de la BnF, a assuré la présidence de 2011 à 2016.
La plus connue des formes de coopération est la numérisation concertée de collections patrimoniales et leur diffusion. Elle se traduit par la participation à Europeana, bibliothèque numérique européenne lancée en novembre 2008 par la Commission européenne sur la proposition de la France. Elle comptait quinze millions d'objets numériques — images, textes, sons et vidéos — en 2011. Mille cinq cents institutions ont participé à Europeana, comme la British Library à Londres, le Rijksmuseum à Amsterdam, et le Louvre à Paris. Le projet prévoit de faire appel, outre les bibliothèques nationales, aux bibliothèques européennes, aux services d'archivages et aux musées. Concrètement, Europeana est une mise en commun des ressources (livres, matériel audiovisuel, photographies, documents d'archives, etc.) numériques des bibliothèques nationales des 27 États membres. La BnF pilote en particulier le programme Europeana Regia destiné notamment à la reconstitution de la bibliothèque de Charles V et a joué un rôle important dans Europeana Sounds, projet visant à regrouper des enregistrements de musique classique et traditionnelle européenne.
La BnF a aussi engagé un partenariat avec d'autres bibliothèques de pays francophones en vue de créer une Bibliothèque numérique francophone qui a été présentée à l'été 2008. Depuis 2016, le Réseau francophone numérique est constitué sous forme d'une association, et un nouveau site a été ouvert.
Après s'être présentée en opposition à Google Livres, la BnF adopte, sous la présidence de Bruno Racine, une attitude plus conciliante avec le site américain. Elle envisage ainsi un temps de lui confier la numérisation d'une partie de ses collections,. Toutefois, alors qu'une polémique commence à naître, l'établissement publie rapidement deux communiqués de presse indiquant que rien n'était signé pour le moment. Devant la réaction, une mission est confiée à Marc Tessier et Olivier Bosc d'établir un rapport sur la numérisation en bibliothèque. Remis en janvier 2010, ce rapport considère que les propositions de Google sont inacceptables, mais que l'on peut envisager des synergies avec cette entreprise, pouvant passer par des échanges de fichiers.
Parmi les autres formes de coopération, la BnF prête régulièrement ses collections pour des expositions et a souscrit au capital de l'Agence France-Muséums.
Elle contribue à la mutualisation des compétences et des expertises, soit en accueillant des professionnels en formation continue (programme « Profession culture »), soit en effectuant des expertises sur place. L'Afrique francophone et l'Amérique du Sud sont les principaux bénéficiaires.
Elle participe enfin à l'IFLA. Au sein de cette fédération, la BnF participe aux groupes de travail sur les normes de catalogage et est plus spécialement chargée de coordonner le programme PAC (Preservation and conservation), consacré à la conservation et à la sauvegarde des documents anciens ou fragiles.

### Activités de recherche
La mission de recherche a été reconnue tardivement, vers la fin des années 1970, notamment grâce au décret de décembre 1977 qui prévoit la création d’un conseil scientifique, qui orientera la réalisation des travaux de recherche en lien avec le patrimoine, dans une optique de valorisation.
Trois grands types de recherches sont mis en œuvre par la BnF :
- une recherche subventionnée et cofinancée par le ministère de la Culture et le CNRS ;
- une recherche non subventionnée, propre à chaque département et financée sur leur budget ;
- une recherche intégrée à des programmes de recherche européens et internationaux.

Pour mener à bien ces recherches, la BnF lance depuis 2003 des appels à des chercheurs français et étrangers à qui elle attribue un soutien financier ou une bourse.

## Sites et départements de collections

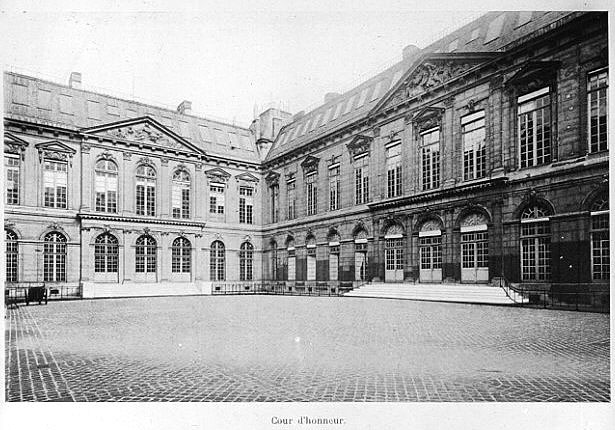
Cour d'honneur, site Richelieu.

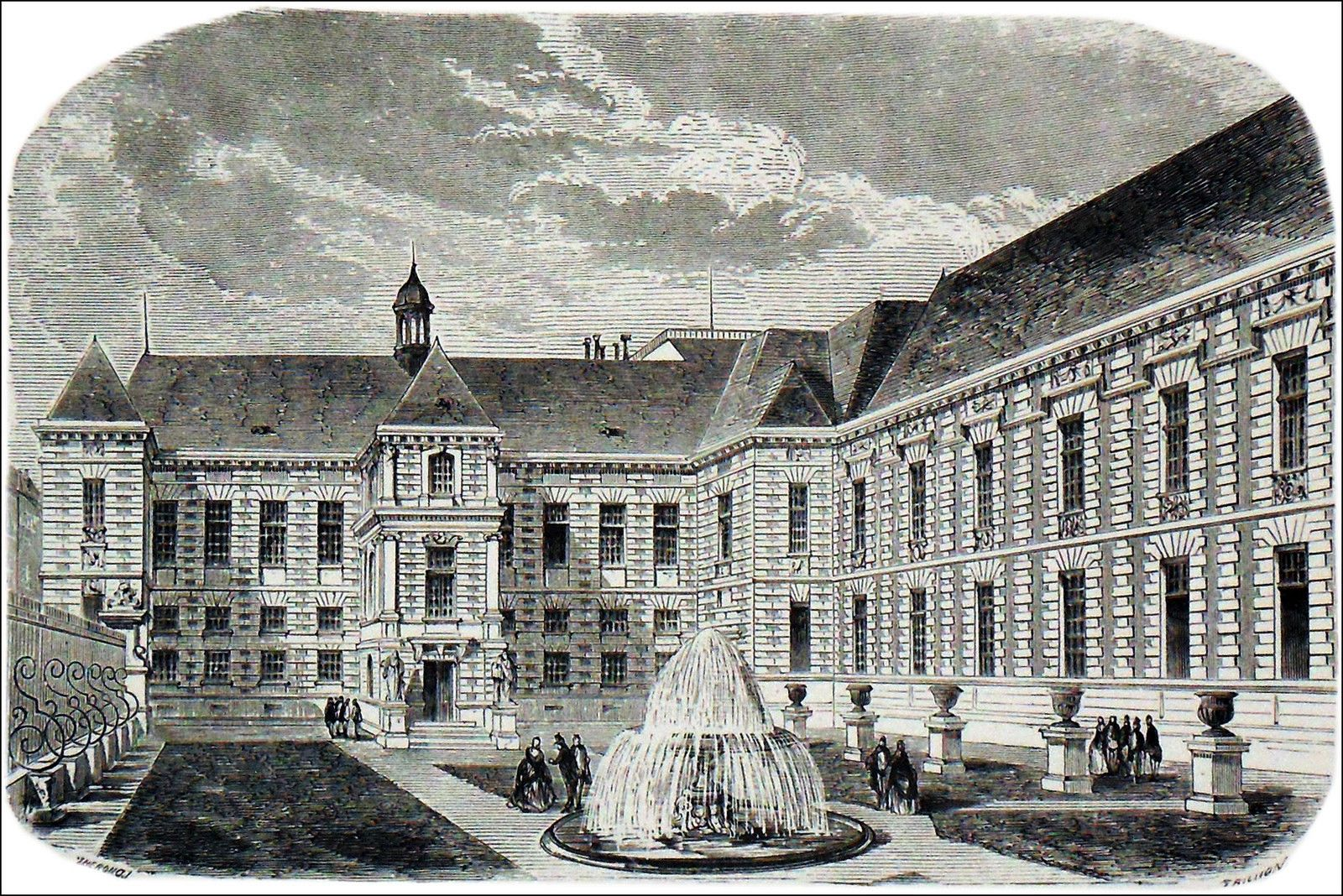
Jardin, le long de la rue Vivienne. Une légende veut que les restes de la reine Cléopâtre VII y soient enterrés.

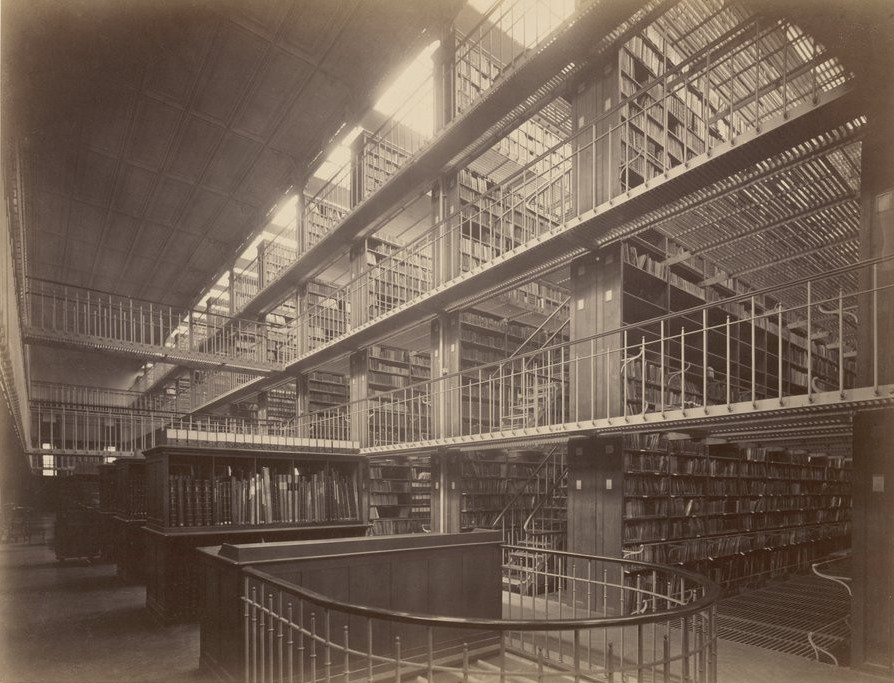
Le magasin central des imprimés.

### Vue d'ensemble des collections
Les collections s'élèvent à un nombre total de 15 millions de livres et d’imprimés (plus de 11 millions à Tolbiac), dont près de 12 000 incunables. Outre des livres imprimés, ses collections comprennent plusieurs millions de périodiques, comptés pour 390 000 titres, environ 250 000 manuscrits, dont 2 500 vélins et 10 000 manuscrits enluminés médiévaux (ce qui en fait la plus grande bibliothèque au monde dans ce domaine), des cartes, estampes, photographies, partitions, monnaies, médailles, documents sonores, vidéos, multimédias, numériques ou informatiques (33 milliards d'adresses URL), des objets et objets d’art, décors et costumes…

### Site Richelieu / Louvois

#### Architecture et locaux
La Bibliothèque nationale de France, se situe dans un emplacement stratégique en plein centre de la ville de Paris, entre le dynamisme du quartier des affaires et le calme des jardins du palais royal, elle représentait le signe de la vie intellectuelle de la France à travers les principales époques de l’histoire.
Le site historique de la BnF (autrefois appelée « Bibliothèque nationale » avant la construction et le transfert des collections des Imprimés sur le site Tolbiac) occupe l'ensemble du quadrilatère Richelieu, délimité par les rues des Petits-Champs (au sud), Vivienne (à l'est), Colbert (au nord) et Richelieu (à l'ouest).
Les plus anciens éléments de cet ensemble sont d'une part l'Hôtel Tubeuf, élevé en 1635 pour Charles de Chevry, acheté en 1641 par Jacques Tubeuf, président à la Chambre des comptes, d'autre part les restes des bâtiments élevés pour Mazarin par les architectes Pierre Le Muet et François Mansart, à qui on doit les deux galeries Mazarine et Mansart. Les bâtiments ont subi de nouveaux aménagements à partir des années 1720 sous la direction de Robert de Cotte et de l'abbé Bignon, notamment pour accueillir le Cabinet des Médailles de retour de Versailles. Les modifications ont été peu nombreuses de la deuxième moitié du XVIIIe siècle au milieu du XIXe siècle. Une autre phase de grands travaux reprend avec Henri Labrouste à partir de 1854 : ses principales réalisations sont l'aile avec façade monumentale rue de Richelieu, le bâtiment de la rue des Petits Champs comprenant la rotonde, l'actuelle entrée sur la cour d'honneur et surtout la vaste salle de lecture (dite depuis « salle Labrouste ») et le grand magasin central des Imprimés. Le fronton du bâtiment principal est orné d'une sculpture de Charles Degeorge qui représente la Science servie par les génies.
À Labrouste succède Jean-Louis Pascal, qui reconstruit à partir de 1878 la façade nord de la cour d'honneur de Robert de Cotte, restaure la façade est ouvrant sur le salon d'honneur, construit les ailes des rues Colbert (1898) et Vivienne (1902-1906), enfin lance en 1897 le chantier de la salle ovale qui ne sera toutefois achevée qu'en 1932 et inaugurée en 1936.
Par manque de place, la Bibliothèque nationale a dû s'étendre hors du quadrilatère Richelieu. Elle a ainsi occupé, à partir de 1974, une partie de la Galerie Colbert pour installer notamment les services du dépôt légal, mais ces locaux ont été abandonnés à l'INHA avec l'ouverture du site François-Mitterrand. La BnF utilise encore un bâtiment au 2 rue Louvois, construit en 1964 par André Chatelin pour le département de la Musique.
Avant les travaux de rénovation du site dans les années 2010, le quadrilatère Richelieu comprenait trois espaces d'exposition : la galerie Mazarine, pour les expositions thématiques, la galerie de photographie (connue aussi comme galerie Mansart) et la crypte, pour de petites expositions. Depuis la réouverture complète du site le 17 septembre 2022, le site propose un nouveau musée permanent qui occupe notamment la galerie Mazarine, tandis que la galerie Mansart reste un lieu d'expositions temporaires.

Extérieur
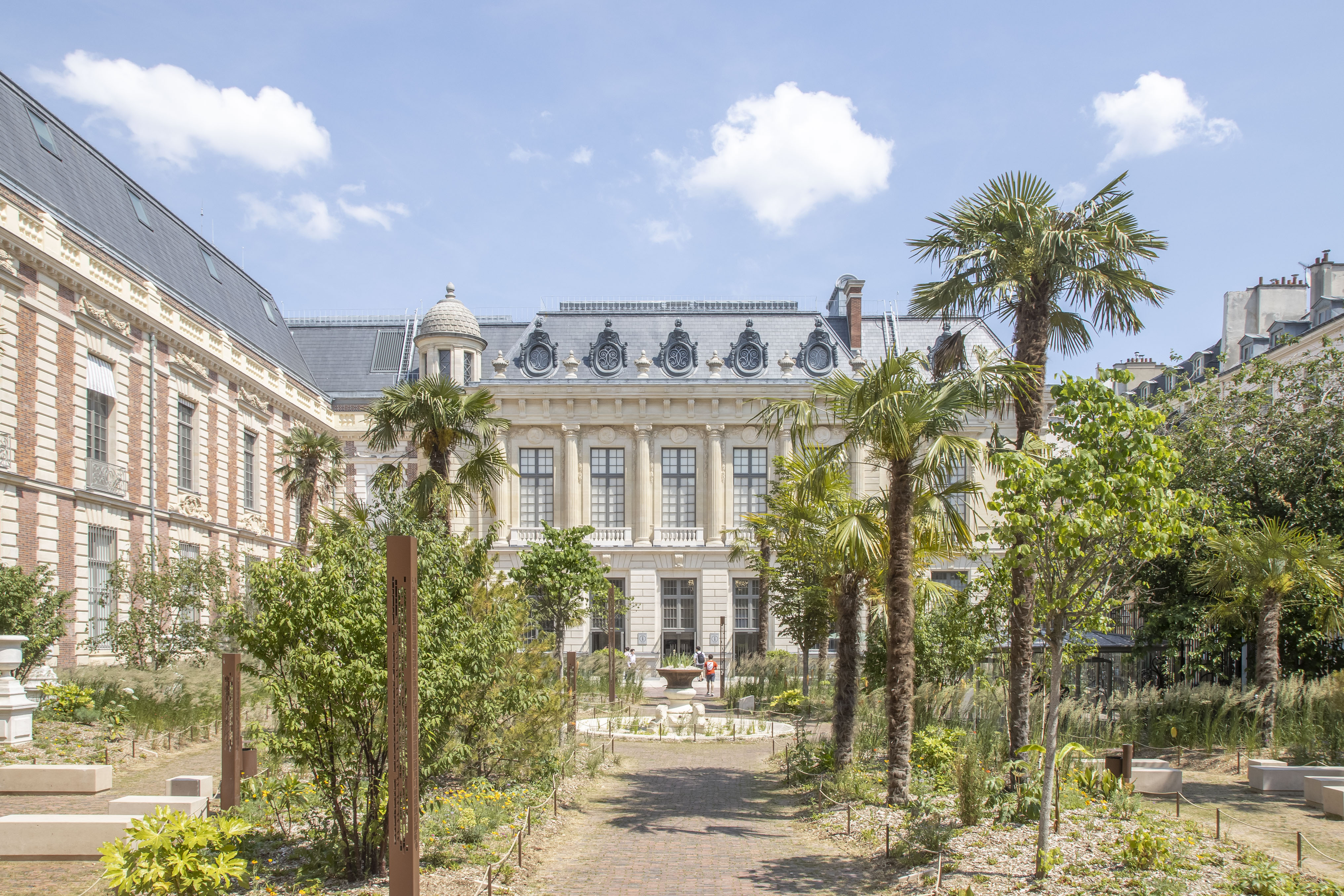
Le jardin Vivienne, situé le long de la rue éponyme.
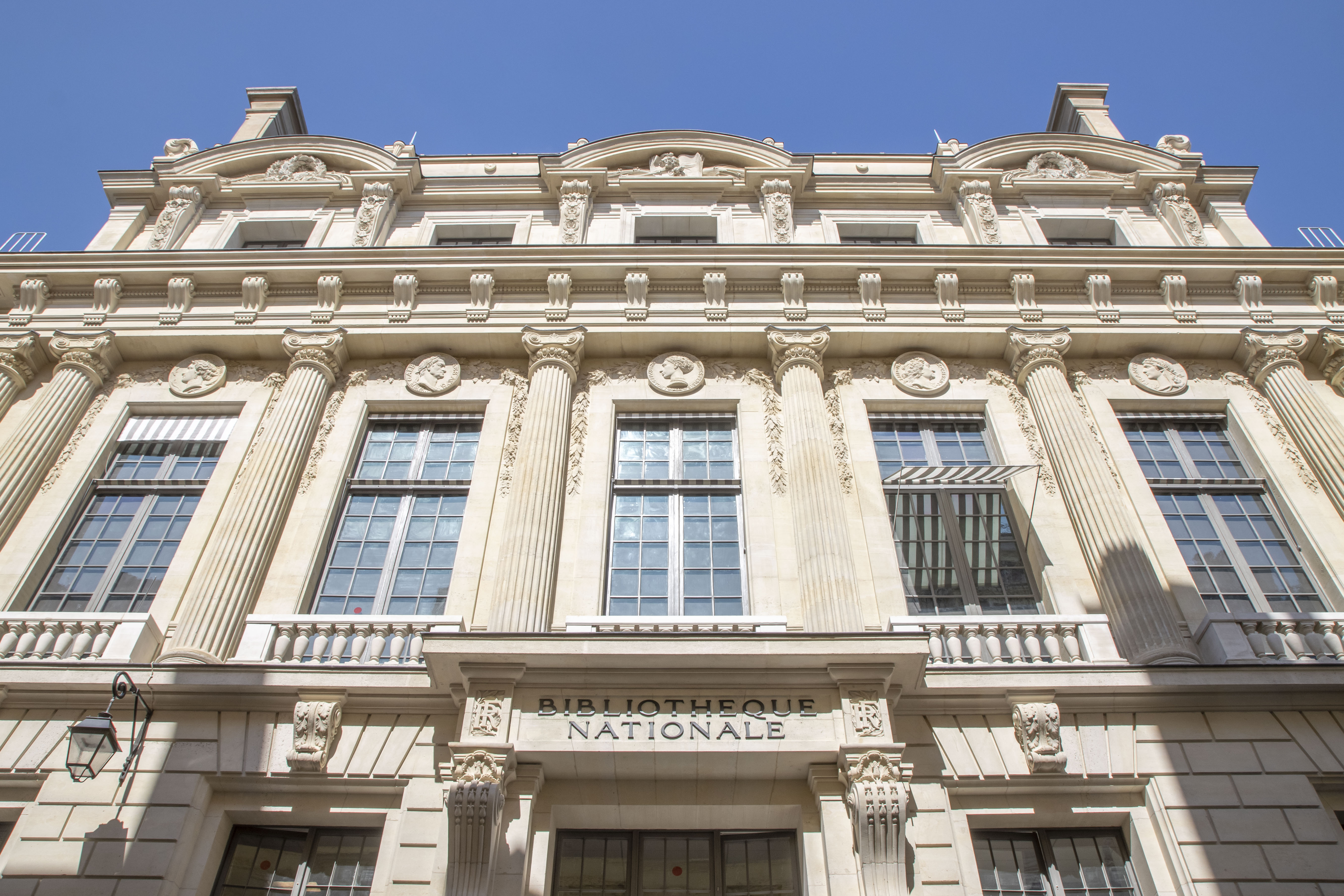
Façade sur la rue Vivienne.
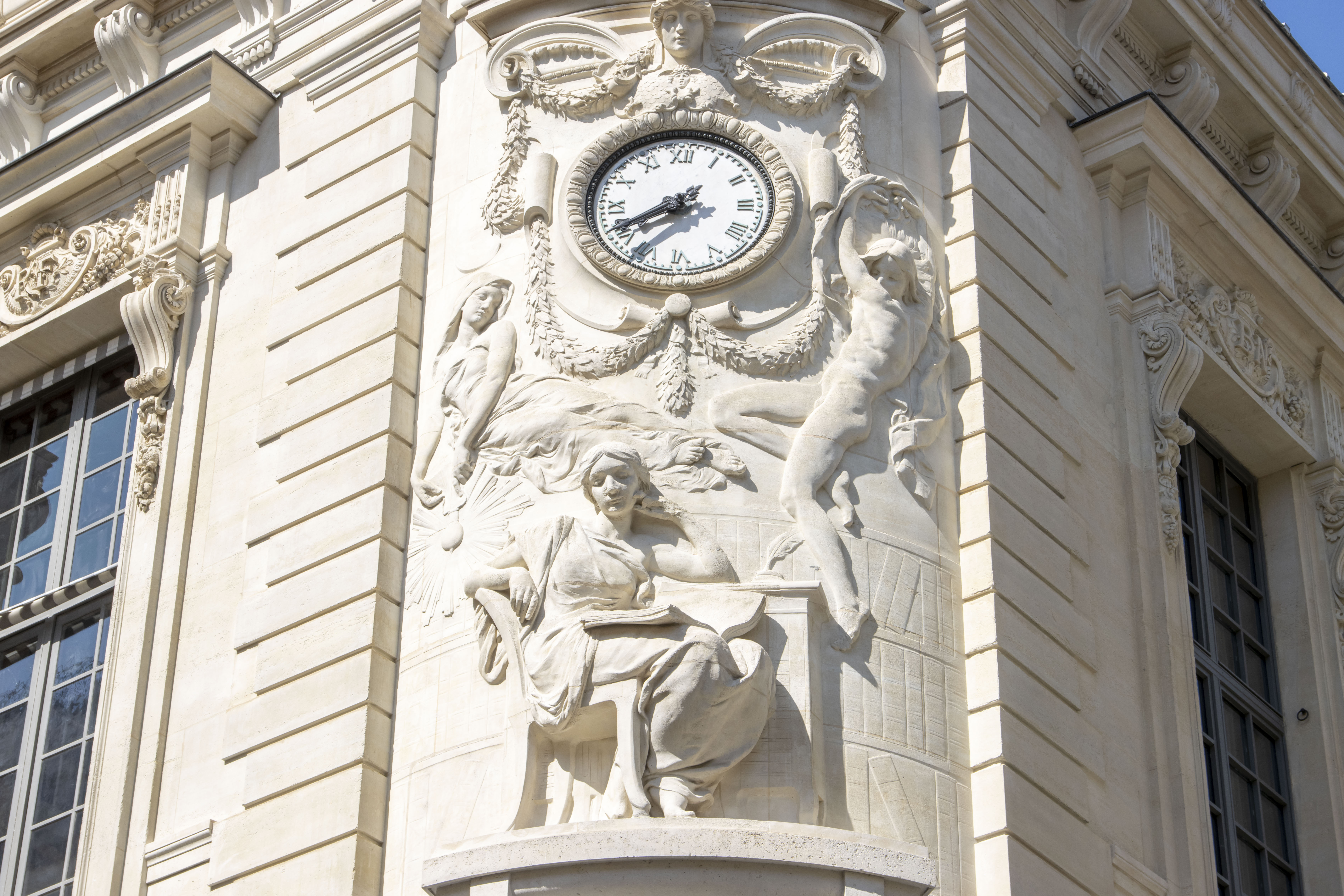
Sculpture et horloge à l'angle des rues Colbert et Vivienne.
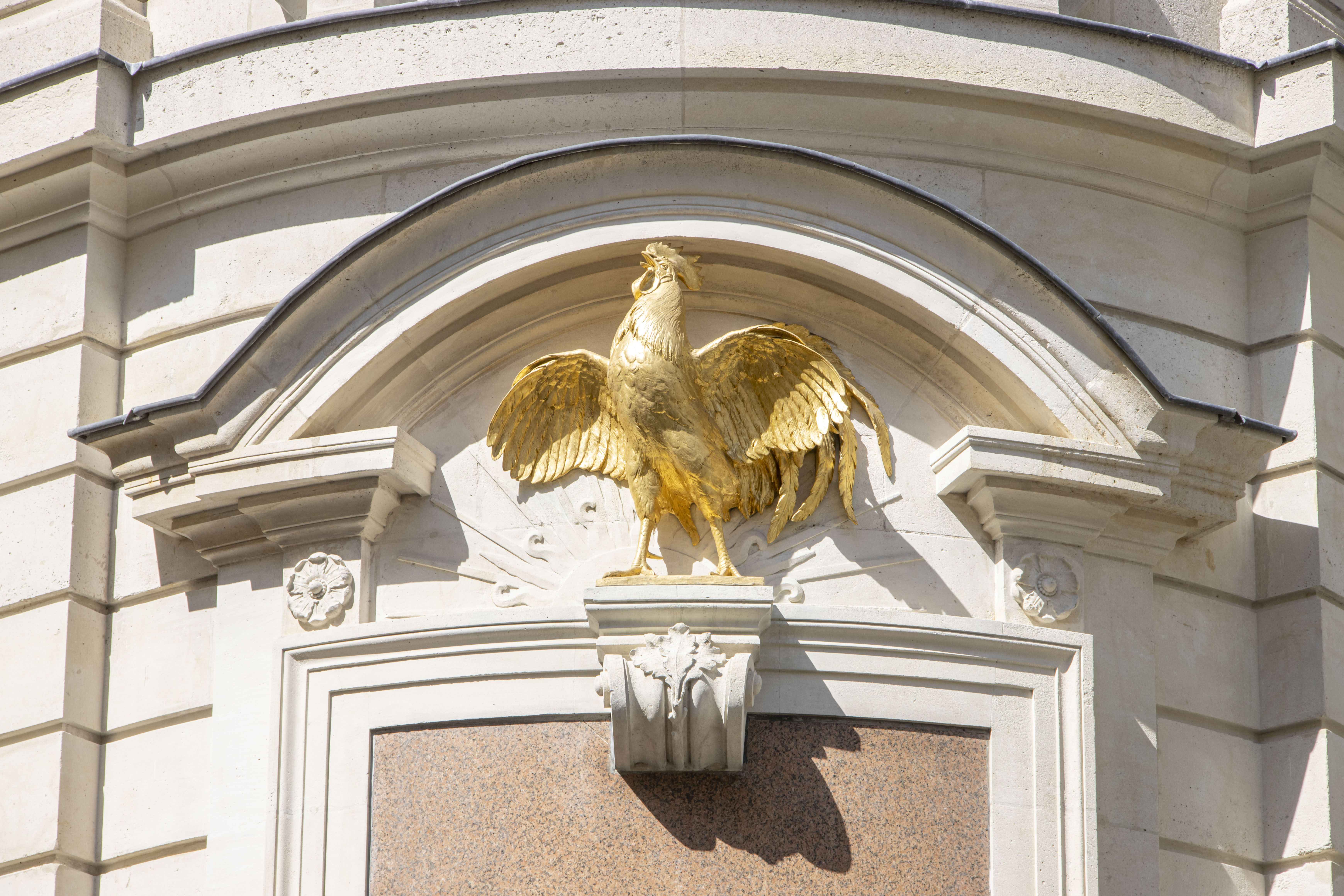
Coq gaulois, situé juste en dessous.

Salles de lecture
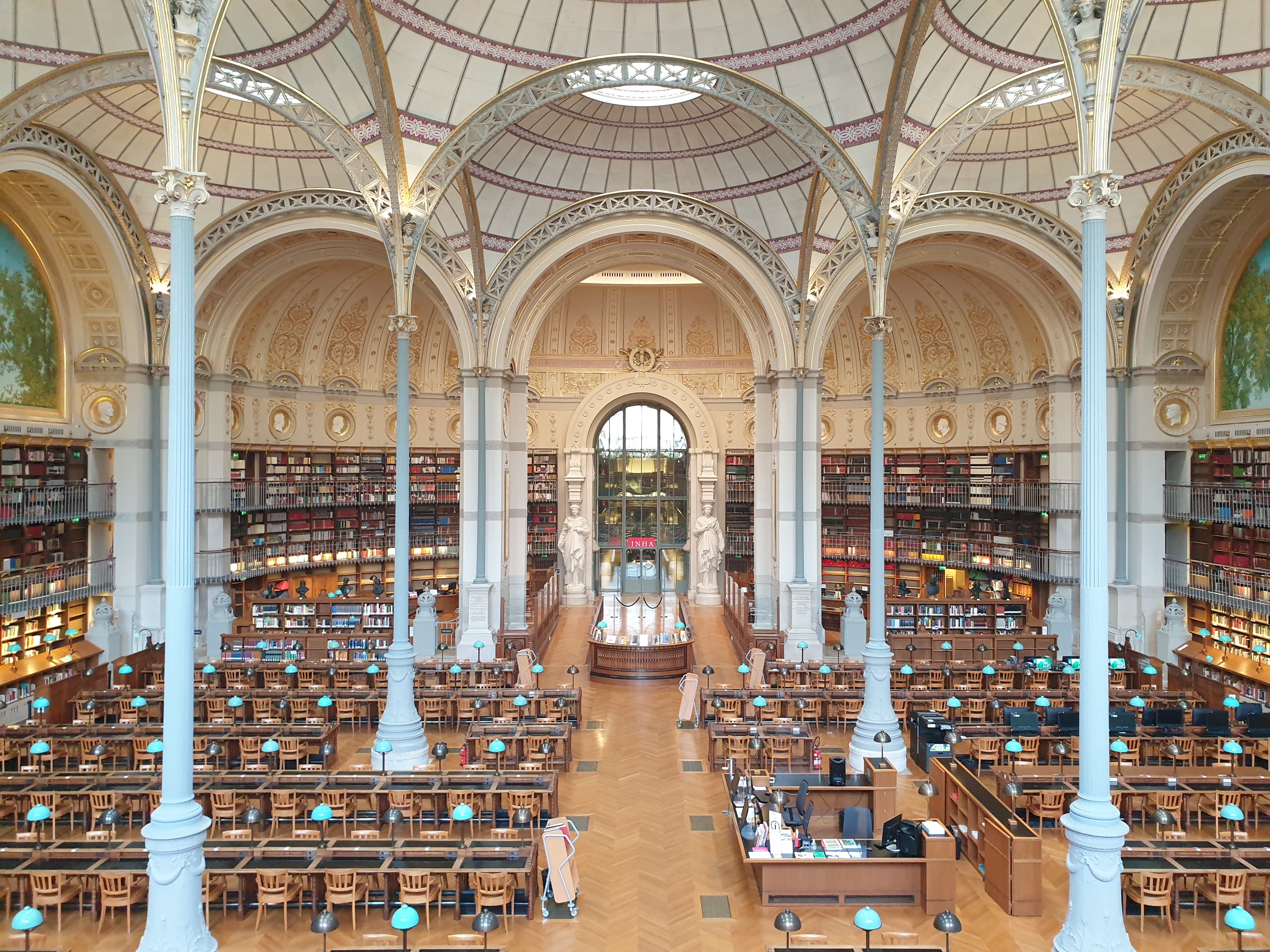
La salle Labrouste.
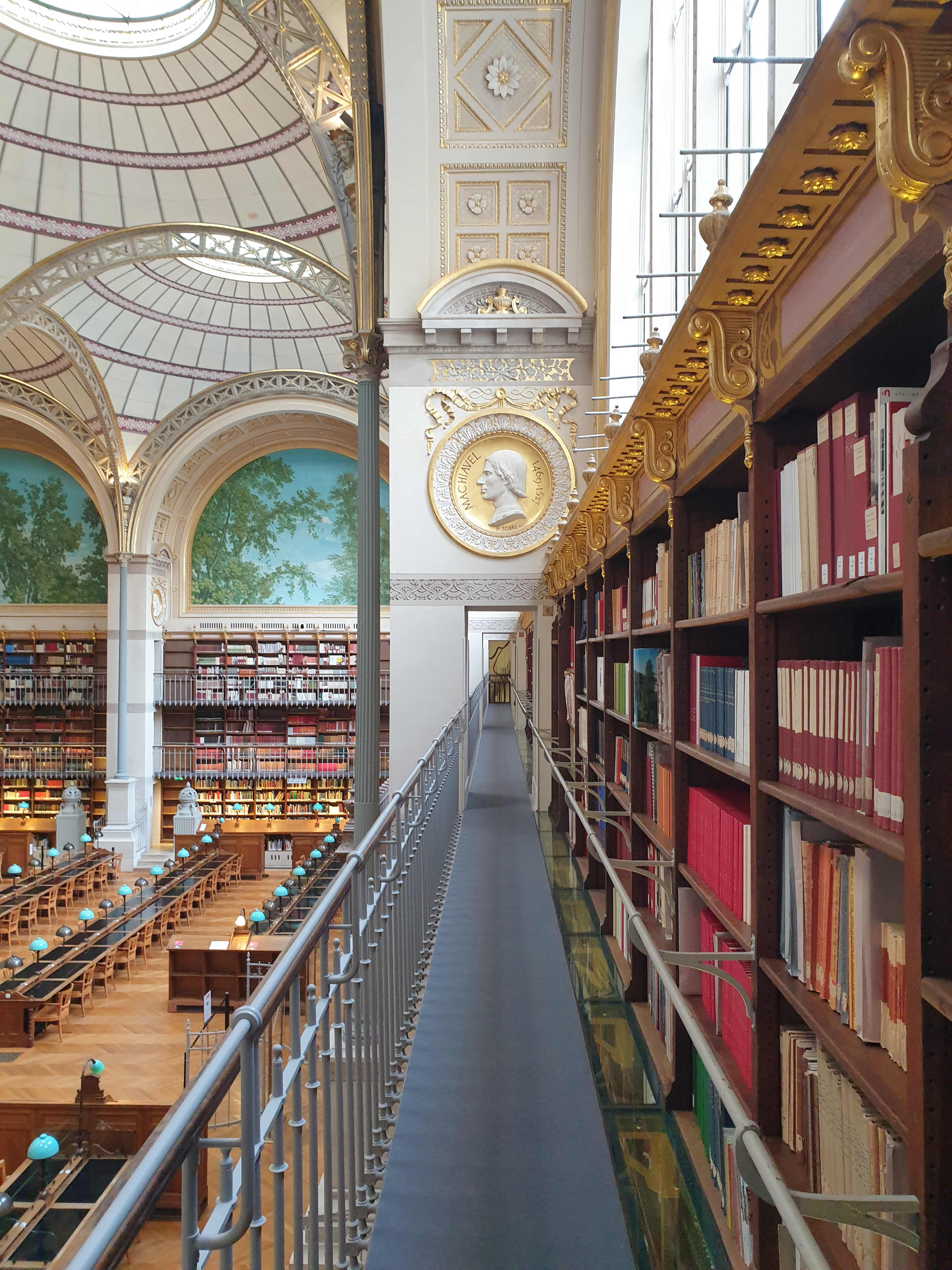
Coursive de la salle Labrouste.
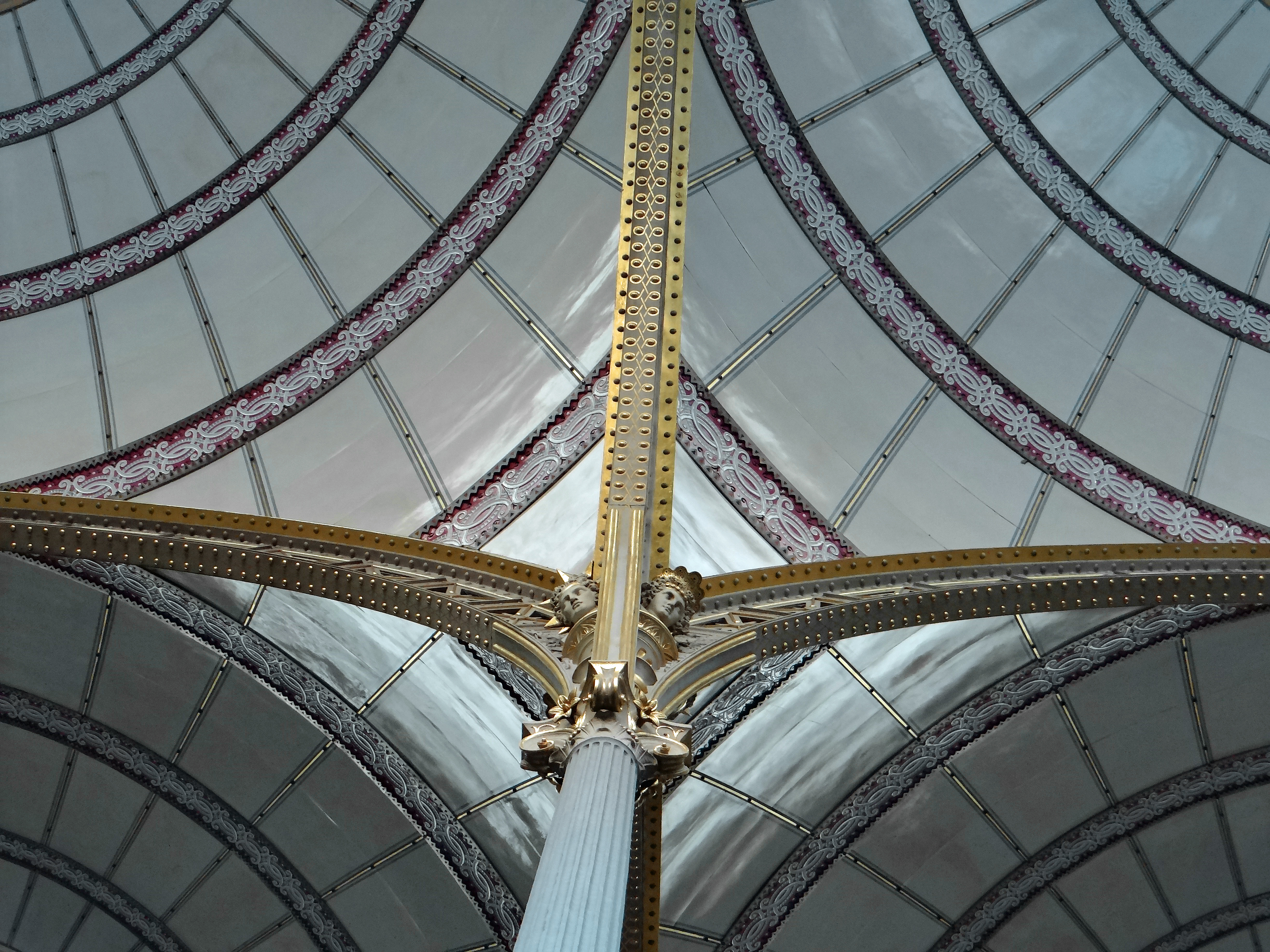
Jonction des arcs en fer au sommet d'une des colonnes.
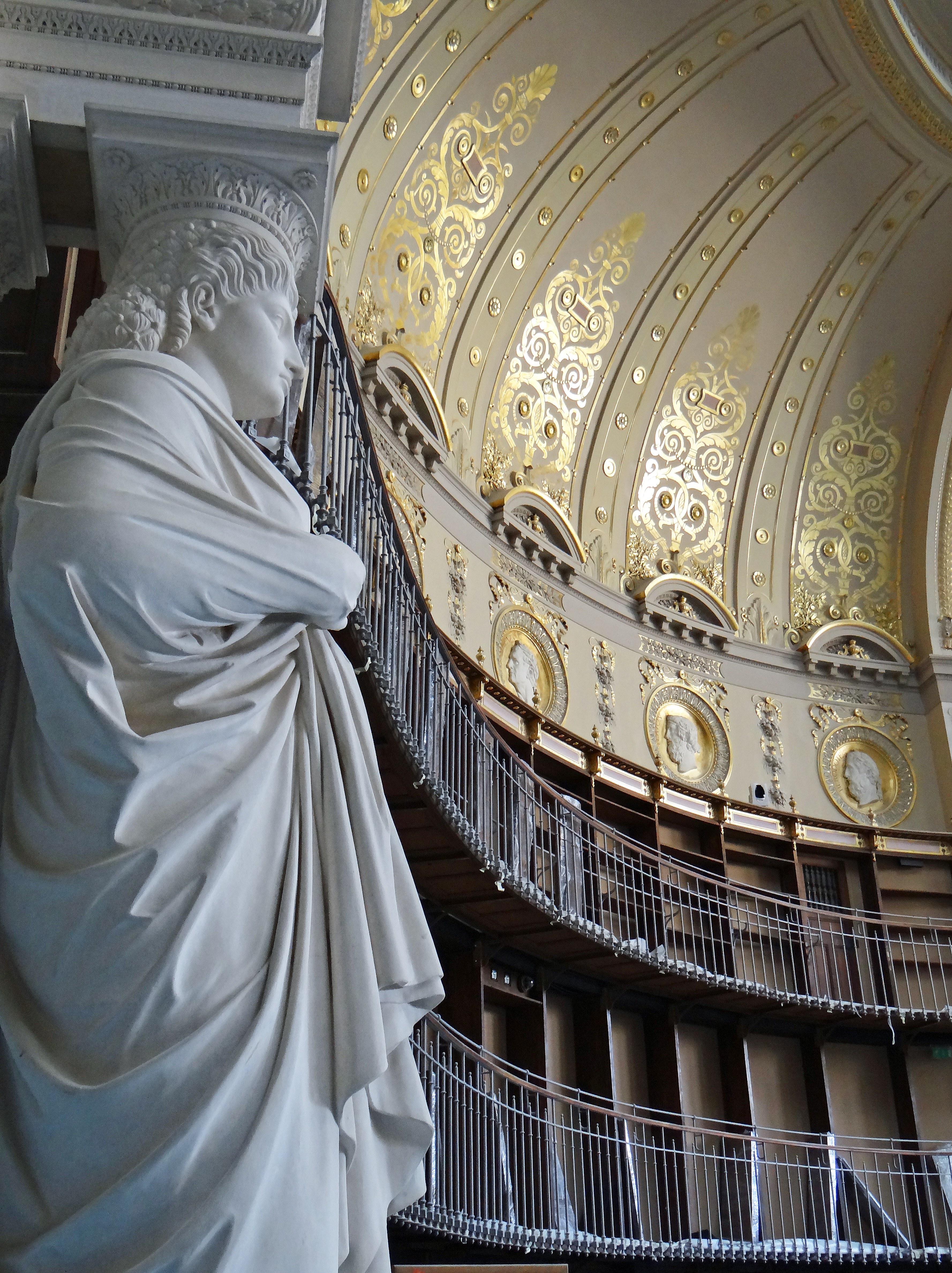
Hémicycle à l'arrière de la salle de lecture.
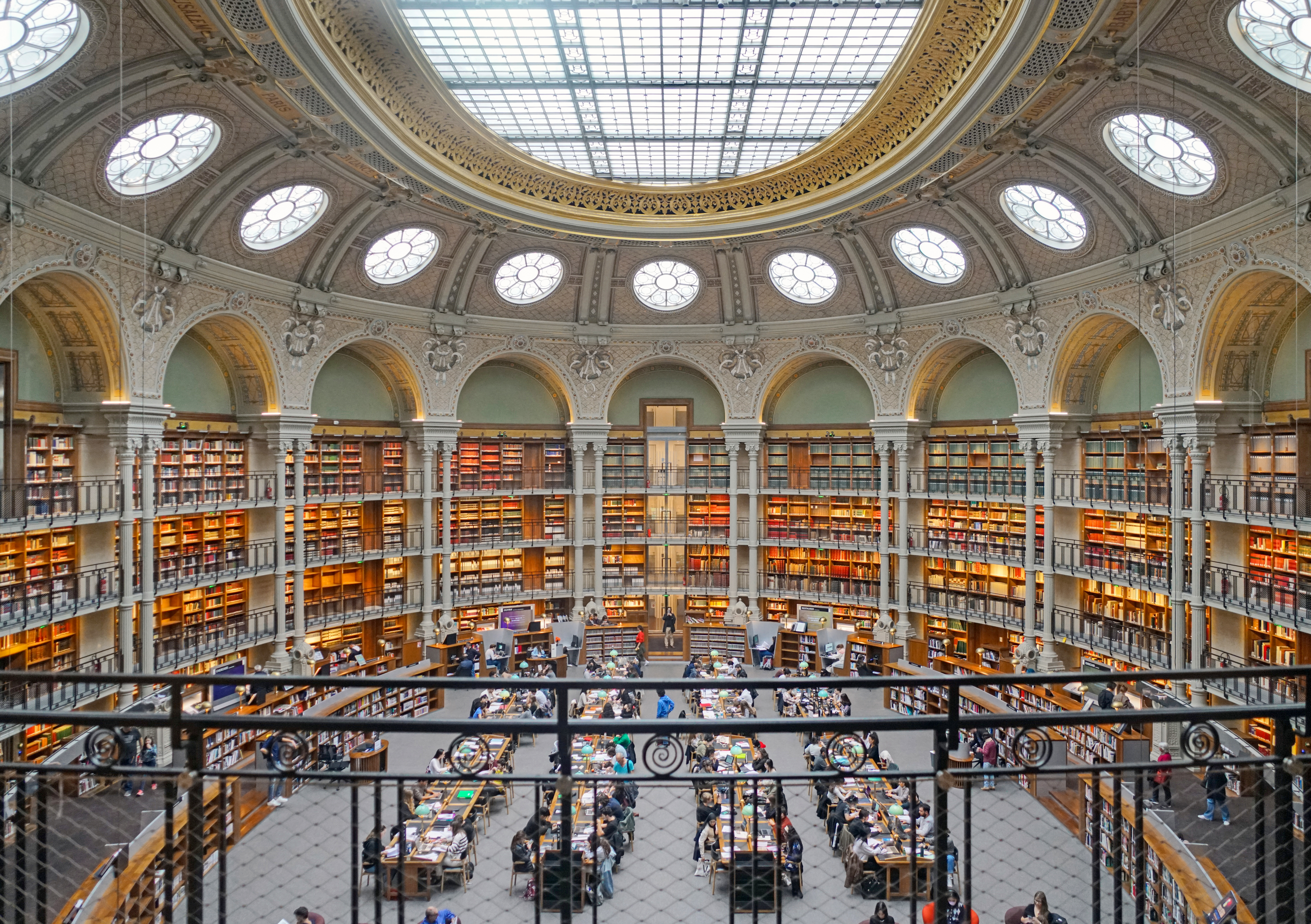
La salle Ovale.
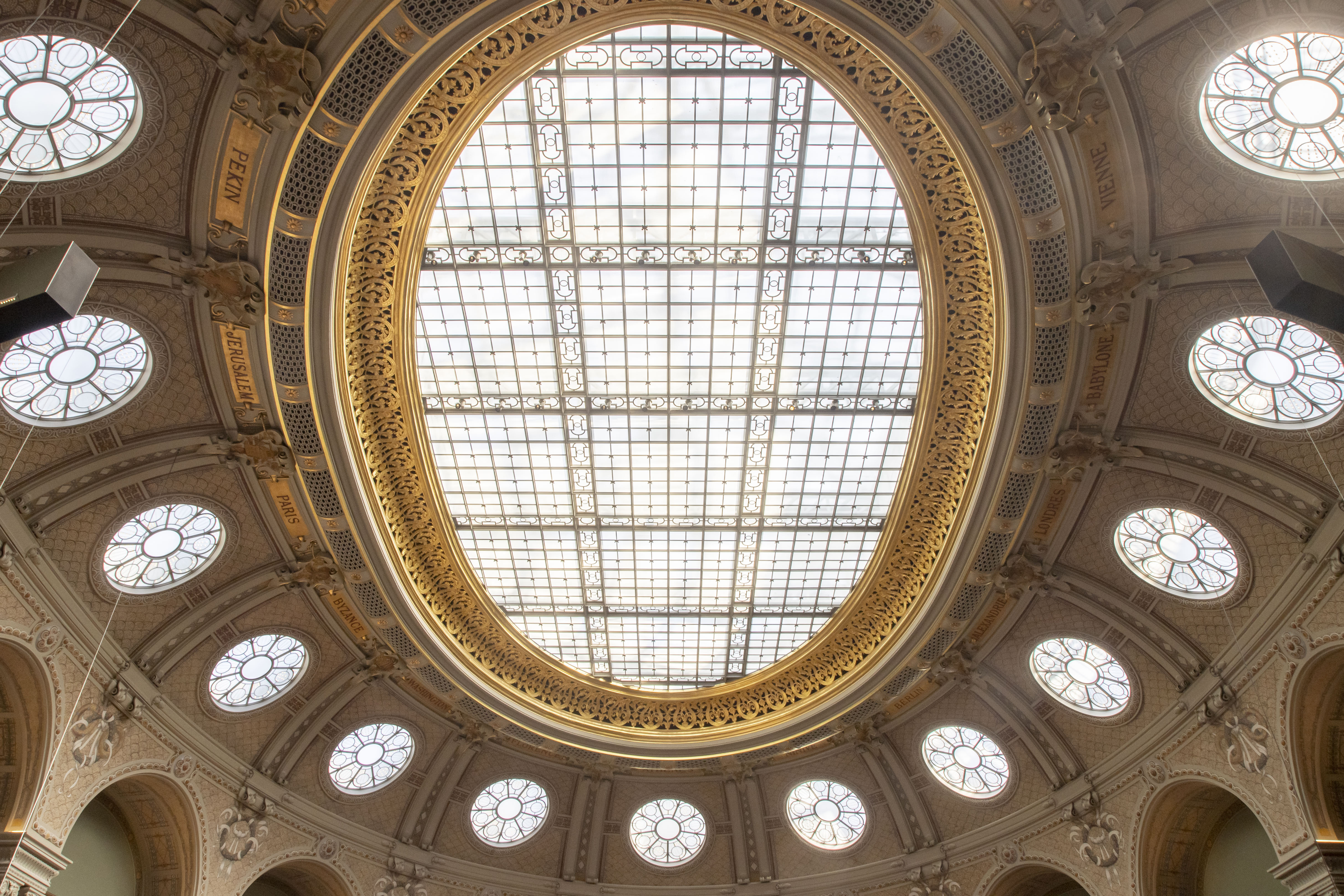
Plafond et verrière de la salle Ovale.

#### Départements et collections
Le site Richelieu, renommé désormais Richelieu - Bibliothèques, musée, galeries, accueille outre les bibliothèques de l'INHA et de l’École des chartes, six départements spécialisés de la BnF. Ces derniers conservent 20 millions de documents spécialisés au total, indiqués dans le tableau ci-dessous, qui comprennent la plus importante collection de manuscrits enluminés médiévaux au monde avec plus de 10 000 exemplaires, dont environ 1 500 antérieurs à l'an mille, et de monnaies grecques avec 110 000 exemplaires. En outre, ils comptent 2 700 000 volumes d'imprimés (livres, périodiques et recueils, sans les incunables conservés sur le site François-Mitterrand). Enfin, l'immeuble Louvois contigu conserve 2 millions de documents musicaux, soit un total cumulé pour le site de 24 700 000 documents.
| Départements                          | Date de création | Contenu                                                                                         | Quelques fonds particuliers |
| ------------------------------------- | ---------------- | ----------------------------------------------------------------------------------------------- | --- |
| Arts du spectacle                     | 1976             | Manuscrits, documents iconographiques, maquettes, costumes : 3 500 000 d'objets et de documents | Fonds Rondel (constituant la base du département), archives de plusieurs praticiens de spectacle |
| Cartes et Plans                       | 1828             | 1 600 000 documents, notamment documents cartographiques et globes                              | Fonds de cartes réunies par Jean-Baptiste Bourguignon d'Anville (XVIIIe siècle), fonds anciens du Service hydrographique et océanographique de la marine, collections de la Société de géographie (en dépôt) |
| Estampes et Photographies             | 1720             | 12 000 000 d'images                                                                             | Dessins d'architectes (Robert de Cotte, Étienne-Louis Boullée), fonds de photographes (Nadar, Cartier-Bresson, Doisneau) |
| Manuscrits (occidentaux et orientaux) | 1720             | 1 220 000 manuscrits, nombreux imprimés                                                         | Plusieurs fonds d'intérêt historique et généalogique (collection des provinces de France, collection de Carré d'Hozier, fonds Colbert) Fonds anciens de plusieurs abbayes parisiennes Fonds maçonnique Manuscrits d'écrivains (Balzac, Hugo, Flaubert, Proust, Céline) Fonds Smith-Lesouëf, fonds d'orientalistes |
| Monnaies, médailles et antiques       | 1720             | 530 000 pièces                                                                                  | Cabinet de curiosités de Louis XIV, collections d'antiquités, trésors mérovingiens |
| Musique                               | 1942             | 2 000 000 de pièces et recueils                                                                 | Fonds Sébastien de Brossard, archives de compositeurs célèbres (Messiaen, Xenakis) |

1. ↑  À ces départements gestionnaires de collections patrimoniales s'ajoute le département de la Découverte des collections et de l'accompagnement à la recherche, commun aux sites Richelieu et Tolbiac.
2. ↑  La Maison Jean-Vilar, à Avignon, est rattachée au département des Arts du spectacle, mais ses collections sont comptées à part.
3. ↑  La bibliothèque-musée de l'Opéra est rattachée au département de la Musique, mais ses collections sont comptées à part.

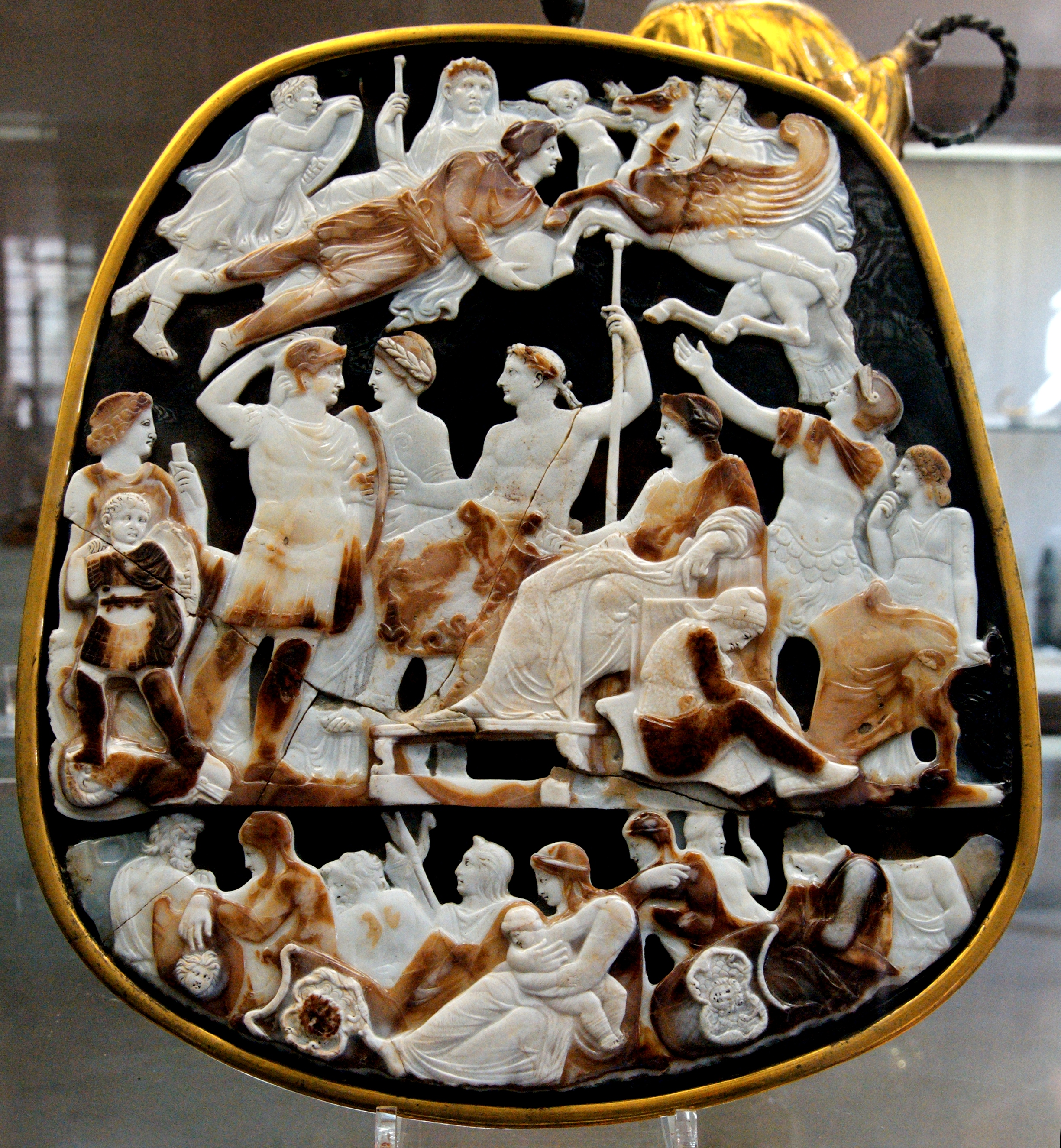
Le Grand Camée de France, camée en sardonyx à cinq couches, Rome, vers -23

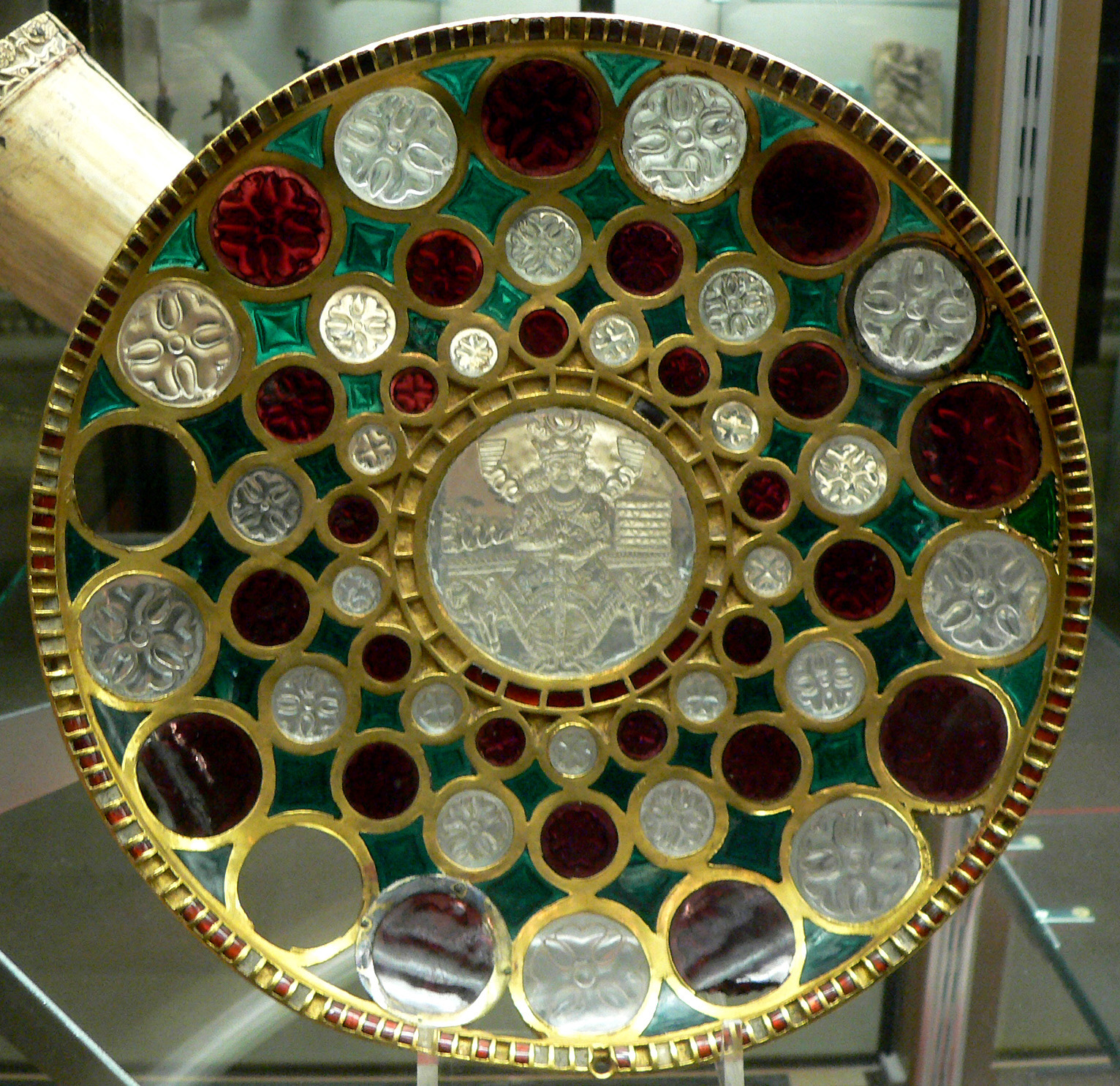
« Coupe de Chosroes II », dite aussi « Tasse de Salomon », Or, grenat, cristal de roche, verre, Cabinet des médailles.

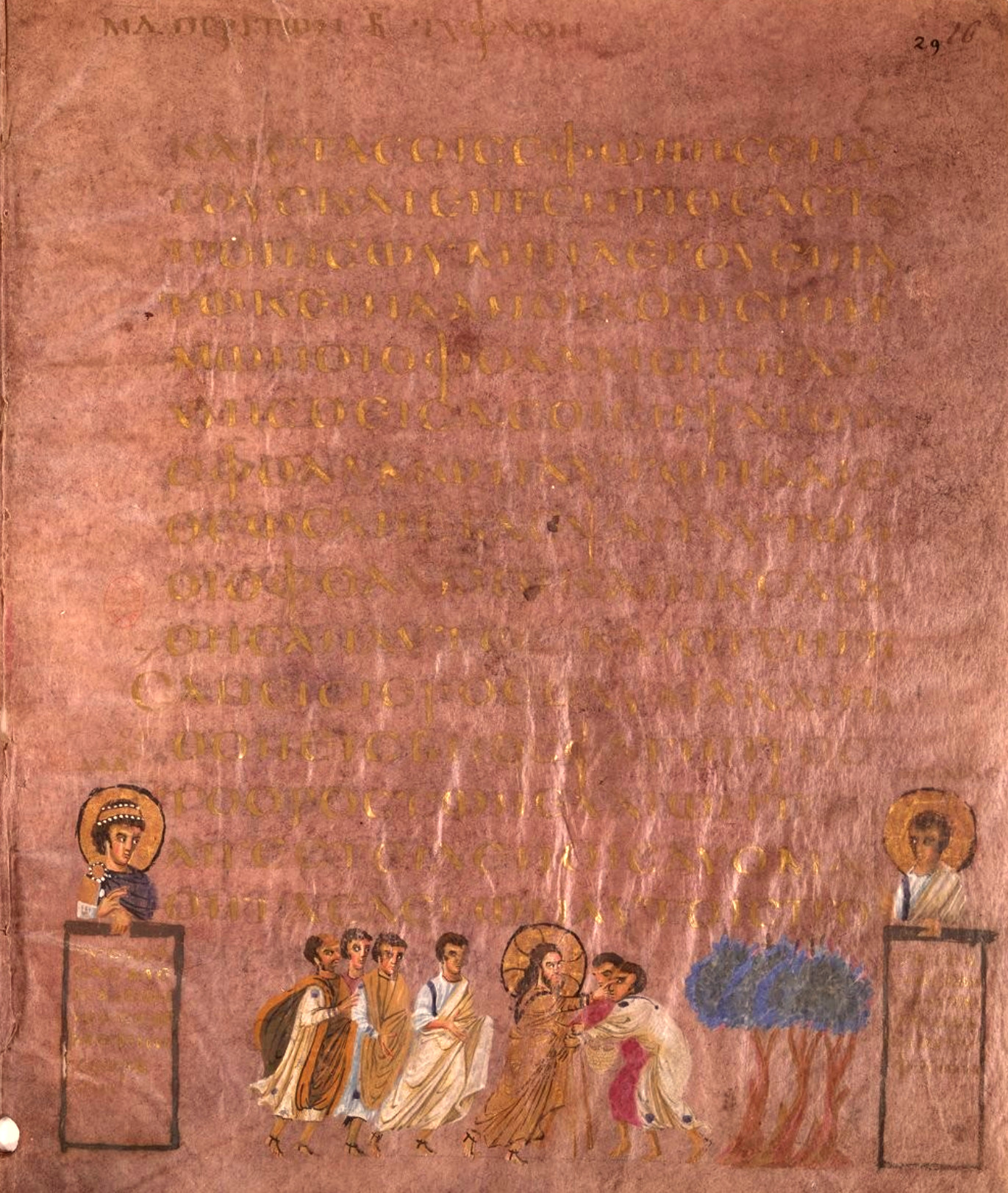
Le Codex Sinopensis, Évangile byzantin du VIe siècle.

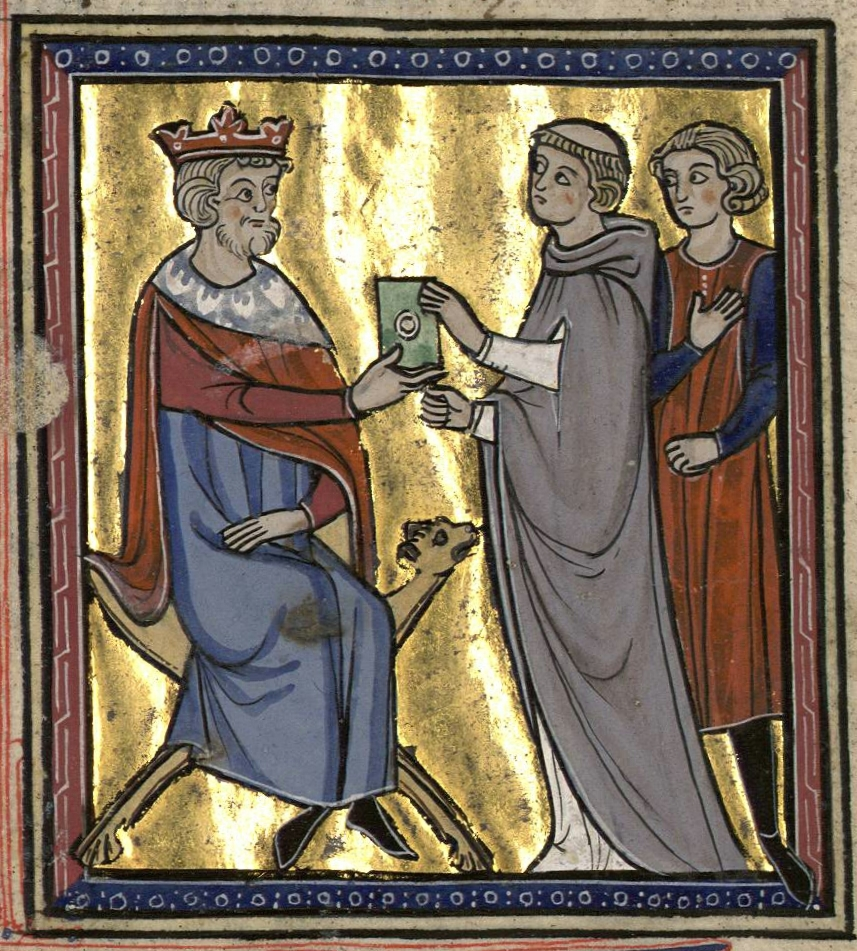
Une enluminure tirée du manuscrit Fr.9084 (Guillaume de Tyr, fin XIIIe siècle).

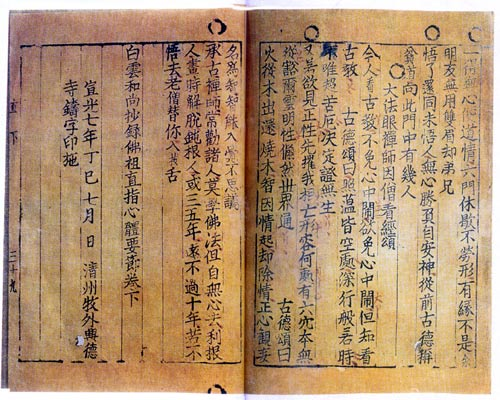
Le Jikji (직지), le plus ancien imprimé avec caractères mobiles métalliques, réalisé en Corée en 1377.

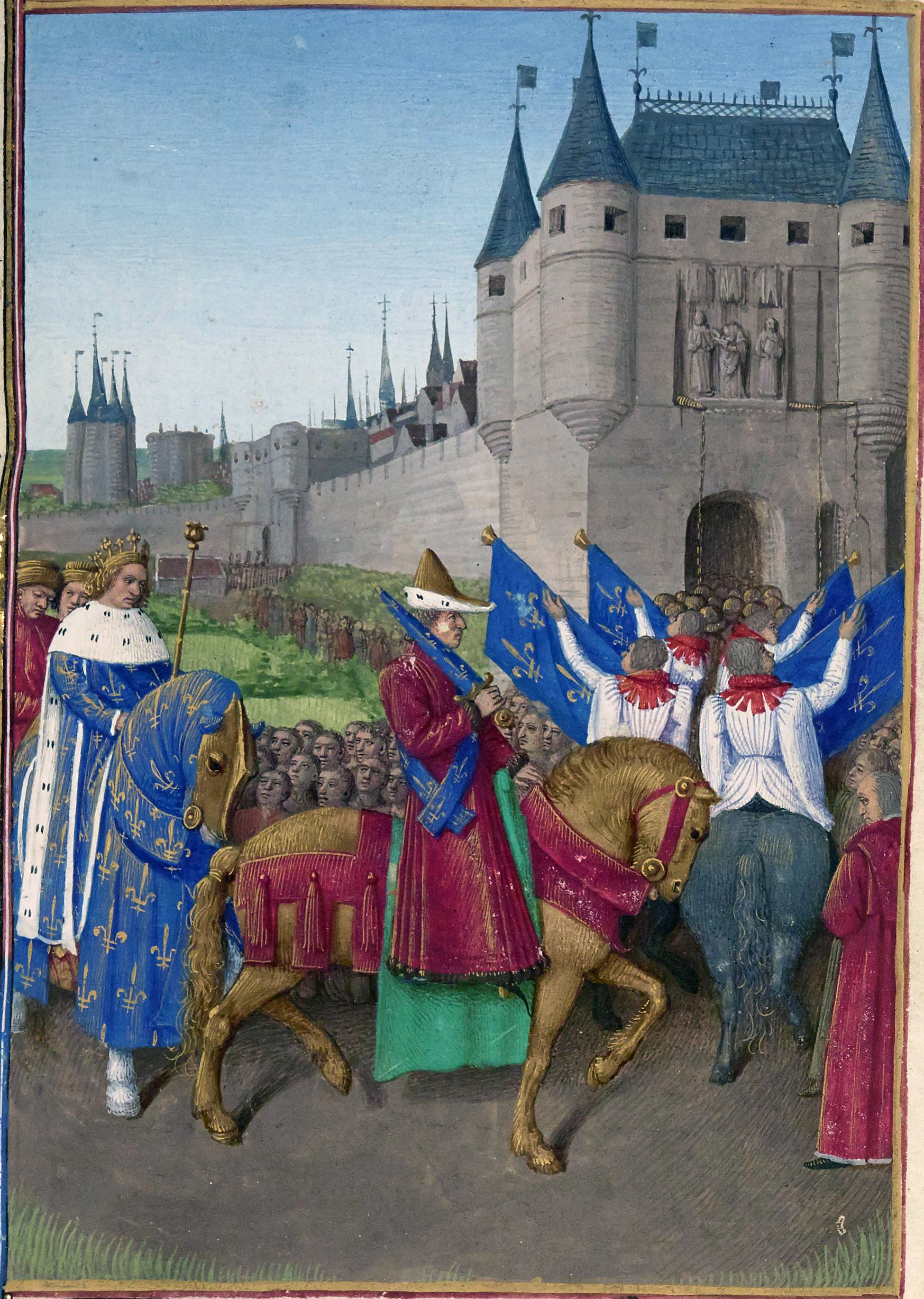
Entrée de Charles V le Sage dans Paris le 2 août 1358, Grandes Chroniques de France, miniature de Jean Fouquet, 1455-1460.

Parmi les pièces les plus précieuses, on compte :
- le Papyrus Prisse, du nom de l'égyptologue Prisse d’Avennes, le plus ancien livre connu, écrit en hiératique sur papyrus vers 2350 av. J.-C. et comportant le livre des Maximes de Ptahhotep, vizir du pharaon Djedkarê Isési de la Ve dynastie ;
- le statère d'or d'Eucratide Ier (175-150 av. J.-C.), la plus grande pièce d'or de l'Antiquité ;
- des fragments des Manuscrits de la Mer Morte ;
- le Grand Camée de France, le plus grand de l'Antiquité ;
- le Supplément grec 1294 dit Papyrus Romance, des Ier – IIe siècles, le plus ancien manuscrit enluminé connu ;
- le Trésor de Berthouville, des Ier – IIe siècles;
- les quatre médaillons en or du Trésor de Tarse dont le Nikètérion d'Alexandre le Grand (222-240 apr. J.-C.) ;
- le Codex Ephraemi Rescriptus, Bible grecque du Ve siècle ;
- une partie du trésor du tombeau du roi Childéric Ier mort en 481 ;
- le Latin 10439, Bible latine des Ve – VIe siècles (la Bible Mazarine du dernier quart du VIe siècle, volée en 1707, est conservée à la British Library[Site 25]) ;
- le Trésor de Gourdon enfoui en 524 ;
- 10 000 manuscrits des Grottes de Mogao de Dunhuang rapportés par Paul Pelliot ;
- le Codex Sinopensis, évangéliaire grec du VIe siècle ;
- le Pentateuque de Tours du VIe siècle (Gallica) ;
- la Bible syriaque de Paris des VIe – VIIe siècles ;
- la Coupe de Chosroes II, empereur sassanide de 590 à 628 ;
- la copie du VIIe siècle de l’Histoire des Francs de Grégoire de Tours ;
- le Trône de Dagobert ;
- le « manuscrit de Clermont » de la Chronique de Frédégaire, de 678 et 715 ;
- l’Évangéliaire d'Echternach, manuscrit insulaire irlandais, vers 698-700 ;
- le Lectionnaire de Luxeuil, manuscrit mérovingien, vers 700 ;
- Des exemplaires du dharani sutra, premiers imprimés réalisés au Japon à 1 million d'exemplaires, par l'impératrice Koken Shōtoku, 764-770 ;
- le Sacramentaire de Gellone (Saint-Guilhem-le-Désert), vers 790[Site 26] ;
- l’Évangéliaire de Charlemagne dit de Godescalc ;
- le Sacramentaire de Drogon, manuscrit réalisé à Metz pour le fils de Charlemagne[Site 27] ;
- les Poésies de Prudence, copie d'un manuscrit antique[Site 28] ;
- l’Évangéliaire de Saint-Médard de Soissons ;
- les première[Site 29] et seconde bible de Charles le Chauve ;
- le Sacramentaire de Charles le Chauve[Site 30] ;
- le Psautier de Paris, manuscrit byzantin de la seconde moitié du Xe siècle ;
- le Beatus de Saint-Sever du milieu du XIe siècle ;
- les Homélies à la Vierge de Jacques de Kokkinobaphos, manuscrit byzantin, vers 1150 ;
- le Beatus de Navarre, fin du XIIe siècle[Site 31] ;
- le carnet de Villard de Honnecourt travaillant sur le chantier de la cathédrale Notre-Dame de Paris[38] ;
- le Psautier dit de saint Louis[39] ;
- le plus ancien exemplaire connu du Roman de la Rose[40] ;
- la Carte Pisane de 1290, le plus ancien portulan (carte marine) connu[Site 32] ;
- la Géographie d'Al-Idrîsî, vers 1300[Site 33] ;
- la Vie de saint Denis, manuscrit de 1317 ;
- le Bréviaire de Belleville, illustré par Jean Pucelle entre 1323 et 1326[Site 34] ;
- le manuscrit des Poésies de Guillaume de Machaut, de 1362-1365 ;
- la copie autographe corrigée du De Gestis Caesaris de Pétrarque de 1374, plusieurs manuscrits du Canzoniere et des Trionfi de 1420 à 1476, ainsi que les exemplaires de Charles VIII et de Mazarin ;
- les Grandes Chroniques de France de Charles V de 1375-1379 ;
- l’Atlas catalan de 1375-1380[Site 35] ;
- la Bible historiale de Charles V, de 1377 ;
- le Jikji (직지), le plus ancien imprimé avec caractères mobiles métalliques, réalisé en Corée en 1377[Site 36] ;
- le Psautier de Jean de Berry de 1386, illustré par André Beauneveu ;
- l'exemplaire le plus ancien du Livre de chasse[Site 37] composé par Gaston Fébus en 1387-1389 et celui illustré par l'entourage du Maître de Bedford[Site 38] ;
- les Petites Heures de Jean de Berry réalisées et illustrées de 1372 à 1410, notamment par Jacquemart de Hesdin et les Frères de Limbourg ;
- une copie autographe des poésies de Christine de Pisan, vers 1400[Site 39] ;
- le bois Protat, plus ancien bois gravé du monde occidental, du début du XVe siècle ;
- le Livre des propriétés des choses illustré par le Maître de Boucicaut vers 1410[Site 40] et l'exemplaire de Charles V ;
- le Bréviaire de Salisbury de 1423-1435, illustré par le Maître de Bedford ;
- le manuscrit du Décaméron de Boccace illustré par Ludovico Ceffini de 1427[Site 41] et l'exemplaire de Jean de Berry, de 1414-1415 ;
- les Grandes Heures de Rohan, illustrées par le Maître de Rohan, 1430-1435[Site 42] ;
- un manuscrit autographe de l'album de Poésies de Charles d'Orléans, vers 1450 ;
- trois Bibles de 42 lignes de Gutenberg imprimées en 1455, dont l'un des trois exemplaires sur « vélin parfait » ;
- Le Cœur d'Amour épris, roman du Roi René de 1457[Site 43], dont la plus belle version se trouve à la Bibliothèque nationale autrichienne de Vienne ;
- les Grandes Chroniques de France de Charles VII de 1455-1460[Site 44] et les Antiquités judaïques de Flavius Josèphe vers 1470-1475[Site 45], illustrées par Jean Fouquet, outre des feuilles de six autres manuscrits ;
- le Missel de Jean des Martins à l'usage d'Aix-en-Provence de 1466, illustré notamment de cinq enluminures d'Enguerrand Quarton ;
- les Heures de Louis de Laval de 1470-1472, illustrées par Jean Colombe ;
- le Codex Peresianus, l'un des quatre codices maya subsistants ;
- Les Grandes Heures d'Anne de Bretagne de 1503-1508, illustrées par Jean Bourdichon[Site 46] ;
- l'unique exemplaire survivant de la 1re édition du Pantagruel de François Rabelais, 1532 ;
- les manuscrits autographes des Psaumes et des Chansonnettes de Jean-Antoine de Baïf de 1569 à 1573 ;
- 900 gravures de Rembrandt présentant la plus grande partie des divers états de ses près de 290 planches ;
- le manuscrit des Pensées de Blaise Pascal, de 1656-1670[Site 47] ;
- le manuscrit d’Iphigénie en Tauride de Racine, de 1673[Site 48] ;
- les manuscrits des Aventures de Télémaque de Fénelon de 1692-1694[Site 49] ; des Mémoires de Saint-Simon de 1739-1749[Site 50] ; de sermons de Bossuet[Site 51] ; des Lettres persanes[Site 52] et De l'esprit des lois[Site 53] de Montesquieu de 1721 et 1748 ; de la copie corrigée du Candide de Voltaire de 1758[Site 54] ; de La Religieuse[Site 55] et du Rêve de d'Alembert[Site 56] de Diderot de 1760-1780 et 1769 ; de La Nouvelle Héloïse[Site 57] et des Dialogues de Jean-Jacques Rousseau de 1761 et 1776 ; des Liaisons dangereuses de Choderlos de Laclos de 1779-1781[Site 58] ; de la version corrigée du Mariage de Figaro de Beaumarchais de 1781-1784[Site 59] ; de Les Cent Vingt Journées de Sodome et de Justine ou les Malheurs de la vertu du Marquis de Sade de 1785 et 1787[Site 60],[Site 61], etc.
- des manuscrits de partitions autographes de Scarlatti, Vinci, Vivaldi, Bach, Charpentier, Albinoni, Rameau, Porpora, Gluck, Salieri, Jean-Jacques Rousseau, etc.[Site 62] ;
- le manuscrit de l'opéra Don Giovanni de Mozart parmi 43 partitions autographes[Site 63] ,[Site 64] ;
- le manuscrit de l’Histoire de ma vie de Casanova ;
- la première héliographie, réalisée par Nicéphore Niépce en 1825 ;
- le manuscrit subsistant des Mémoires d'outre-tombe de Chateaubriand de 1841[Site 65] ;
- des dessins[Site 66] et les manuscrits[Site 67] de Hugo[Site 68], dont Les Misérables[Site 69], Notre-Dame de Paris[Site 70] et Les Contemplations[Site 71] ;
- des manuscrits de Stendhal, dont La Chartreuse de Parme ; de Lamartine, dont les Méditations et Nouvelles Méditations poétiques ; de Balzac[Site 72] ; de Flaubert, dont L'Éducation sentimentale[Site 73] et Salammbô[Site 74] ; de George Sand, dont La Mare au diable ; le Journal des Frères Goncourt ; de Zola, dont le cycle des Rougon-Macquart[Site 75] avec notamment Germinal[Site 76] ; de Vigny, dont sa pièce Chatterton ; de Gérard de Nerval[Site 77] ; de Baudelaire, dont le « bon à tirer » annoté des Fleurs du mal[Site 78] ; de Jules Verne, dont Vingt mille lieues sous les mers ; de Verlaine, dont le recueil Sagesse ; de Rimbaud, dont Une saison en enfer[Site 79], les Illuminations et la seconde Lettre du voyant, etc.[41] ;
- des manuscrits de partitions autographes de Haydn ; de Beethoven, dont la sonate Appassionata, la Missa solemnis et le finale de la 9e symphonie[Site 80],[note 1] ; de Rossini, dont le final du IIIe acte de Guillaume Tell ; de Bellini, dont l'air Casta diva de Norma ; de Cherubini ; de Schubert ; de Chopin, dont la Valse Minute op. 64 no 1, la Valse, opus 64 no 2 et le Scherzo op. 31 no 2 ; de Liszt ; de Schumann ; de Berlioz, dont Les Troyens ; de Verdi dont Don Carlos et Les Vêpres siciliennes ; de Massenet, dont Manon ; de Wagner, dont une partie du Ier acte de Siegfried, etc. ;
- l'un des exemplaires du disque d'Emile Berliner de 1891 Twinkle, Twinkle, Little Star, considéré comme le premier disque commercial[Site 81] ;
- les premiers enregistrements au monde de plusieurs langues, réalisés sur 411 cylindres de cire par le docteur Léon Azoulay pour le musée phonographique de la Société d'anthropologie de Paris, lors de l'Exposition Universelle de 1900[42],[43], telles que le japonais[Site 82] ;
- les manuscrits d’À la recherche du temps perdu[Site 83] de Proust[Site 84] ;
- des manuscrits d'Apollinaire[Site 85] ;
- les manuscrits des premier et second Manifestes du surréalisme et de Nadja d'André Breton et des Champs magnétiques de Breton et Philippe Soupault[Site 60],[Site 86],[Site 87] ;
- les manuscrits du Voyage au bout de la nuit et de Mort à crédit[Site 88] de Céline ;
- le manuscrit d’En attendant Godot de Beckett ;
- les manuscrits de Sartre[Site 89], dont Huis clos[Site 90], La Nausée[Site 91], Critique de la raison dialectique[Site 92] et de nombreux autres écrivains du XXe siècle, dont Gide, etc. ;
- des manuscrits de partitions autographes de Ravel, dont le Boléro et Jeux d'eau ; de Debussy, dont Pelléas et Mélisande ; de Fauré, dont Masques et Bergamasques ; de Satie dont les Gymnopédies, trois des Gnossiennes et Parade ; de Saint-Saëns dont le Ier acte de Samson et Dalila, Le Carnaval des animaux et la Danse macabre ; de Dukas ; de Poulenc dont Les Mamelles de Tirésias et Dialogues des carmélites ; de Stravinsky ; de Messiaen ; de Boulez, etc.

#### «Projet Richelieu»
Depuis le déménagement des Imprimés vers Tolbiac en 1998 et surtout à partir de 2007, la BnF est engagée dans un grand projet de modernisation du site Richelieu appelé improprement « rénovation » lorsqu'il faudrait dire « réhabilitation »,. C'est en effet en 2007 que la maîtrise d’œuvre du projet est confiée à l'architecte Bruno Gaudin, tandis que la maîtrise d'ouvrage revient à l'OPPIC, (anciennement EMOC) sous la direction de François Autier (2009-2015) puis d'Alexandre Pernin (2015-2020) et de Pauline Prion (2020-), chefs de projet. Chantier majeur du ministère de la Culture, cette rénovation est l'occasion d'une transformation globale et d'une modernisation complète de la bibliothèque. Les enjeux majeurs sont :
- une vaste opération immobilière de réhabilitation et de réaménagement des différents espaces publics (2010-2022) ;
- un redéploiement et un meilleur signalement des collections (2010-2022) ;
- l'implantation de la salle de lecture et des collections de la bibliothèque de l'INHA dans la salle Labrouste et le magasin central (2010-2016) ;
- l'implantation de la bibliothèque de l’École nationale des chartes dans l'aile Petits-Champs (2015-2017) ;
- conforter le site comme pôle d'excellence scientifique et culturelle au sein d'un partenariat avec l'INHA, l'École nationale des chartes et l'Inp (2015-2017) ;
- ouvrir plus largement Richelieu aux publics avec la création d'un nouveau musée présentant les trésors des divers départements de la bibliothèque et la réorganisation de la salle ovale (2020-2022).

Les travaux ont été organisés en deux phases :
- La première phase (2010-2016) a concerné la partie ouest du quadrilatère, le long de la rue de Richelieu. Malgré le début des travaux de la zone 1 commencés en avril 2010 et la fermeture de l'entrée rue de Richelieu, la bibliothèque est restée ouverte au public, côté rue Vivienne. Au terme de cette première tranche de travaux, les bibliothèques de l'INHA et de l'Enc ont intégré leurs locaux définitifs au sein du quadrilatère : la première en prenant place dans la salle Labrouste et le magasin central attenant, la seconde dans l'aile donnant sur la rue des Petits-Champs. Les départements des Arts du spectacle et des Manuscrits ont retrouvé quant à eux leur salle de lecture respective. L'opération immobilière s'est achevée au printemps 2016 avec la remise des clés de l'Opérateur du patrimoine et des projets immobiliers de la culture à la BnF. 2016 est l'année de la bascule entre les deux zones : la zone Richelieu a ainsi été rouverte au public le 15 décembre 2016[Site 97] et la zone Vivienne fermée pour travaux jusqu'en 2022.
- Au terme de la seconde phase de travaux (2017-2022), le nouveau musée de la Bibliothèque nationale de France ouvre ses portes et intègre les collections de l'ancien musée du cabinet des Monnaies, médailles et antiques. Le nouveau musée occupe notamment les espaces de la galerie Mazarine, la salle des Colonnes, le cabinet d'angle et la salle de Luynes[Site 23]. Dès 2016, des espaces jusque-là fermés au public, comme la rotonde des Arts du spectacle, présentaient au public quelques pièces exceptionnelles conservées par l'institution. Les espaces traditionnels des départements des Estampes, des Cartes et Plans et des Monnaies, médailles et antiques, intégralement rénovés, ont rouvert le 17 septembre 2022 lors des journées du patrimoine 2022[Site 98]. La même année, le département de la Musique réintègre le quadrilatère[44]. Côté rue Vivienne, le jardin « Hortus Papyrifera », réalisé par les paysagistes Gilles Clément, Antoine Quenardel et Mirabelle Croizier dans le cadre du 1 % artistique, sera constitué de plantes papyrifères utilisées dans l’élaboration de supports d’écriture et d’impression[Site 98].

Quant à la salle ovale, après avoir été dévolue aux journaux et aux périodiques, puis affectée à partir de 1998 à la recherche bibliographique, aux ouvrages de référence et, provisoirement, à la bibliothèque de l'INHA, elle accueille désormais le grand public. Elle devient en effet un espace de consultation servant d'introduction aux différents départements spécialisés, largement accessible, comme le Haut-de-jardin. Le site, dorénavant appelé Richelieu - Bibliothèques, musée, galeries, prendra une nouvelle dimension davantage accessible aux publics non spécialistes et intéressés par les œuvres de l'esprit et les styles architecturaux allant du XVIIe au XXIe siècle.

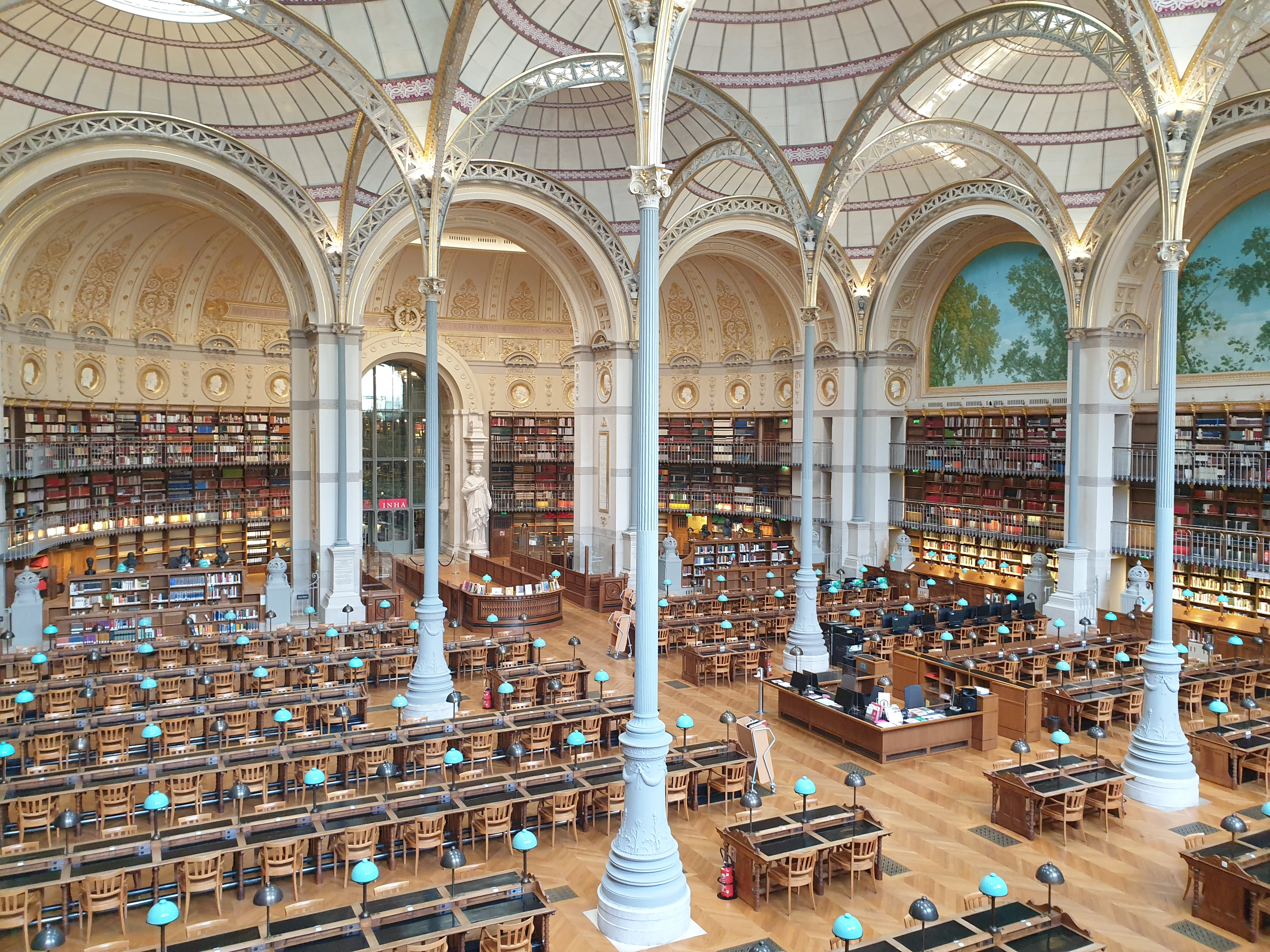
La salle Labrouste, salle de lecture de la bibliothèque de l'INHA.
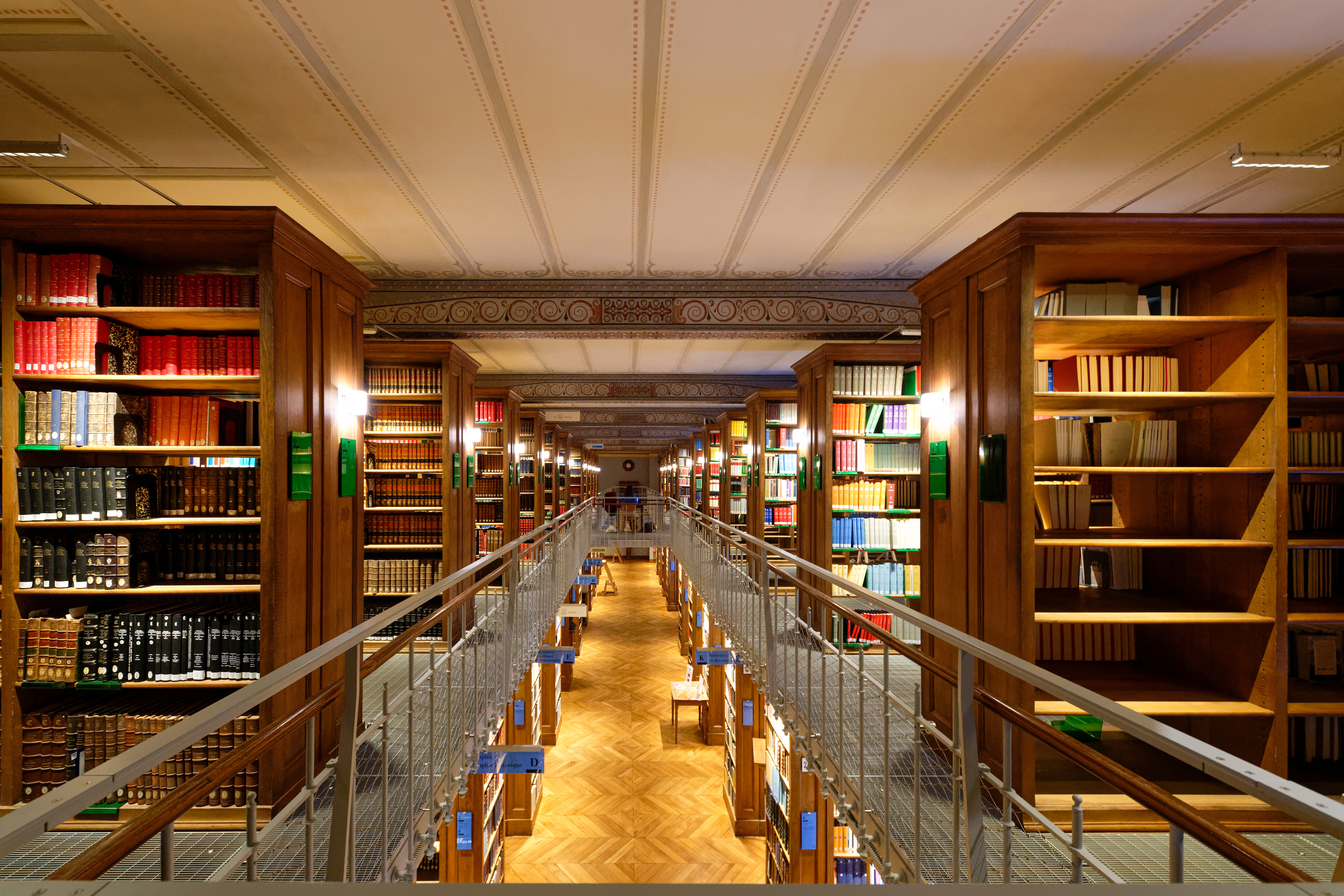
La bibliothèque de l'ENC.
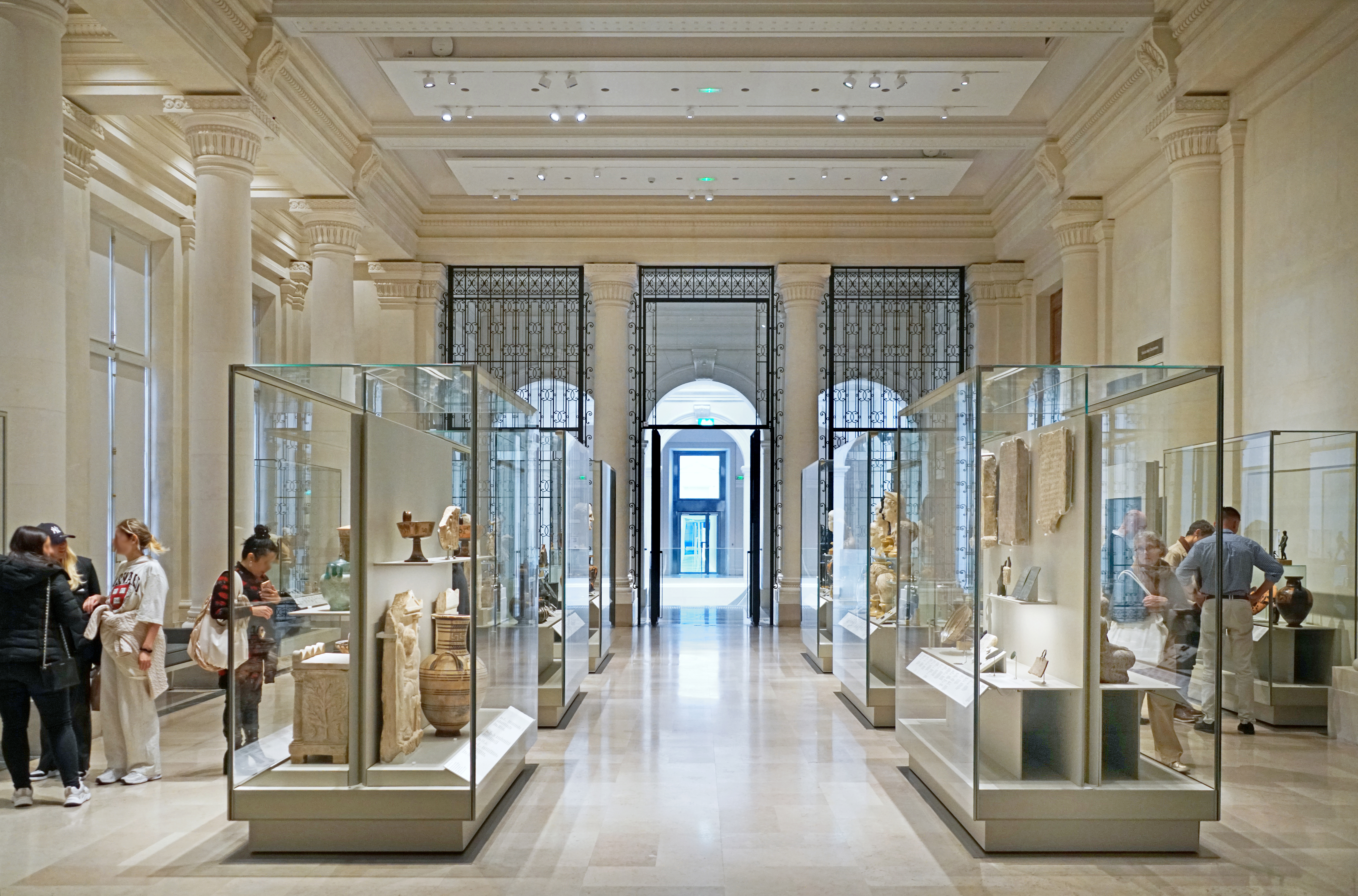
La salle des Colonnes.
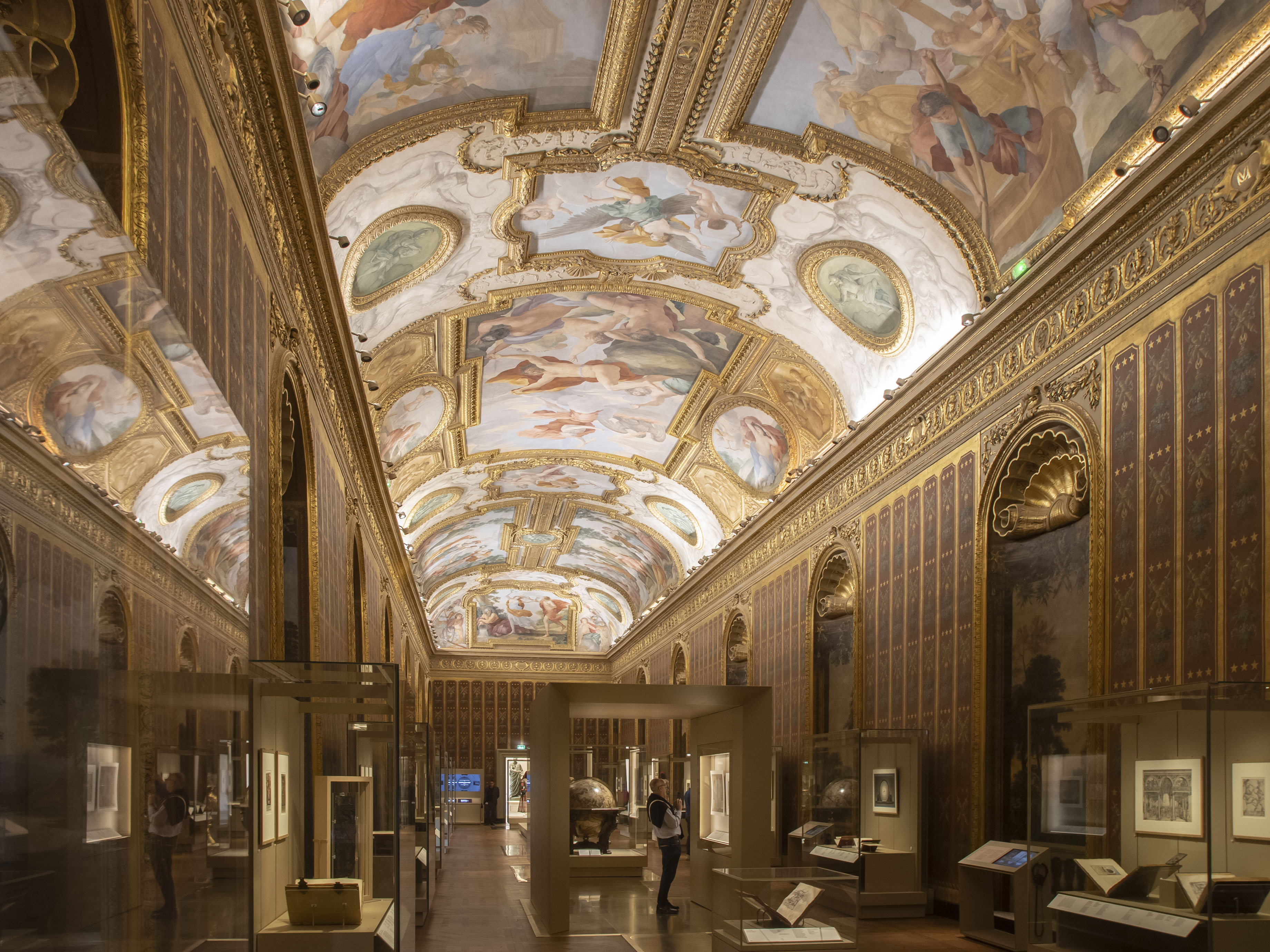
La galerie Mazarine.
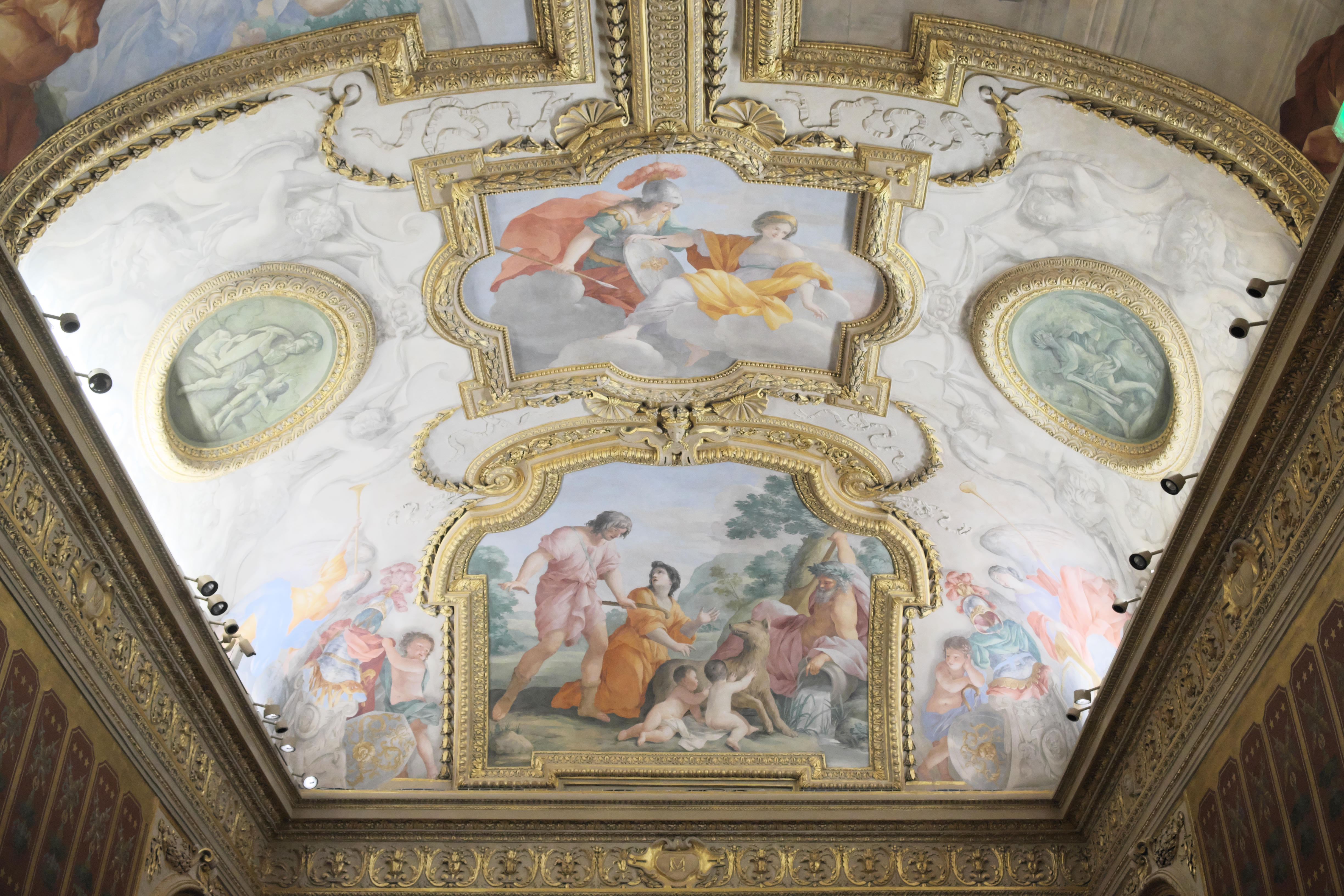
Peintures au plafond de la galerie Mazarine.

### Site de Tolbiac (François-Mitterrand)

#### Architecture et locaux

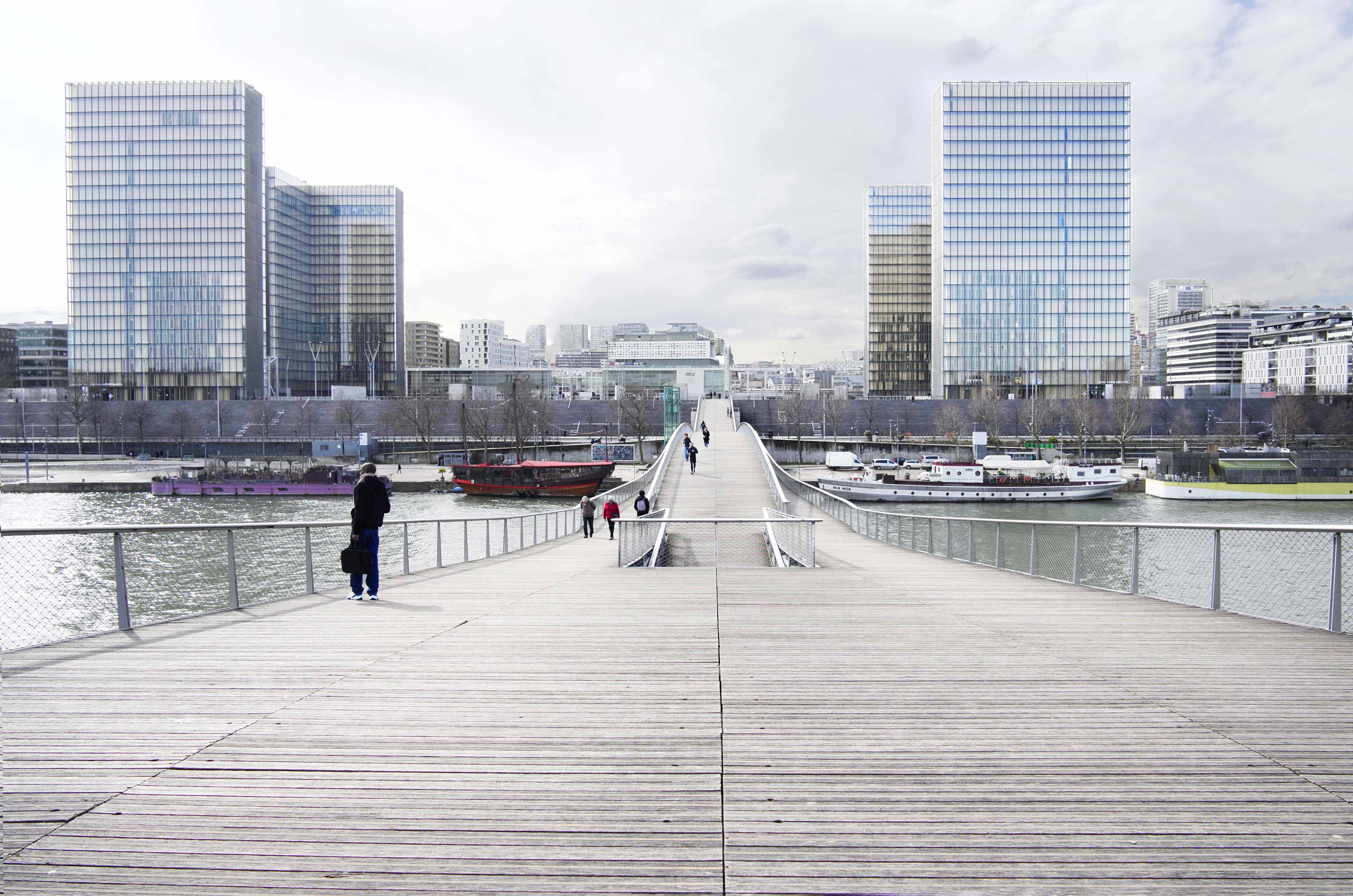
Vue générale du site François-Mitterrand.

Située à l'emplacement du projet de la gare d'eau d'Ivry, imaginé par Louis XV,, la nouvelle bibliothèque a été créée en 1995 pour le Haut-de-jardin et en 1998 pour le Rez-de-jardin. L'œuvre de Dominique Perrault a obtenu en 1996 le prestigieux prix Mies-van-der-Rohe, décerné tous les deux ans par l'Union européenne pour récompenser la construction reconnue comme présentant la meilleure qualité architecturale en Europe. Elle fut, en effet, la première manifestation à une telle échelle de la tendance dite minimaliste de l'architecture contemporaine, qui devint majoritaire en Europe à la fin des années 1990, et à utiliser le métal tissé comme décoration intérieure. Elle est également reconnue pour la qualité et le purisme de son design intérieur, y compris de son mobilier, conçu par l'architecte.
La presse, opposée alors aux grandes opérations d'architecture et d'urbanisme, tira parti du gigantisme du projet consubstantiel à l'importance de la collection, pour prétendre, au vu de la maquette sommaire présentée au concours envisageant l'utilisation initiale de verre photochromique, que les livres stockés dans les tours seraient exposés à la lumière du jour. Or il ne pouvait être envisagé, pour des raisons de conservation, de les stocker ailleurs que dans des magasins aveugles, ce qui fut effectivement réalisé, à l'instar des dispositifs retenus dans plusieurs grandes bibliothèques et archives nationales de par le monde. Cette polémique eut momentanément un impact négatif sur la carrière internationale de Dominique Perrault dans la décennie qui suivit.[réf. souhaitée]
À Tolbiac, la bibliothèque François-Mitterrand occupe un site de 7,5 hectares pour une esplanade de 60 000 m2. Le bâtiment est caractérisé par quatre grandes tours angulaires de 79 m et vingt-deux étages chacune figurant symboliquement quatre livres ouverts. Chaque tour porte un nom :
- tour des Temps ;
- tour des Lois ;
- tour des Nombres ;
- tour des Lettres.

Le centre du bâtiment est occupé par un jardin de 9 000 m2 (50 × 180 m) entouré d'une allée de 3,75 m de large (10 780 m2 au total), fermé au public pour raison de sécurité des ouvrages, qui évoque un cloître médiéval. Situé à la hauteur du déambulatoire du Rez-de-jardin, il contribue à donner une image de calme au milieu de l'ambiance bruyante de la ville. Les arbres qui composent ce jardin sont des pins de la forêt de Bord-Louviers récupérés adultes là où une carrière devait les faire disparaître, et transportés en convoi exceptionnel. Dès leur transplantation, ils furent haubanés, car le réenracinement est délicat avec des sujets adultes. Le mauvais vieillissement des vitres donnant sur la cour empêche néanmoins les usagers de la bibliothèque de bénéficier pleinement de ce cloître car les vitres, blanchies par le temps, ont perdu en transparence.
Sous ce niveau se trouvent encore deux niveaux utilisés, dont le plus bas est occupé par une rue intérieure destinée à la circulation des véhicules (en particulier les véhicules internes à la BnF et ceux venant livrer le dépôt légal).
L'ensemble des surfaces, construites hors-œuvre, représente 290 000 m2 de planchers.
Depuis l'installation à Tolbiac, les chercheurs disposent de places de lectures plus larges et d'un mobilier récent et fonctionnel. Néanmoins, les restrictions budgétaires ne permettent pas aux chercheurs de bénéficier du plein potentiel du bâtiment. En effet, seule une des quatre entrées au public est exploitée ce qui, compte tenu de la taille du bâtiment, engendre des temps de trajet assez longs pour les chercheurs au sein de la bibliothèque. Le temps de parcours moyen entre l’accès initial au parvis de la bnf et une place dans une salle de lecture au rez-de-jardin est de 15 minutes. En 2022, la BnF a également été sous le feu des critiques après une modification des conditions d'accès aux documents : ceux-ci doivent désormais être réservés la veille pour être communiqués le jour-même, ou bien seulement à partir de 12h, ce qui peut faire perdre une matinée de travail si les chercheurs n'ont pas été assez prévoyants.

Extérieur
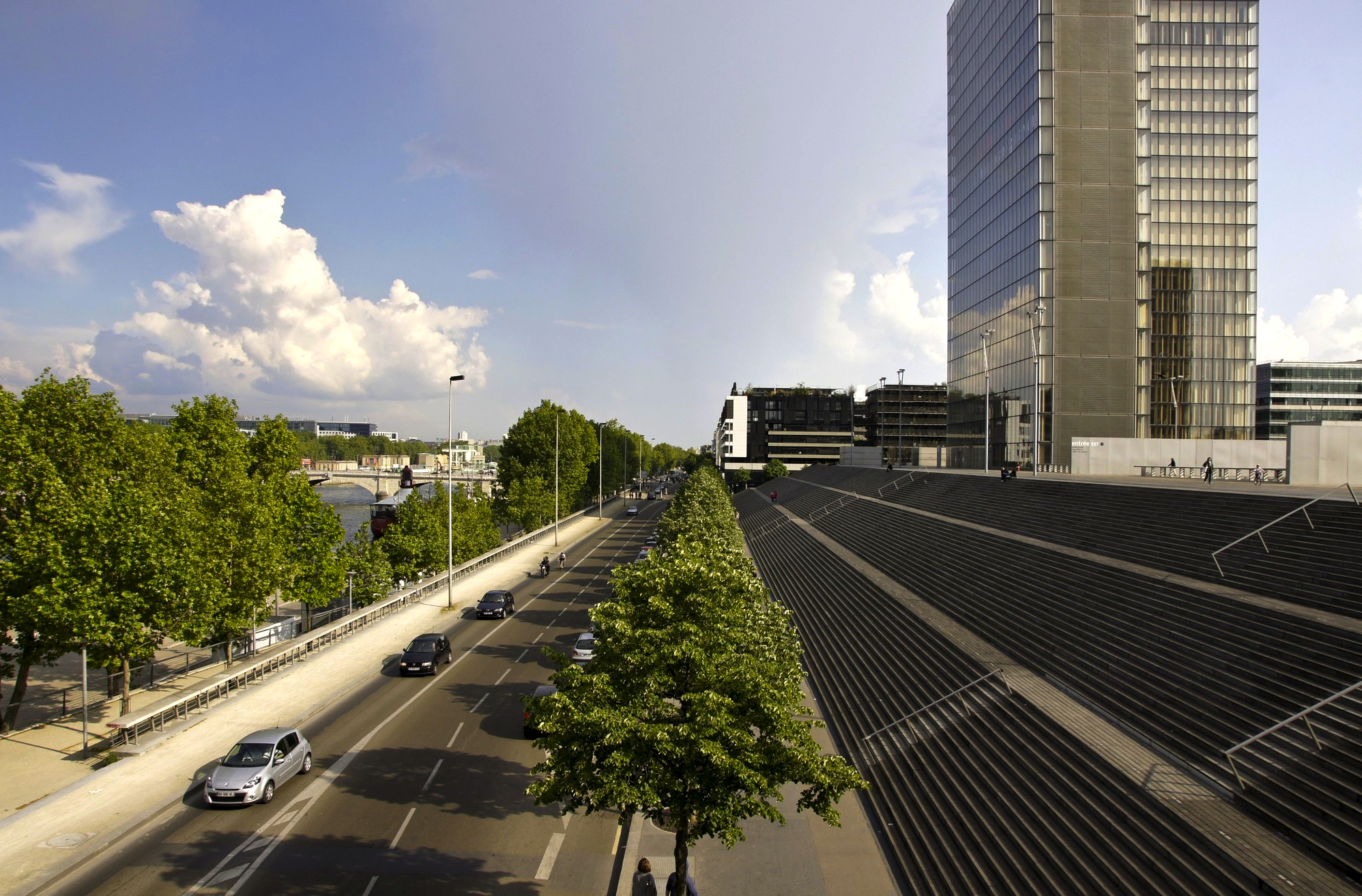
L'escalier monumental, sur le quai François-Mauriac.
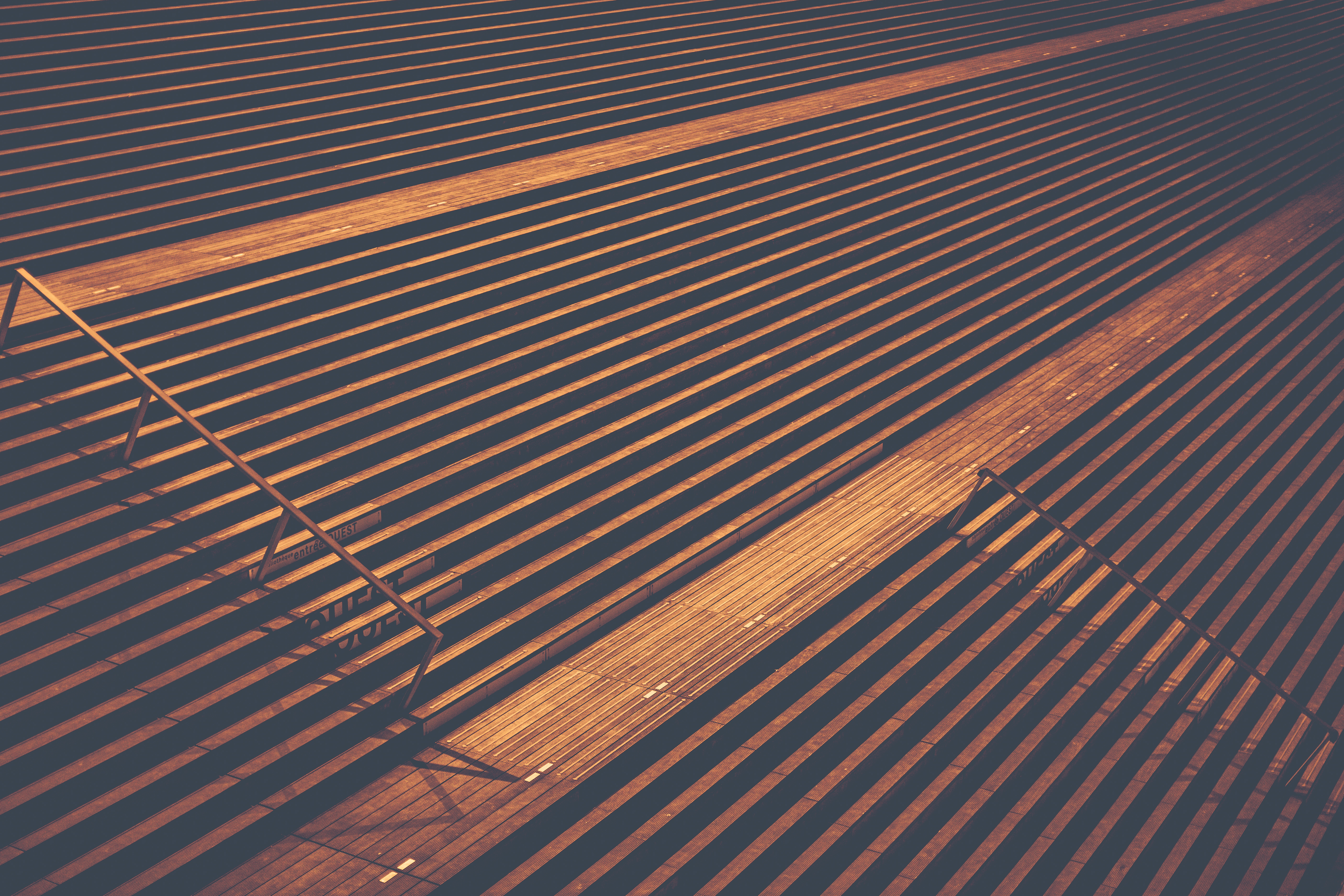
Détail des marches de bois, de nuit.
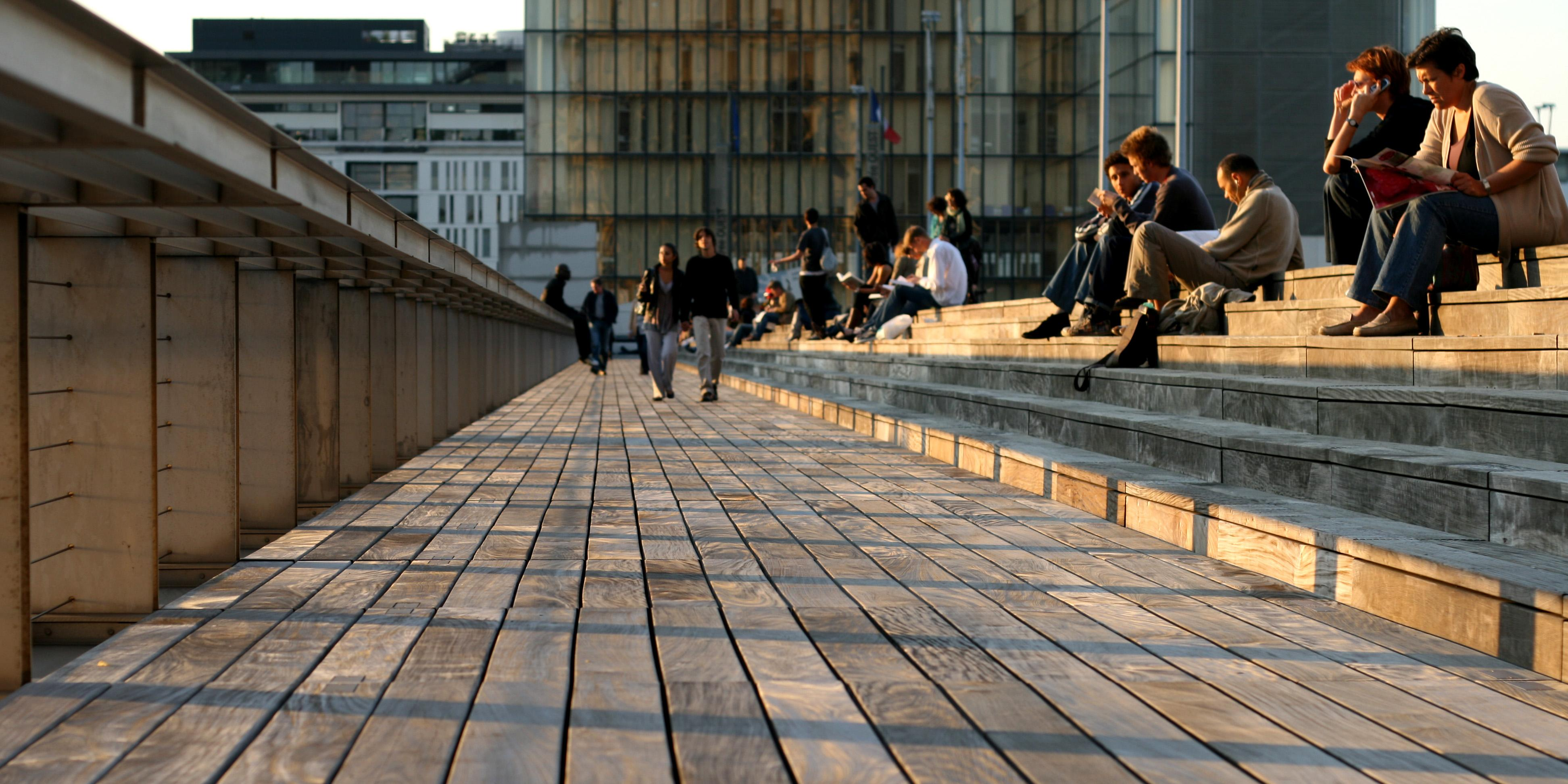
La grande terrasse en bois, sur le toit de la bibliothèque (elle-même enterrée), est un lieu de rencontre apprécié des Parisiens.

Jardin
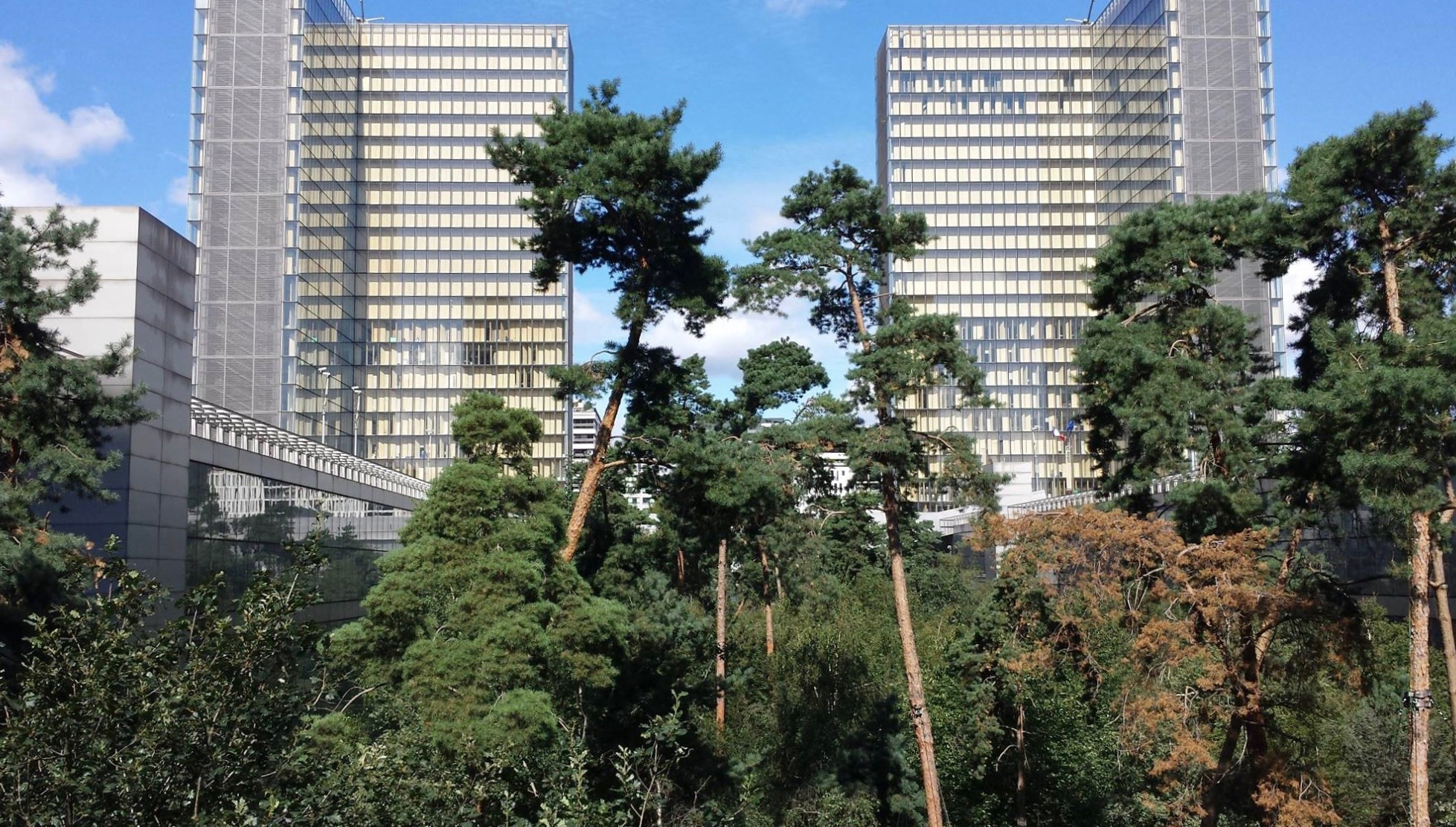
Tours est du site, avec le jardin.
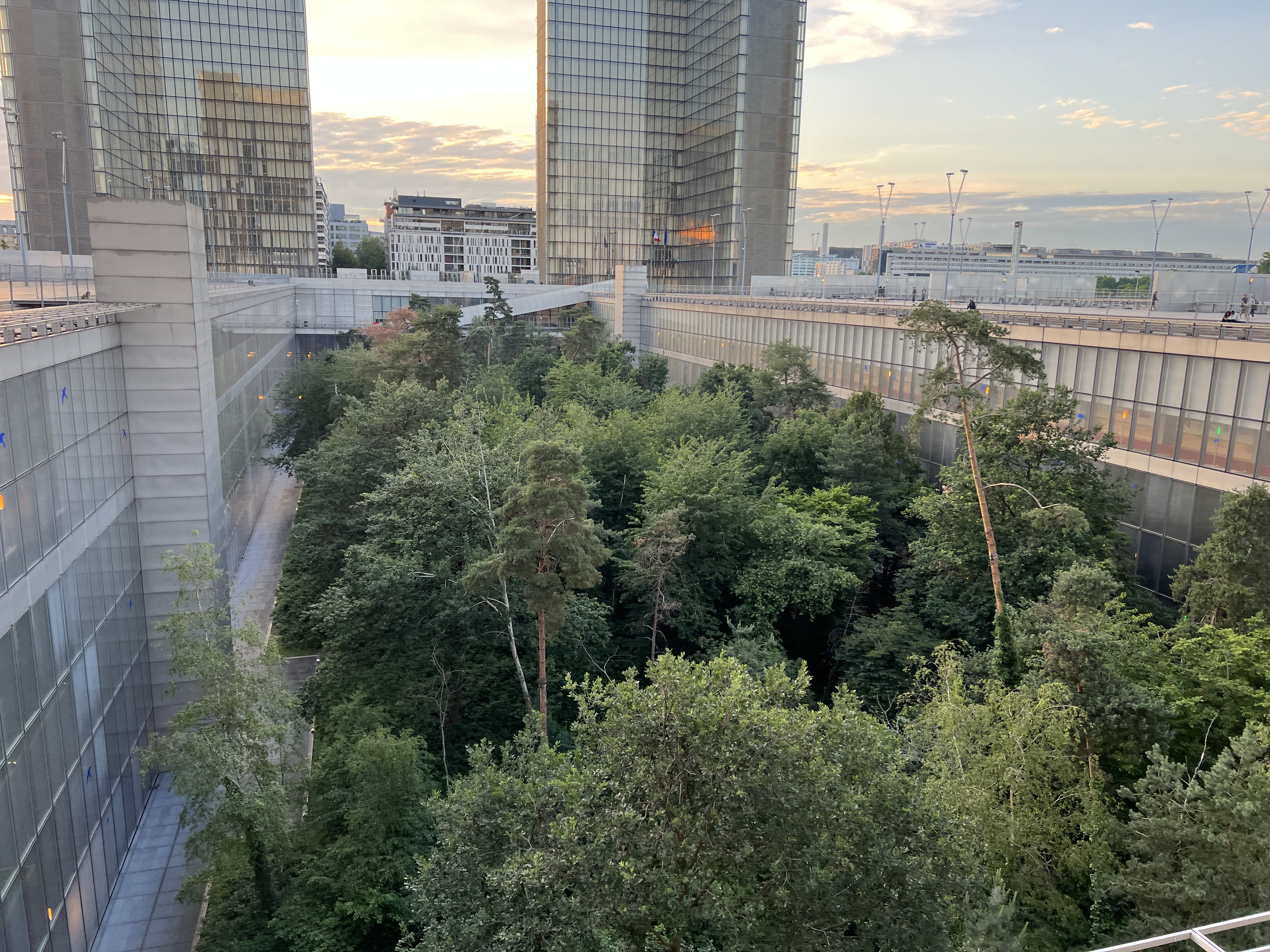
Le jardin depuis la terrasse de la bibliothèque.
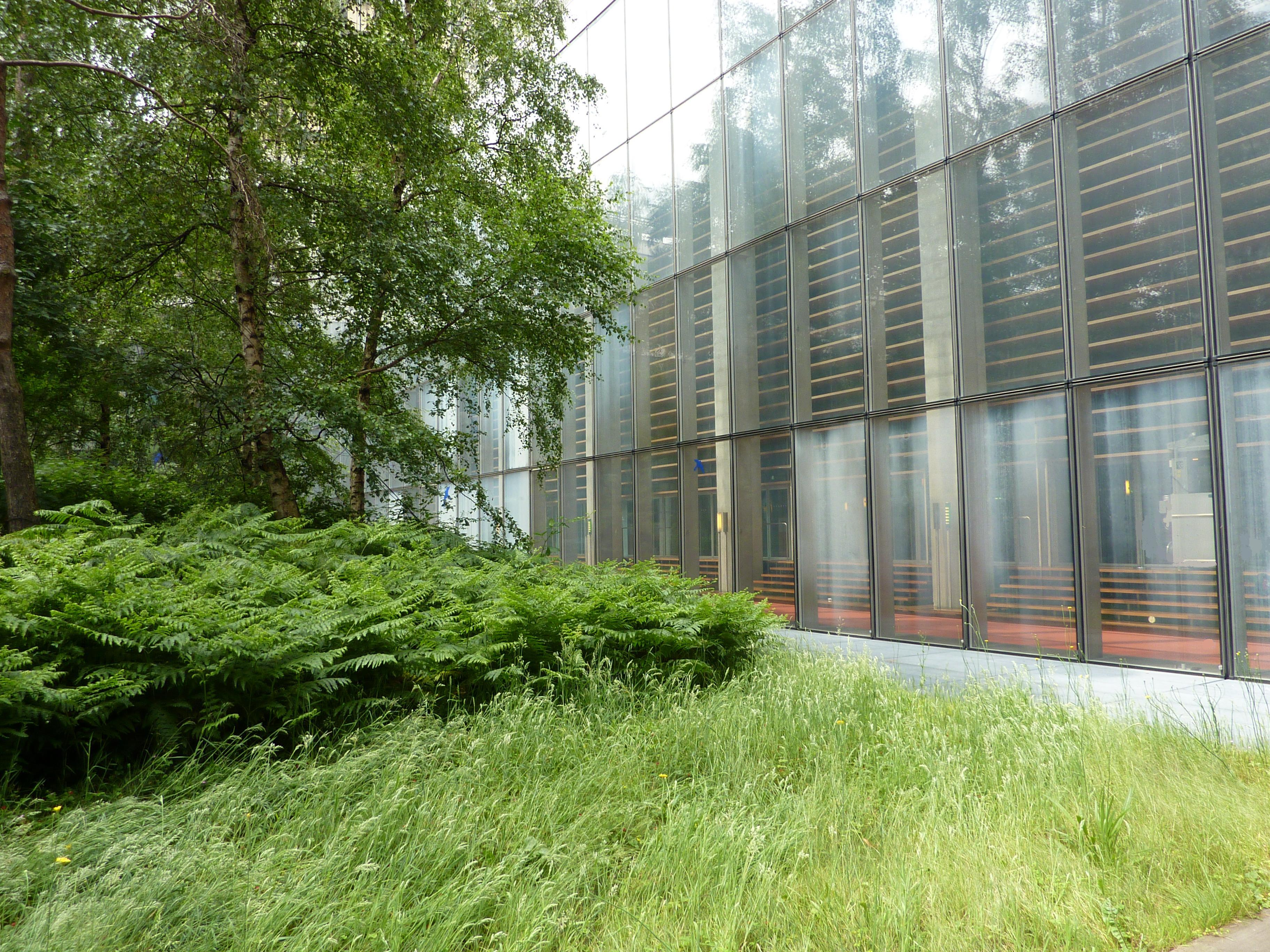
Vue depuis le jardin intérieur.

#### Salles de lecture, d’expositions et de conférences
Le site de Tolbiac de la BnF donne accès à deux types de salles de lecture, avec 3 200 places de lecteurs au total : les salles du Haut-de-jardin, qui offrent 1 500 places, sont accessibles à toute personne âgée de seize ans ou plus. Le Rez-de-jardin, qui comporte 1 700 places, fait partie, ainsi que les salles de lecture des autres sites, de la bibliothèque de recherche et n'est utilisable qu'après accréditation sur justification de la recherche. La salle P du Rez-de-jardin comprend aussi l'Inathèque, espace de consultation des collections de l'Institut national de l'audiovisuel. Cette salle abrite aussi une antenne du Centre national du cinéma et de l'image animée pour la consultation des Archives françaises du film. Après l'avoir été dans les espaces de circulation, les syndicats siégeant au Comité hygiène et sécurité de la BnF s'y étaient auparavant opposés les 8 avril 2008 et 26 septembre 2011, le réseau Wi-Fi a été installé dans les salles de lecture fin août 2016 ; tandis que 800 places du Rez-de-jardin sont équipées de prises RJ45. Pour faciliter la circulation des lecteurs dans les différents espaces de la bibliothèque, cette dernière communique en temps réel les places disponibles dans chaque salle.
Le site de Tolbiac comporte cinq espaces d'exposition : la « Grande Galerie » (grandes expositions), la galerie François-Ier (petites expositions), la galerie des Donateurs (pour les grands dons récents), l'allée Julien-Cain (exposition de photos, dessins…), enfin l'Espace abécédaire (présentant chaque mois une sélection de livres dans des vitrines et donnant un aperçu de la diversité et de la richesse des collections). Le hall situé du côté est comporte un espace consacré aux nouvelles technologies depuis le 3 juin 2010, dénommé LABO,. Quant au Hall ouest, il propose une présentation (accessible aux personnes malvoyantes) des deux globes de Coronelli de 1681-1683, les plus grands globes terrestre et céleste anciens (3,87 m de diamètre et 2 tonnes chacun), appartenant au département des Cartes et plans mais remontés ici. Autour d'eux, une exposition retrace l'histoire de leur commande (au travers d'un grand livre ouvert) ainsi que celle de leur conception, de leur restauration et de leurs déplacements au fil des siècles (au travers de films). Des bornes numériques permettent également de découvrir l'histoire de la cartographie et de la représentation du monde à travers les âges. Un film présente enfin la vision du monde à l'époque de Louis XIV au travers des représentations inscrites sur le globe terrestre (Le Dessous des cartes de Jean-Christophe Victor).
En outre, un grand et un petit auditorium permettent d'organiser des réunions professionnelles, des colloques, des conférences, des lectures ou des concerts.

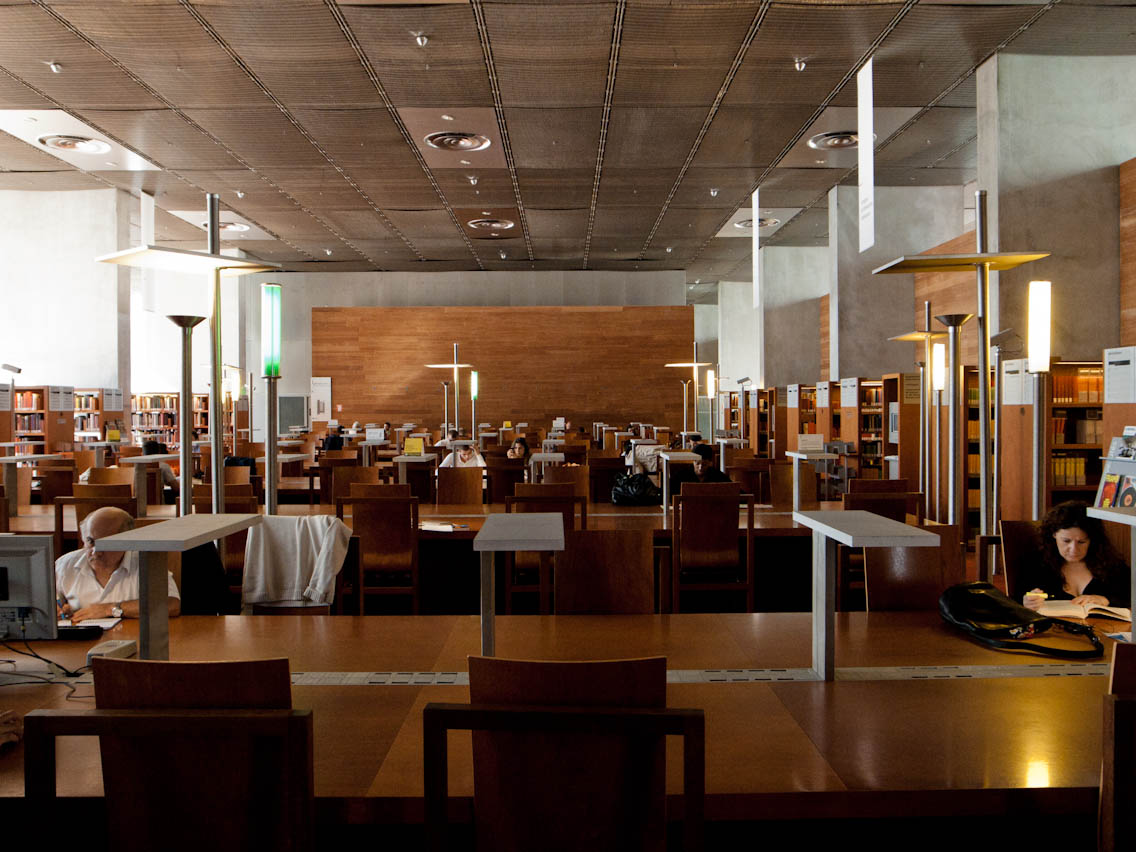
Salles de lecture du Haut-de-jardin.
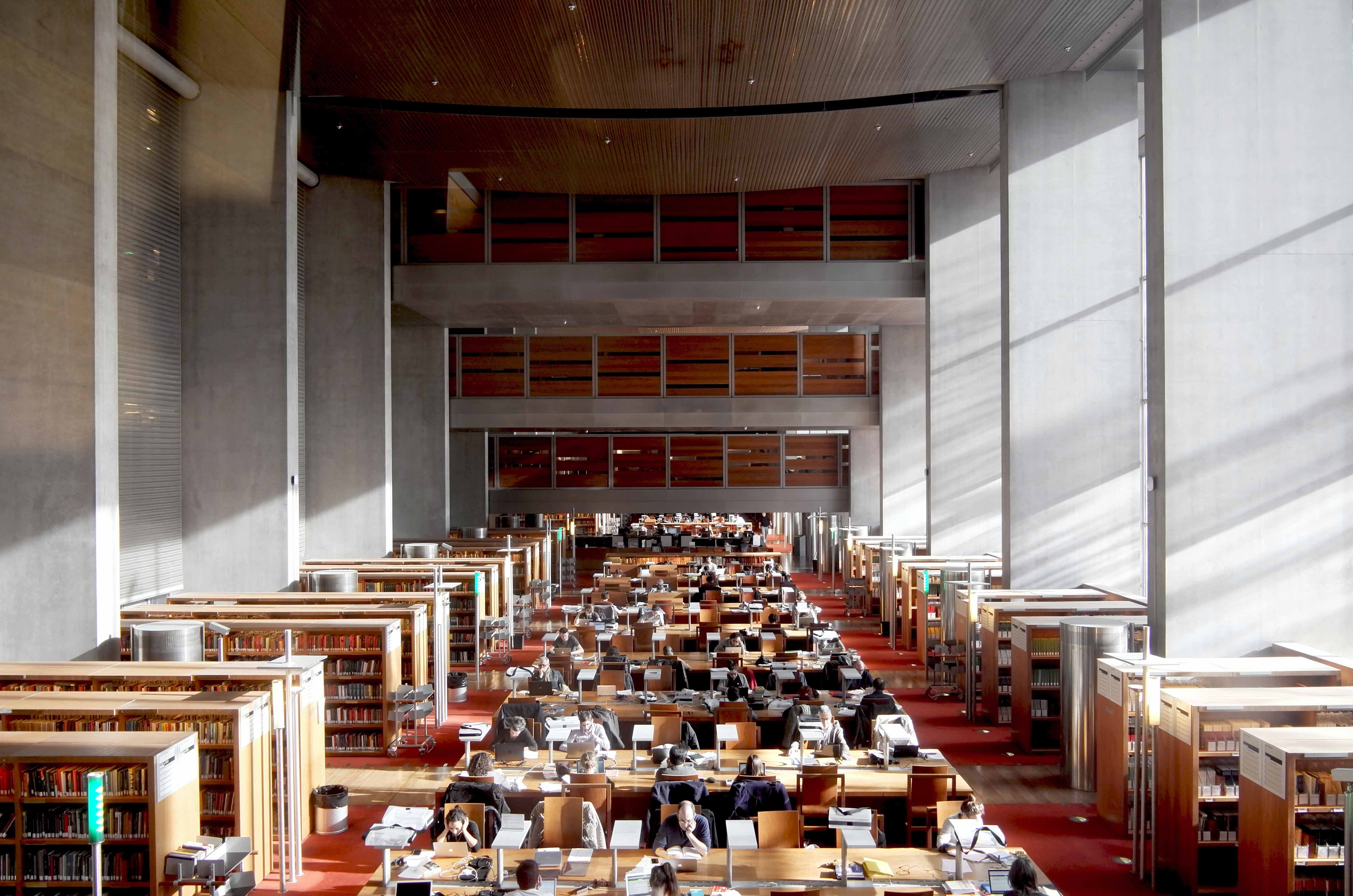
Salles de lecture du Rez-de-jardin.
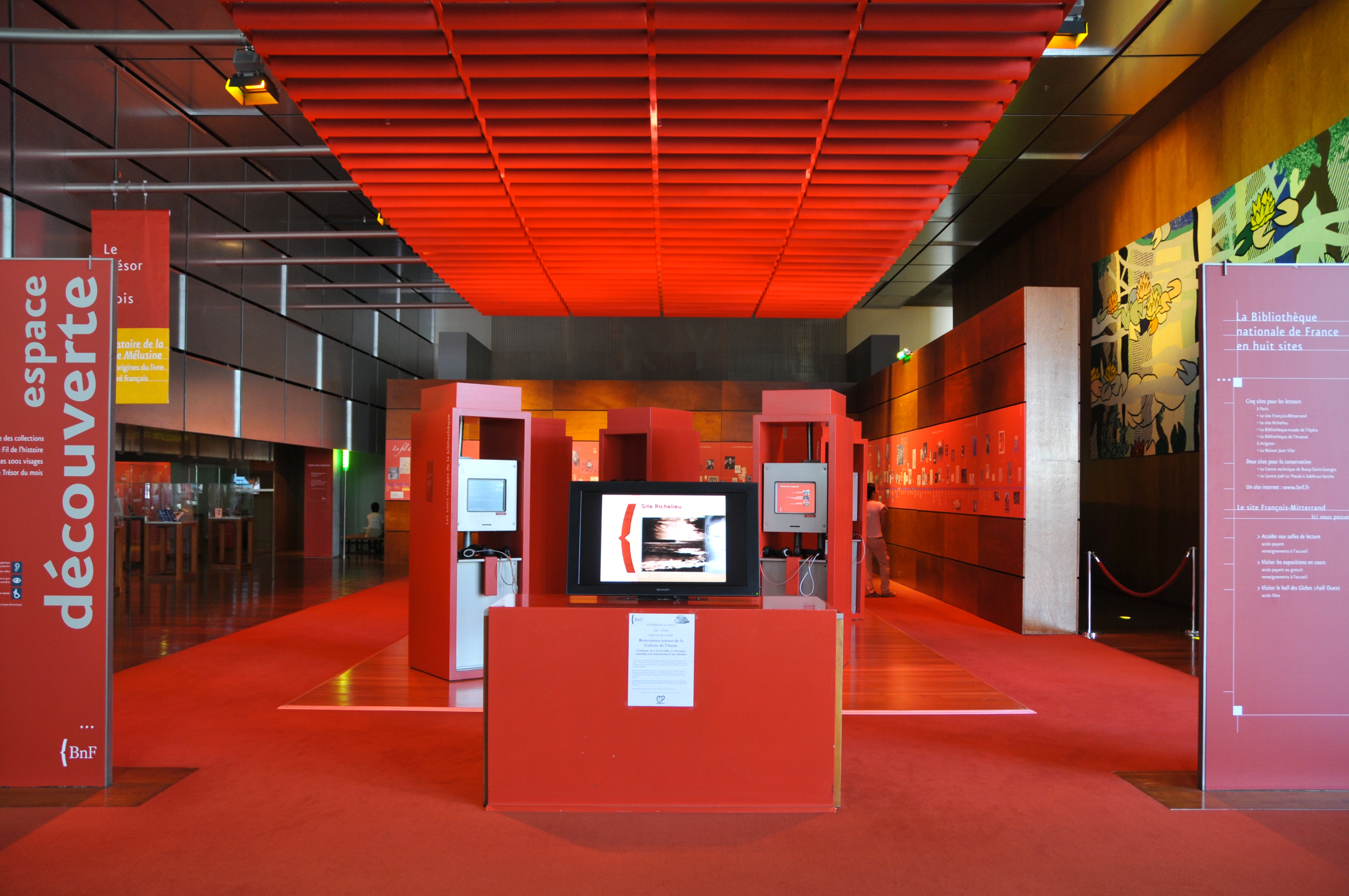
Espace découverte du hall Est.
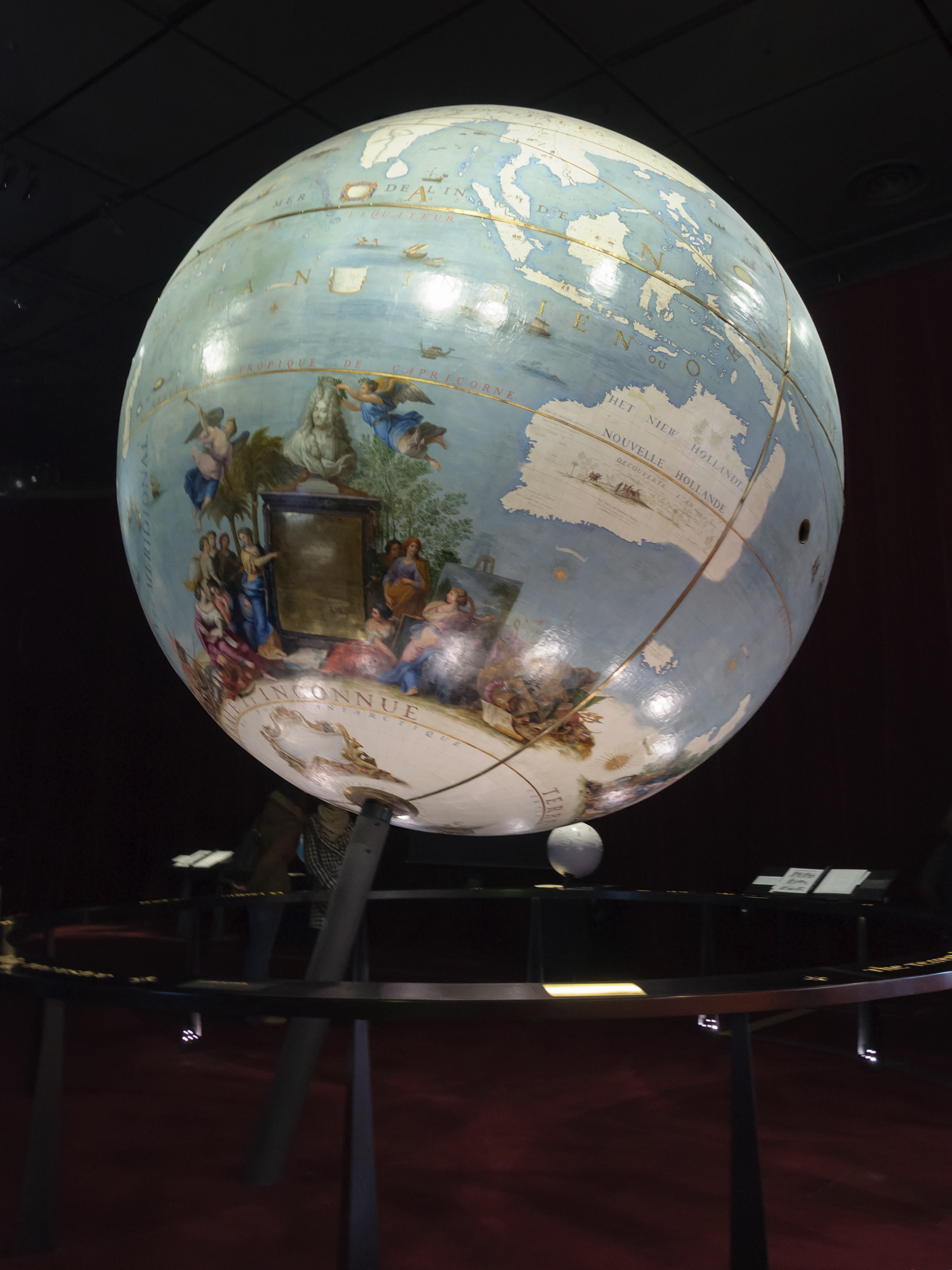
Globe terrestre de Coronelli, 1681-1683, dans le Hall ouest à Tolbiac.

#### Collections
Les collections de Tolbiac conservent au total plus de 13,3 millions de documents, dont près de 11 millions d'imprimés et plus d'un million de documents audiovisuels. Elles comprennent un fonds en libre accès et des collections patrimoniales, et occupent en tout 385 km linéaires de rayonnages.
Le fonds de libre accès, présent à la fois en Haut-de-jardin (bibliothèque d'étude) et en Rez-de-jardin (bibliothèque de recherche), contient environ 640 000 volumes (700 000 à terme).
Les collections patrimoniales se trouvent dans les différents départements présents à Tolbiac, à l'exception du département de la Découverte des collections et de l'accompagnement à la recherche. Les quatre départements thématiques issus du département des Imprimés et du département des Périodiques conservent les fonds patrimoniaux constitués d'imprimés du XVIe au XXIe siècle. Ils représentent environ 10 000 000 de livres, 350 000 titres de périodiques - dont 32 000 titres vivants français et étrangers, ainsi que des milliers d'éphémères conservés en recueils au Département Philosophie, Histoire, Sciences de l'Homme. Aux imprimés s'ajoute un important fonds de 950 000 microfiches (ouvrages, thèses) et de microformes, avec 76 000 microfilms (journaux, livres de grand format).
Au sein du département Littérature et arts, le Centre national de littérature pour la jeunesse (CNLJ) est l'héritier, de La Joie par les livres, créée sous forme d'association loi de 1901 en 1963. Rattachée à la BnF le 1er janvier 2008, elle est installée depuis septembre 2009 sur le site de Tolbiac.
Le CNLJ propose plus de 300 000 documents, dont 30 000 en libre accès. Les collections patrimoniales comportent la plus grande partie de la production éditoriale pour la jeunesse depuis 1950, des livres francophones de plusieurs pays, et un fonds précieux. La collection de contes du monde entier est particulièrement développée. On y trouve également 2 000 titres de périodiques et 5 000 dossiers documentaires.
Le département Son, vidéo, multimédia, héritier de la Phonothèque nationale, a lui aussi des fonds patrimoniaux, mais uniquement des supports particuliers, correspondant environ à 900 000 documents sonores, 90 000 vidéogrammes, 250 000 images fixes numérisées et 50 000 documents multimédias (dont plus de 20 000 jeux vidéo), soit 1 290 000 documents au total.
Le département le plus prestigieux est celui de la Réserve des livres rares, qui comprend 200 000 volumes environ : incunables, ouvrages remarquables par leur format (particulièrement petits ou grands), documents montrant les évolutions techniques, documents à faible tirage, livres ayant appartenu à des personnes célèbres, et l'« Enfer » de la bibliothèque, comprenant des ouvrages jugés « licencieux ».
Par ailleurs, environ 100 000 textes numérisés peuvent être consultés. Le corpus est plus large que ceux présents sur Gallica ou Europeana, car Gallica intra muros permet aussi de consulter des documents sous droit d'auteur ou numérisés dans le cadre de BnF-Partenariats.

#### Départements et salles de lectures
| Départements | Départements                                                                       | Haut-de-jardin Bibliothèque d'étude | Rez-de-jardin Bibliothèque de recherche |
| ------------ | ---------------------------------------------------------------------------------- | --- | --- |
|              | Philosophie, histoire, sciences de l'homme                                         | - Salle J : Philosophie, histoire, sciences de l'homme | - Salle K : philosophie, religion - Salle L : histoire - Salle M : ethnologie, sociologie, géographie |
|              | Droit, économie, politique                                                         | - Salle B : presse - Salle D : droit, économie, politique | - Salle N : économie, science politique, presse - Salle O : droit, publications officielles |
|              | Sciences et techniques                                                             | - Salle C : sciences et techniques | - Salle R : histoire des sciences, sciences fondamentales - Salle S : sciences de la vie, sciences de l'ingénieur |
|              | Littérature et arts                                                                | - Salle F : langues et littératures classiques, arts - Salle G : langues et littératures étrangères - Salle H : langue française et littératures d'expression française - Salle I : littérature de jeunesse - Salle E : histoire et métiers du livre, lecture, presse | - Salle T : documentation sur le livre, la presse et la lecture - Salle U : langues et littératures étrangères - Salle V : linguistique, langue française et littérature d'expression française - Salle W : littératures classiques, littératures orientales et arts |
|              | Son, vidéo, multimedia                                                             | - Salle A : audiovisuel | - Salle P : audiovisuel |
|              | Département de la Découverte des collections et de l'accompagnement à la recherche | - Salle E : recherche bibliographique | - Salle X : recherche bibliographique |
|              | Réserve des livres rares                                                           | | - Salle Y : réserve des livres rares |

1. ↑  La Joie par les livres fait partie du département Littérature et arts.
2. ↑  Ce département est commun aux sites Richelieu et Tolbiac.

### Site de l'Arsenal

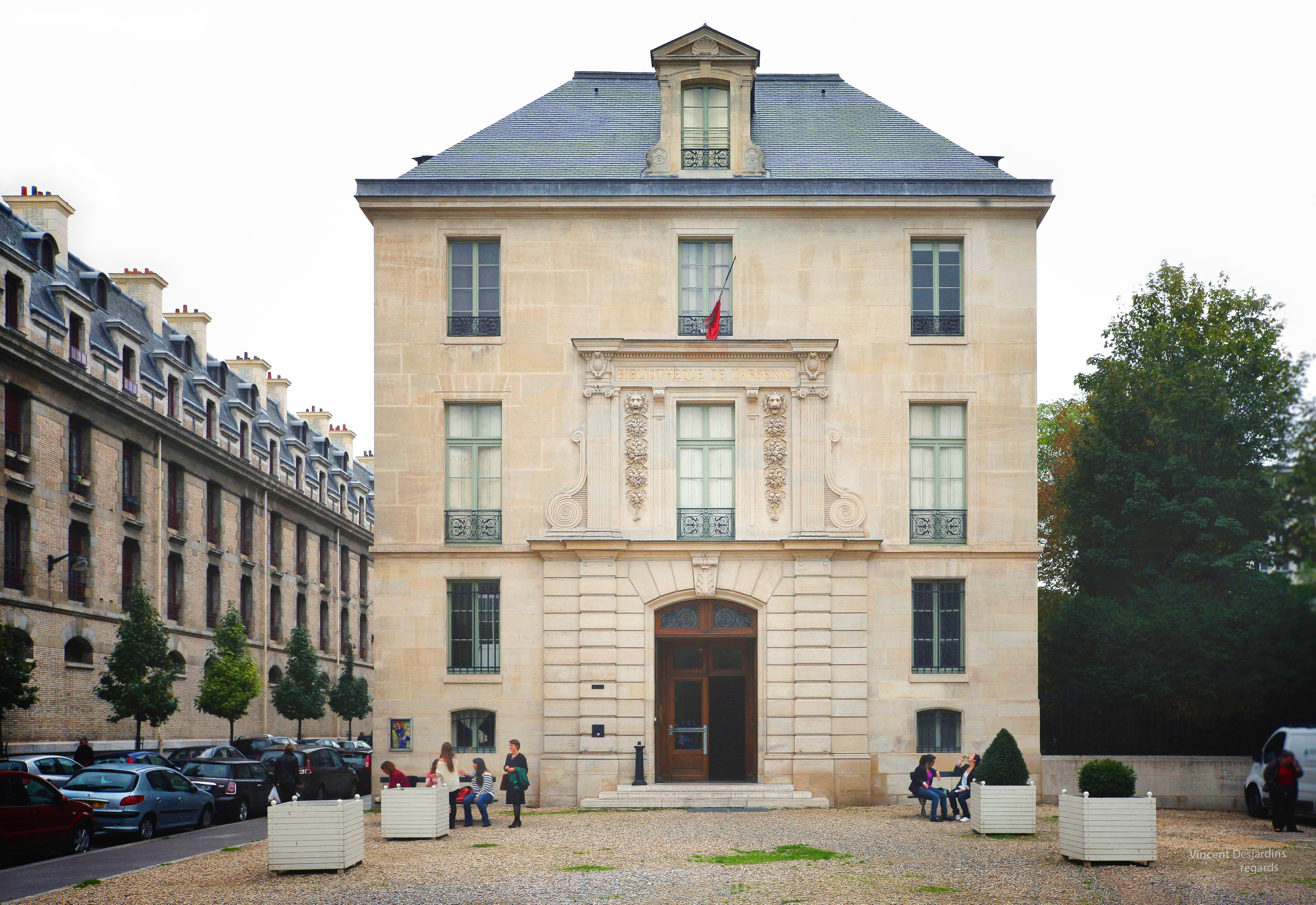
La bibliothèque de l'Arsenal, vue de la place du Père-Teilhard-de-Chardin.

La Bibliothèque de l'Arsenal est installée en 1757 à l'Arsenal dans l'actuel 4e arrondissement parisien par le marquis Antoine-René de Voyer de Paulmy d'Argenson, bailli de l’Artillerie, dans le bâtiment principal, aujourd'hui seul conservé, du site militaire fondé en 1512 par Louis XII. Ce bâtiment, réaménagé au début du XVIIe siècle pour Sully qui s'y était installé en 1599, fut décoré à partir de 1645 par Charles Poerson et Noël Quillerier pour le maréchal de La Meilleraye et sa femme,, puis agrandi par Germain Boffrand de 1716 à 1725. Acquise en 1785 par le comte d’Artois, elle est déclarée Bibliothèque nationale et publique le 9 floréal an V (28 avril 1797) et finalement intégrée en 1934 à la Bibliothèque nationale, où elle constitue actuellement à elle seule un département.
Cette bibliothèque conserve un million de documents de tous types. Ses collections anciennes (avant 1880) sont encyclopédiques ; après 1880, elle est spécialisée en littérature et, dans une moindre mesure, en histoire. En dehors des livres imprimés, elle compte plus de 15 000 manuscrits, dont une riche collection de manuscrits médiévaux provenant de grandes abbayes parisiennes, 100 000 estampes, 3 000 cartes, 1 500 partitions musicales. Le fonds de périodiques clos est élevé avec quelque 11 500 titres, auxquels s'ajoutent environ 250 revues vivantes. Elle possède plusieurs fonds d'écrivains et de groupes littéraires, ainsi que celui des archives de la Bastille. Le rythme d'accroissement est de 2 000 volumes par an.
Dotée de 56 places de lecteurs, elle propose 7 000 livres en libre accès.

### Bibliothèque-musée de l'Opéra

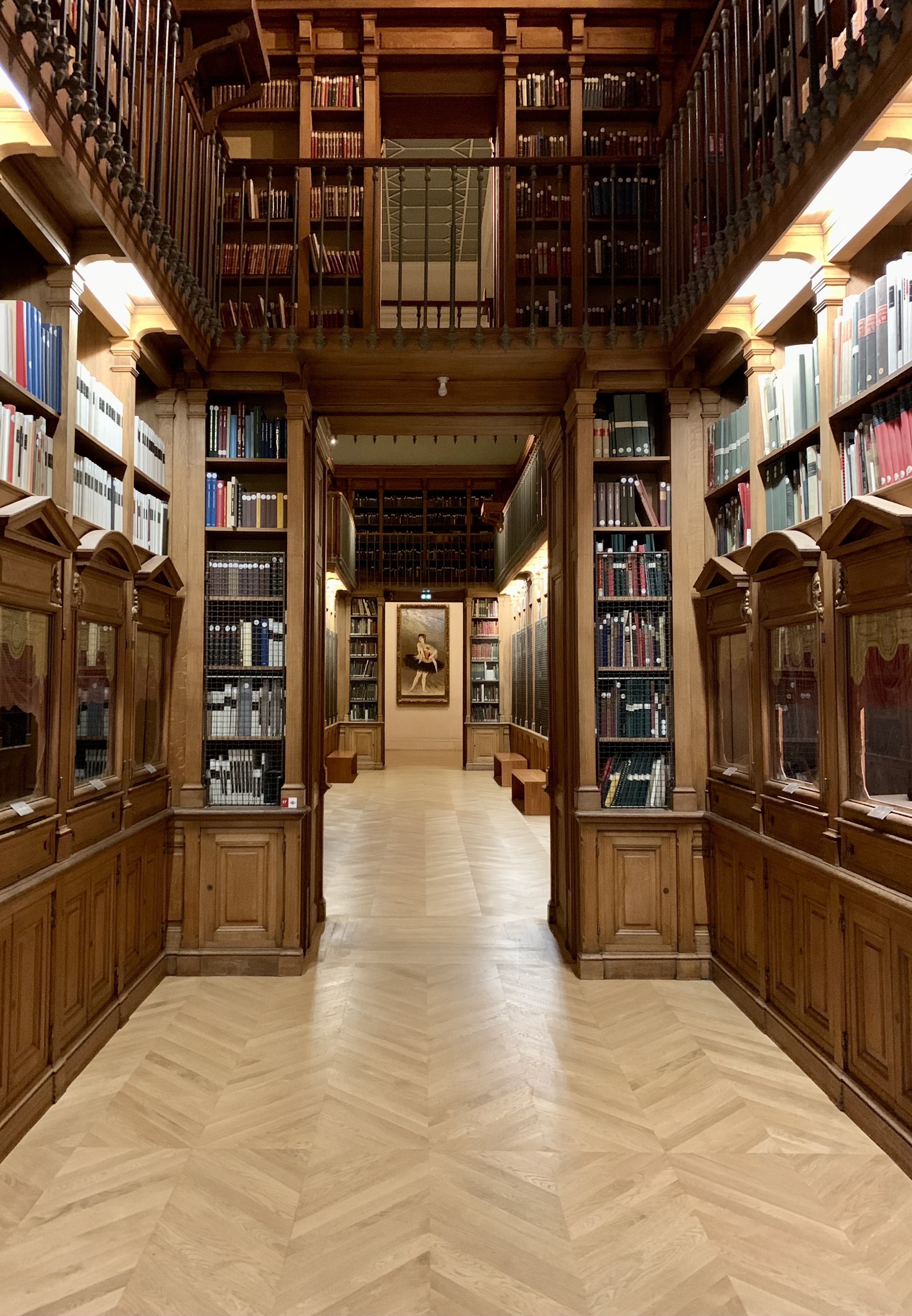
La bibliothèque-musée de l'Opéra.

La Bibliothèque-musée de l'Opéra, créée en 1866, tient son origine dans la bibliothèque musicale et les archives de l'Opéra de Paris depuis sa création en 1669. Elle a été installée au sein de l'Opéra Garnier à l'achèvement du bâtiment en 1875 et dotée en 1881 d'un musée. Rattachée à la Réunion des bibliothèques nationales en 1935, elle constitue un élément du département de la Musique lors de sa création en 1942.
Outre des espaces d'exposition intégrés à la visite de l'Opéra Garnier, la bibliothèque-musée comporte 22 places de lecture.
La bibliothèque-musée de l’Opéra conserve près de 600 000 documents. Ces fonds comprennent notamment de la musique manuscrite et imprimée du XVIe au XIXe siècle (16 000 partitions, 11 000 matériels d’orchestre). L'iconographie est bien représentée avec 100 000 photographies, 30 000 estampes, 25 000 esquisses de costumes et de décors, 70 mètres linéaires de dessins et 100 d’affiches. Avec les archives de l'Opéra, la bibliothèque-musée compte 3 000 documents d’archives dont 2 378 registres administratifs, créés à l’occasion des nombreux spectacles montés, opéras et ballets. Les activités de l'Opéra sont encore documentées par la présence de 30 000 livrets, 10 000 programmes, 10 000 dossiers documentaires et 250 000 lettres autographes.
Ces fonds sont complétés par quelque 100 000 livres et 1 680 titres de périodiques et brochures. Ce site est particulièrement riche en ouvrages sur la danse, grâce à l'apport des Archives internationales de la danse.

### Hors de Paris

#### Maison Jean-Vilar à Avignon

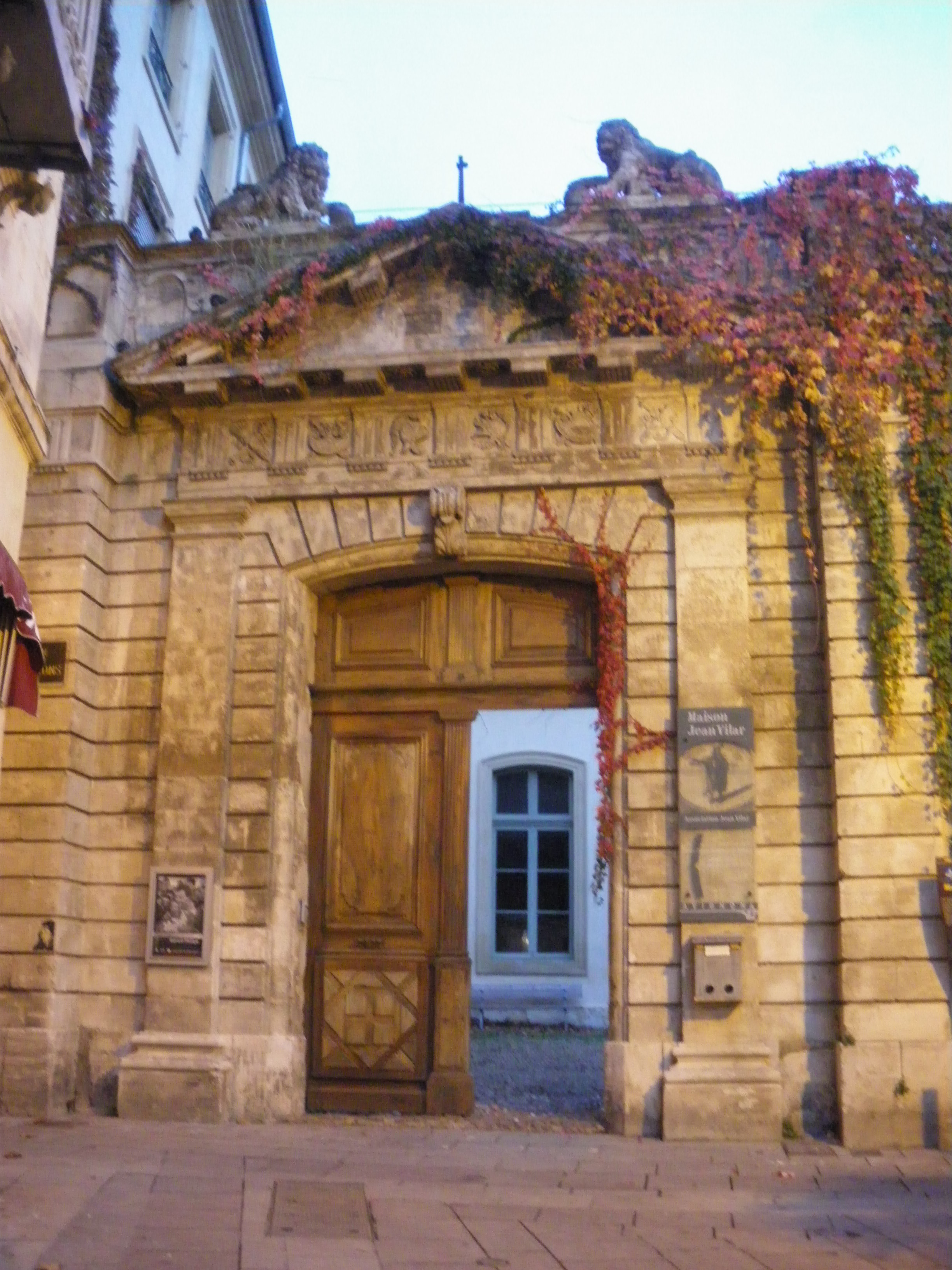
Entrée de la maison Jean-Vilar.

À Avignon, la BnF dispose de la maison Jean-Vilar, rattachée au département des Arts du spectacle et installée dans l'hôtel de Crochans reconstruit à la fin du XVIIe siècle. Elle abrite depuis 1979 une bibliothèque, offrant 40 places de lecture, spécialisée sur tous les arts du spectacle : théâtre, danse, opéra, cinéma, cirque, clowns, marionnettes, mime et music-hall. Sa collection rassemble également des documents portant sur les fêtes et les variétés et sur les textes du répertoire classique et contemporain, français et étranger, ainsi que les archives du metteur en scène Jean Vilar et celles du festival d'Avignon in et off, soit :
- 25 000 livres ;
- 100 titres de périodiques ;
- revues de presse ;
- affiches ;
- programmes de spectacles ;
- photographies de spectacles.

#### Centre technique de Bussy-Saint-Georges
La BnF est implantée à Bussy-Saint-Georges, dans un bâtiment qu'elle partage avec le Centre technique du livre de l'enseignement supérieur. Le site de Bussy sert à la fois :
- pour les restaurations nécessitant plus de place ou des matériels spécifiques ;
- de centre de recherche pour la conservation des documents ;

Le bâtiment a été construit en 1995 par Dominique Perrault. Alors, que les exemplaires supplémentaires du dépôt légal des imprimés étaient employés aux échanges internationaux ou remis à d'autres bibliothèques françaises selon le genre du document reçu, de 1996 à juillet 2006 (janvier 2004 pour les périodiques) l'un d'eux était conservé au centre technique de Bussy pour constituer une collection de secours, ne devant en principe pas servir. Celle-ci a été interrompue depuis la réforme du dépôt légal par le décret no 2006-696 du 13 juin 2006, qui a porté le dépôt éditeur de quatre à deux exemplaires et le dépôt imprimeur de deux à un exemplaire, puis cet ensemble de 500 000 livres a été offert en 2009 à la bibliothèque d'Alexandrie.

#### Centre technique de Sablé-sur-Sarthe

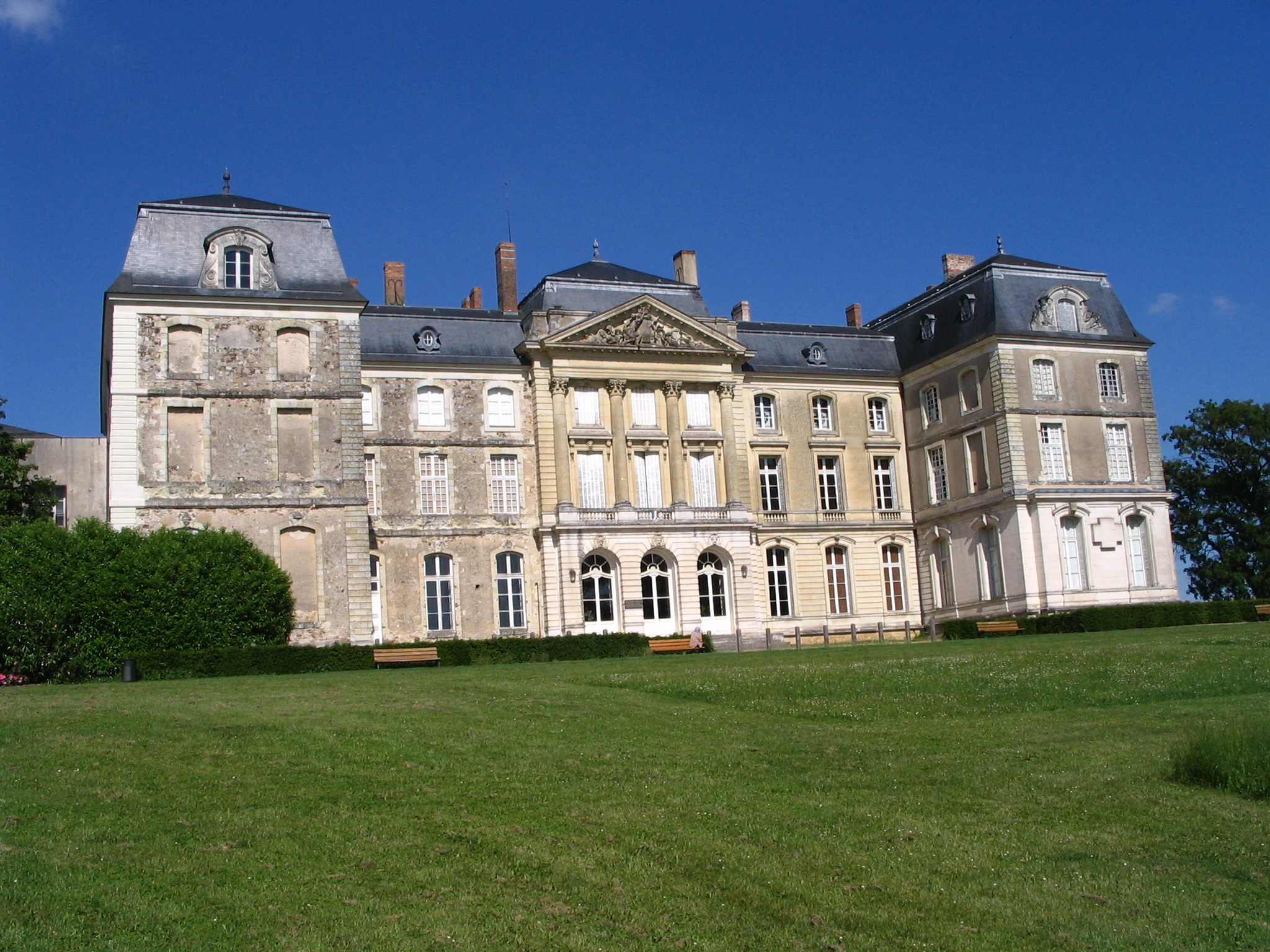
Château de Sablé.

Le centre technique Joël-Le-Theule de la BnF, installé depuis 1978 au château de Sablé, qui fut remanié à partir de 1715 par Jean-Baptiste Colbert de Torcy, est consacré à la restauration, à la reliure et à la reproduction de documents fragiles.

#### Futur centre à Amiens
Après diffusion d'un appel à manifestation d'intérêt en 2020, la Bibliothèque nationale de France annonce le 17 novembre 2021 le choix d’Amiens pour implanter, sur l'ancien hôpital Nord, un nouveau pôle. Conservatoire national de la presse, il est destiné à abriter certaines collections de presse de la BnF,.

### Sites abandonnés

#### Trois annexes de Versailles
La Bibliothèque nationale a fait construire à Versailles un premier bâtiment (1932-1934), puis un deuxième (1954), et un troisième en 1968. Elle y conservait des périodiques (Annexe Montbauron), avec une salle de lecture sur place, des collections d'imprimés en consultation différée (Annexe B) et des collections en double (Annexe C, notamment pour le Centre national de prêt). Au départ, il ne s'agissait que de lieux de conservation, mais une salle de lecture s'y est ouverte par la suite. Le Centre national de prêt a été fermé en 1996. Ces bâtiments ne sont plus utilisés depuis 1998 par la Bibliothèque nationale.

#### Ancien centre technique de Provins
Un centre de restauration, créé à Provins pour la restauration et le transfert de journaux sur microfilms, a été fermé en 2002.

#### Site du boulevard de Strasbourg
Rattachée à la BnF en janvier 2008, la Joie par les livres était installée depuis juin 2005 dans un immeuble loué sis 25 boulevard de Strasbourg dans le 10e arrondissement de Paris, désormais fermé au public depuis le 15 juillet 2009, et remis à son propriétaire le 1er novembre 2009.

## Diffusion de données et accès aux contenus numériques
Le site web data.bnf.fr, intégré au dispositif de diffusion des données ouvertes par les administrations françaises, donne accès aux informations et documents numérisés sur les auteurs, leurs œuvres, leurs publications… en favorisant l'accès aux différentes données issues de sites comme Gallica, et regroupant les descriptifs de différents catalogues de la BnF, dont certains ne sont accessibles que par un portail (dont le Catalogue général et le Catalogue BnF-Archives et manuscrits), leur localisation est ainsi mieux assurée par les moteurs de recherche.

### Catalogues
La Bibliothèque nationale de France a élaboré et enrichi successivement ou simultanément plusieurs types de catalogues. Seront présentés ici les principaux catalogues mis à disposition du public.

#### BnF-Catalogue général
Le Catalogue général de la BnF est le principal catalogue informatisé. Il est issu de « BN-Opale » créé en 1987 pour recenser les acquisitions françaises et étrangères issues du dépôt légal et des acquisitions. Ont été ajoutées les notices rétroconverties des entrées depuis 1970, puis, à partir de 1991, la majeure partie du Catalogue général des imprimés et de ses suppléments ; toutefois les catalogues des imprimés en caractères non latins (russe, hébreu, arabe, chinois, etc.) ne sont pas encore rétroconvertis. Par la suite, il a pris le nom de « BN-Opale Plus » quand le catalogue du libre accès et celui des documents audiovisuels ont été intégrés.
Parallèlement, un autre catalogue informatisé, BN-Opaline, avait été conçu, lui aussi en 1987, pour signaler les collections spécialisées des autres sites, notamment Richelieu, mais aussi des documents n’appartenant pas à la BnF, en particulier des fonds musicaux et des manuscrits littéraires. Il était initialement diffusé sous Telnet, avant de passer ensuite en interface Web. BN-Opaline était constitué de plusieurs bases, chacune ayant ses propres champs, ce qui représentait alors un avantage pour traiter des collections inhabituelles (manuscrits, partitions, films, etc.).
En mai 2007, le contenu de BN-Opaline a été pour l'essentiel intégré dans BN-Opale Plus ou dans le CCFr pour les documents hors BnF. Les deux catalogues de départ ont pris en janvier 2009 le nom de « BnF-Catalogue général », d'autant que « BN-Opale Plus » était une marque déposée à l'INPI et que le dépôt allait expirer.
Le Catalogue général de la BnF contient aujourd'hui[Quand ?] plus de 10 millions de notices bibliographiques, et plus de cinq millions de notices d'autorités qui décrivent les auteurs, les sujets, les œuvres.
Il contient aujourd'hui les notices des livres et périodiques conservés dans les différents départements de la BnF, en magasin et en accès libre, quels que soient leurs types et leurs supports. Il s'est ainsi enrichi des notices des documents spécialisés et référence des documents iconographiques (estampes et photographies), des documents cartographiques, des objets (cuivres et bois gravés, pierres lithographiques, tissus…), et une partie des partitions imprimées et manuscrites. Enfin, on y trouve des documents numérisés par la BnF et disponibles dans Gallica, une partie des microfiches et microfilms, et une partie des périodiques électroniques dont la BnF possède aussi la version imprimée. Les collections du Centre national de la littérature jeunesse sont également signalées dans le Catalogue général depuis l'automne 2014. À la suite d'un accord passé avec Online Computer Library Center en juin 2009, les notices du catalogue général sont versées dans WorldCat depuis mars 2010, avec une mise à jour mensuelle.
Constitué par plusieurs strates d'informatisation successives, et alimenté par une grande diversité de sources, il présente des données d'une qualité inégale et de nombreux doublons. Les notices dont il s'enrichit aujourd'hui sont beaucoup plus complètes que celles qui ont été créées par conversion des anciens catalogues imprimés ou sur fiches. Différentes équipes de la BnF se consacrent quotidiennement à la correction des notices et à l'amélioration des données.

#### BnF-Archives et manuscrits
BnF-Archives et manuscrits est le catalogue des fonds d'archives et de manuscrits de la Bibliothèque nationale de France. Il est en ligne depuis octobre 2007. Il comprend les descriptions d'une cinquantaine de fonds d'archives ainsi que d'une partie des manuscrits du département des Arts du spectacle. Il comprend également les descriptions, en cours de rédaction, des manuscrits du département des Manuscrits. Il comprend désormais aussi les manuscrits de la bibliothèque de l'Arsenal et une grande partie de ceux du département de la musique. Il utilise le format XML et les règles de catalogage des manuscrits de la DTD EAD de 2002. Certains fonds ou collections qui n'ont jamais été décrits, y sont catalogués (les acquisitions et les dons récents), d'autres qui possèdent un catalogue imprimé, sont rétroconvertis. Ce catalogue complète les catalogues numérisés de la BnF (voir ci-dessous).

#### Catalogues plus traditionnels
L'existence de ces deux catalogues informatisés n'ôte pas tout intérêt aux autres types de catalogues, imprimés ou sur fiches, présents à la BnF, même si ces types de catalogues sont susceptibles de disparaître ultérieurement. Des catalogues imprimés restent notamment en usage dans différents départements spécialisés, notamment celui des Manuscrits, celui des Estampes ou celui des Monnaies et médailles ; il s'en publie même de nouveaux. Toutefois, l'informatique est aussi utilisée dans ce domaine, puisque d'anciens catalogues numérisés sont mis en ligne sur Internet. Il existe également des catalogues sur fiches, à l'Arsenal, à l'Opéra et à Richelieu, mais ils sont également en cours de conversion vers le Catalogue général. À Tolbiac, les catalogues sur fiches sont peu nombreux. Ils restent en usage en salle Y pour la Réserve des livres rares (fichiers des usuels, fichiers par éditeurs ou par provenance), en salle W pour les documents en caractères non latins (certains de ces fichiers sont également numérisés sur Internet), enfin en salle X pour les fichiers par sujets jusqu'en 1980.

#### Guide de recherche dans les catalogues
Ce Guide de REcherche en BIBliothèque (GREBIB) détaille les étapes d'une recherche d'information dans la BnF, principalement dans les collections du site François-Mitterrand. Il propose des chemins de lecture en fonction de ses besoins : une recherche guidée pour ceux qui débutent et un parcours libre pour les autres. Le guide s'enrichit régulièrement de fiches méthodologiques synthétiques classées dans la rubrique « Miscellanées BnF ».

### Ressources Internet en accès libre
La Bibliothèque nationale de France développe l'offre de ressources numériques à destination de ses publics sur place et distants. Seront présentées ici les principales ressources mises à disposition du public, autres que ses catalogues cités ci-dessus.

#### Bibliothèque numérique de la BnF

Logo de Gallica.

La bibliothèque numérique appelée « Gallica » propose plus de 7 600 000 documents de toute nature en mode image ou en mode texte. Initialement conçu pour les seules collections de l'établissement, Gallica propose aussi depuis 2005 des documents d'institutions partenaires et, depuis 2007, des livres numériques proposés par des éditeurs.
Pour s’adapter à cette nouvelle réalité numérique, la BnF a intégré au sein de son équipe des compétences spécifiques à ces nouvelles exigences, notamment des ingénieurs informaticiens, ainsi que des ressources en numérisation et afin de fortifier encore plus son équipe qui opère au préalable au sein du département, elle a implanté une cellule d’orientation informatique, une instance pour la négociation entre les directions, et des encadrants pour la formation du personnel aux nouvelles technologies appliquées.

#### Signets de la BnF
Répertoire encyclopédique de sites web gratuitement accessibles, les « Signets de la BnF », recensent plus de 7 000 ressources choisies pour la qualité de leur contenu. Chaque notice est très régulièrement entretenue au moins une fois tous les trois mois. Si une notice n'a pu être vérifiée dans ce délai, elle est provisoirement retirée du portail afin d'éviter de proposer un contenu obsolète. Les sites sont décrits selon un modèle de données respectant la norme Dublin Core. Le répertoire est publié jusqu'en 2016.

#### Base des manuscrits enluminés de la BnF
Créée en 1989, la base iconographique « Mandragore » du département des Manuscrits a été mise en ligne en 2003 pour le Salon du Livre. En 2022, elle donne accès aux notices de plus de 200 000 enluminures (pour la plupart numérisées), en offrant de grandes capacités de recherche et d'indexation.

#### Banque d'images de la BnF
Le département Images et prestations numériques propose une banque d'images numérisées (images.bnf.fr), appelée « base Daguerre » lors de sa création. Outil d’exploration des collections iconographiques numérisées de la bibliothèque, la banque d’images permet, notamment au public professionnel, d’acheter les images en haute définition et de payer la redevance pour leur utilisation commerciale. Elle propose également des sélections d’images thématiques, autour d’événements culturels et historiques ou d’artistes récemment intégrés.
En plus des centaines de milliers d’images déjà disponibles, la base s’enrichit chaque jour grâce aux nouvelles numérisations des collections de la BnF : estampes, photographies, manuscrits enluminés ou autographes, dessins et gravures, unes de presse, cartes et globes, objets d’art et monnaies. Au sein de cette considérable variété d’œuvres et de supports, issus du patrimoine mondial de toutes les époques, la banque d’images rend également accessibles des milliers d’œuvres sous droits des plus grands artistes du XXe siècle.

## Personnel et public

### Personnel de la bibliothèque
Depuis le 1er janvier 2007 et sauf cas particulier, le personnel de la BnF n'est plus compté dans les effectifs globaux des fonctionnaires de l'État, mais directement au titre de l'établissement public.
Dans le projet de loi de finances initiale pour 2020, l'effectif de personnel est fixé à 2 219 équivalents temps plein travaillé (ETPT). En 2018, l’établissement employait, tous sites confondus, 2 271 personnes, pour 2 179 ETPT. Les deux tiers environ du personnel sont des fonctionnaires, dont la plupart relève de la « filière bibliothèque » gérée par le ministère de l'Enseignement supérieur, de la Recherche et de l'Innovation. Sur les 718 non-titulaires, 127 étaient employés à temps non complet.
Ces effectifs ne comprennent ni les personnes qui travaillent pour le compte d'entreprises privées en vertu d'une concession ou d'une délégation (personnel de sécurité, personnel de la cafeteria…) ni le détachement de la brigade de sapeurs-pompiers de Paris (BSPP) affecté en permanence à la BnF.

### Public

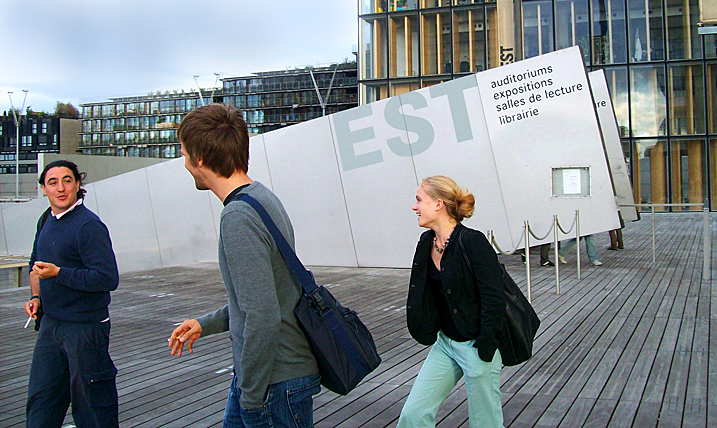
La bibliothèque accueille de nombreux étudiants (ici, l'ancienne configuration de l'entrée Est).

Chercheurs et étudiants, touristes et curieux, professionnels des bibliothèques, enseignants et scolaires : les publics de la Bibliothèque nationale de France sont aussi variés que l'est l'offre de services et d'animations, sur place ou à distance. L'accès aux salles de lecture est généralement payant. Le Haut-de-jardin du site François-Mitterrand est ouvert à toute personne de plus de seize ans. Il est possible d'y accéder avec un ticket d'accès ponctuel ou sur abonnement annuel. Chaque jour à partir de 17 h, il est également possible d'entrer gratuitement dans la limite des places restantes. Pour les bibliothèques de recherche, une accréditation est nécessaire. La bibliothèque propose des titres d'un jour et de cinq jours, ainsi qu'un titre annuel renouvelable pour lequel certaines catégories de public (étudiants en particulier) bénéficient d'un tarif réduit ou d'une exonération. En 2011, l'établissement a établi ou renouvelé plus de 29 000 cartes annuelles pour le Haut-de-jardin et plus de 28 000 titres d'accès pour les salles de recherche, dont 57 % pour un an. Au sein du public accrédité pour la recherche, un peu plus du quart est de nationalité étrangère, les plus représentés provenant des États-Unis et d'Italie. Les variations saisonnières d'activité de la BnF s'expliquent largement par la composition du public, avec des différences sensibles entre Haut-de-jardin et espaces de recherche. Le Haut-de-jardin connaît un calendrier proche de celui d'une bibliothèque universitaire : occupation importante pendant l'année universitaire, fréquentation accrue à l'approche des examens, attractivité très faible en juillet et août.
Inversement, le Rez-de-jardin connaît un succès plus important en été, seule période où certains chercheurs, habitant la province ou l'étranger, peuvent venir à Paris : il n'est pas rare de voir les 1 900 places du Rez-de-jardin saturées à ces époques de l'année. En dehors de ce pic, la fréquentation des espaces de recherche est plus régulière.
Le Haut-de-jardin connaît aussi une variation de la fréquentation au cours de la semaine, les périodes les plus chargées étant le week-end, ainsi que le mardi, jour de fermeture de la BPI, située au sein du Centre Georges-Pompidou, dans le quartier du Marais (4e arrondissement). Un nouveau public de visiteurs (estimé à 4 %) est apparu, qui vient sur le site François-Mitterrand simplement pour se promener et découvrir le site.

## Budget
Depuis 2009, le budget de la BnF est élaboré et exécuté par destination pour en optimiser la lisibilité et dans une perspective pluriannuelle. Sur 226,5 M€ de ressources en 2018, une grande partie provient de crédits de l'État, attribuées essentiellement par le ministère de la Culture sous forme d'une subvention pour charges de service public et d'une dotation en fonds propres, pour un montant global de 202 M€. Dans le compte financier de la même année 2018, l'investissement est à hauteur de 35,64 M€ en autorisation d'engagement et de 32,53 M€ en crédit de paiement. L'enveloppe de fonctionnement hors personnel était de 53,8 M€ en autorisation d'engagement et de 50,64 M€ en crédit de paiement. Les crédits de personnel s'élevaient à 140,25 M€.
Dans le projet de loi de finances initiale pour 2020, étaient prévus 210,1 M€ de dotations de l'État, sur le programme budgétaire « livre et industries culturelles ».

## Critiques du projet

### Critiques des médias
Au même titre que la pyramide du Louvre ou l'opéra Bastille, le site de Tolbiac de la BnF a donné lieu à des critiques de nature le plus souvent politiciennes, relayées d'abord par la presse conservatrice, dans la mesure où elles ne visaient pas la seule BnF, mais la politique de grands travaux dans son ensemble de l'ancien Président socialiste François Mitterrand, jusqu'à affubler le projet du nom de « TGB » par dérision envers les termes « aménagement de l'une ou de la plus grande et la plus moderne bibliothèque du monde » employés dans l'allocution présidentielle de 1988. Le fait que la réalisation du nouveau site de la Bibliothèque nationale ait été réglée rapidement en moins de sept ans, de juillet 1988 à mars 1995 pour le gros œuvre, a été critiqué par certains universitaires habitués du site Richelieu revendiquant leur manque de concertation, ainsi que certains aspects du parti architectural, en raison de son gigantisme, du choix du revêtement en bois exotique de l'esplanade, de l'inaccessibilité, à l'époque, du jardin pour motif de sécurité et de la décision initiale de stocker l'ensemble des ouvrages dans les tours, abandonnée toutefois en 1992 en cours de chantier ; tandis qu'au vu de la maquette sommaire présentée au concours qui envisageait l'utilisation de verre photochromique, il avait été cru à tort que les livres seraient présentés à la lumière du jour. En réalité, dès l'avant-projet sommaire de 1990, faisant suite au choix, le 16 août 1989, du lauréat du concours, ils ont été prévus isolés par un double vitrage, un espace tampon, des volets de bois fixes, une allée de circulation et une cloison coupe-feu de quatre heures en carreaux de plâtre de 10 cm recouverts d'un isolant thermique.
Outre le coût total de l'investissement de 1,2 milliard d'euros pour 365 178 m2 de SHOB et 224 247 m2 de SHON (3 286 €/m2), correspondant donc à près du double du coût de la réalisation de l'opéra Bastille de 160 000 m2 de SHOB et 122 538 m2 de SHON, les frais annuels de fonctionnement de la nouvelle BnF durent être augmentés, comme également ceux d'investissement, de sorte qu'en 2000, le coût total des subventions de l'État fut porté à un montant sept fois supérieur à celui dont bénéficiait l'ancienne Bibliothèque nationale en 1990, soit les trois cinquièmes de la somme allouée alors à l'ensemble des bibliothèques universitaires sur le territoire français. Ceci aurait entraîné de lourdes conséquences pour les bibliothèques universitaires, placées dans l'impossibilité financière d'enrichir convenablement leurs catalogues pendant plusieurs années[réf. nécessaire]. Mais ces investissements leur ont permis, comme le public, de bénéficier de la mise en place dès 1997 du Catalogue collectif de France et de la bibliothèque numérique Gallica, qui dépassa début 2010 le million de documents en ligne avec plus de 400 000 en mode texte.
Dans le cadre de cette polémique, des auteurs ont également formulé des griefs envers le site François-Mitterrand de la BnF. L'universitaire Jean-Marc Mandosio a publié en 1999 et 2000 des essais intitulés L’Effondrement de la Très Grande Bibliothèque nationale de France et Après l'effondrement aux éditions de l'Encyclopédie des Nuisances dans lesquels il fustige ce projet et sa réalisation de même que Lucien X. Polastron,. Ces prédictions ne seront pas suivies d'effet, le projet ayant au contraire entraîné une modernisation sans précédent de la Bibliothèque nationale, aujourd'hui poursuivie sur le site Richelieu.
La presse releva aussi d'autres incidents, tels que le dysfonctionnement du système d'alarme qui entraîna l'inondation de certains secteurs de magasins en 2004, sans dommages irréversibles toutefois, la surpression d'une canalisation le 12 janvier 2014, mais qui n'obligea de remplacer que huit ouvrages (3605 ayant été restaurés, dont 511 après congélation et lyophilisation) sur les 12 000 touchés par l'inondation, la révélation en 2005 de la présence d'amiante dans d'anciens conditionnements des collections et l'évacuation d'une tour en février 2014 pour pollution atmosphérique à la laine minérale,.
Il est reproché par ailleurs à l'architecte et à la direction de l'établissement leur inaction face aux suicides répétés qui ont lieu depuis quinze ans sur le site François-Mitterrand. Ces critiques enflent considérablement à la suite du nouveau suicide d'un agent dans le jardin le 3 août 2020 : la ministre de la Culture, Roselyne Bachelot, appelle la direction de l'établissement à ne plus privilégier les économies budgétaires à la sécurité des personnes et à passer outre aux réticences esthétiques de Dominique Perrault.

### Critiques émanant des lecteurs et du personnel
À l'ouverture du Haut-de-jardin, le 20 décembre 1996, la bibliothèque n'était accessible que par la station de métro Quai de la gare, jusqu'à l'ouverture de la ligne de métro Meteor (ligne 14) le 15 octobre 1998, une semaine après celle des salles de lecture du Rez-de-jardin. L'esplanade en bois de la bibliothèque et ses escaliers ont été dotés de cheminements antidérapants, après que la direction a accepté de faire droit au principe de précaution invoqué par certains lecteurs.
La Bibliothèque fut touchée par une grève de trois semaines, provoquée le 20 octobre 1998 par un dysfonctionnement informatique affectant la communication des ouvrages, onze jours après l'ouverture du Rez-de-jardin. Ce conflit cristallisa toutes les revendications issues de la période de réorganisation de la BnF, notamment celles des magasiniers, en raison des distances accrues pour communiquer les grands formats hors capacité du nouveau système, jugé bruyant, de transport automatique de documents (TAD) ou de l'aménagement des arrières banques de salles réduites par la décision prise en 1992 d’agrandir les magasins du socle. Ces lieux de travail furent par la suite améliorés, les niveaux de magasins restant toutefois préservés de la lumière du jour.
En mai 2022, la refonte du système de communication dans un but de maîtrise de la masse salariale déclenche une vague de protestation particulièrement importante de la part des lecteurs, une pétition d'opposition rassemblant plus de 15 000 signatures. Cette colère rejoint celle du personnel, en grande majorité opposé à cette réforme, notamment par une grève atteignant un niveau de participation jamais vu depuis 1998.

### Conclusions de la mission d'information du Sénat de juin 2000
De manière plus officielle, la mission d'information du Sénat a estimé en juin 2000 que le dysfonctionnement informatique, initialement à l'origine des difficultés d'ouverture du Rez-de-jardin en 1998, résultait de retards pris sous le gouvernement Balladur à la fois dans la réalisation et dans l'équipement du marché informatique à partir de 1994. Ceci avait conduit à la mise en place d'une première version incomplète n'atteignant que 33 % de l'objectif contractuel, testée en un mois seulement au lieu des six prévus et sans que la recette du système ait pu être effectuée, ainsi qu'à une formation par conséquent insuffisante du personnel, pendant la période de fermeture totale de la BnF qui n'avait duré qu'un mois à la fin du déménagement.

Elle a toutefois conclu qu'en l'espace d'un an et demi des améliorations significatives avaient été apportées au fonctionnement du département des imprimés de la BnF par rapport à sa situation antérieure et avant déménagement, compte tenu du taux de disponibilité du système informatique qui a été porté à quasiment 100 %, de l'intégration et de l'unification des catalogues, du reconditionnement (d'ailleurs accompagné du sauvetage définitif des documents acidifiés) et de l'engagement de la numérisation des ouvrages, du délai moyen de communication qui a été ramené à environ 45 minutes, délai comparable à celui constaté dans les bibliothèques étrangères de même dimension, de la possibilité de réserver sa place et les documents à distance sur Internet, de l'augmentation des plages horaires de communication et du nombre d'ouvrages communiqués, de la suppression des files d'attente, de la multiplication par 4,5 des places de lecture, de l'amélioration considérable du confort et des services offerts aux lecteurs, de l'augmentation sans commune mesure avec celle du site Richelieu des collections en libre accès, de sorte que le nombre des entrées en salles a, depuis 1998, connu une forte progression. Les sénateurs notaient ainsi déjà qu'au Rez-de-jardin, 

« comme le relève M. Jean-Pierre Angremy, président de la BnF : “contrairement à ceux qui promettaient la désaffection massive des étrangers, on peut constater qu'ils représentent aujourd'hui plus du quart des lecteurs”. Ce public n'est pas le même que celui des salles de Richelieu. Plus jeune, il atteste de la capacité de la BnF à attirer de nouveaux publics, au sein du monde de la recherche. »

## Dans la culture

### Au cinéma
- Toute la mémoire du monde (1956), documentaire d'Alain Resnais[Richelieu 7]
- Toutes les filles sont folles (2003) de Pascale Pouzadoux
- Grande École (2004) de Robert Salis
- La Question humaine (2007) de Nicolas Klotz
- Pars vite et reviens tard (2007) de Régis Wargnier : premier film à avoir été tourné à l'intérieur du site Tolbiac.
- L'Arnacœur (2010) de Pascal Chaumeil

### En littérature
- Les Arcanes du chaos de Maxime Chattam
- Le Théorème du Perroquet de Denis Guedj
- Austerlitz (en) de W. G. Sebald
- Villa Vortex de Maurice G. Dantec
- L'Inconnu du pont Notre-Dame de Jean-François Parot
- Le Vingtième siècle de Aurélien Bellanger

### Arts graphiques
Gisèle Freund consacre un large reportage photographique à la BN en 1937, partiellement diffusé dans Vu, qu'elle complète ensuite jusqu'en 1941.

## Accès
- Site Richelieu : Ce site est desservi par les stations de métro Bourse et Palais Royal - Musée du Louvre.
- Site Tolbiac : Ce site est desservi par les stations de métro Bibliothèque François-Mitterrand et Quai de la Gare.
- Site de l'Arsenal : Ce site est desservi par la station de métro Sully - Morland.
- Bibliothèque-musée de l'Opéra : Ce site est desservi par la station de métro Opéra.